# 2021年のテレビドラマ (日本)
- 2021年のテレビ (日本) > 2021年のテレビドラマ (日本)

2021年のテレビドラマでは、2021年に日本国内で放送されたテレビドラマについてまとめる。

## 主な動向

### 1月
- 1日 - 【訃報】東映専属俳優として時代劇の端役を中心に活動し、テレビドラマでは『柳生一族の陰謀』（1978年、フジテレビ系）や2006年のNHK大河ドラマ『功名が辻』などで“斬られ役”で出演するなど「5万回斬られた男」の異名を持つ俳優・スタントマンの福本清三（本名：橋本清三）がこの日、京都市内の自宅で肺がんのため死去（77歳没）[1]。
- 2日
  - （1日深夜）テレビ東京系「ドラマ25」枠で2020年1月期に放送された濱津隆之主演『絶メシロード』のスペシャル版『絶メシロード 2021年元日スペシャル』を放送（0時30分 - 1時30分）。ゲストに国広富之、泉谷しげるら[2]。
  - NHK総合・BS4Kにて、正月恒例の「正月時代劇」として『ライジング若冲 天才 かく覚醒せり』を放送（19時20分 - 20時50分）。主人公となる二人、伊藤若冲および桝屋源左衛門（ますや・げんざえもん）役を2代目・中村七之助が、若冲の理解者であった僧侶・大典顕常（だいてんけんじょう）役を永山瑛太がそれぞれ演じた[3][4]。
  - 2016年10月期にTBS系「火曜ドラマ」枠にて放送された『逃げるは恥だが役に立つ』が、新春ドラマスペシャル『逃げるは恥だが役に立つ ガンバレ人類! 新春スペシャル!!』と題してこの日の21時 - 23時25分枠で放送。前作に続き脚本を野木亜紀子が担当し、主演は新垣結衣と星野源のコンビが続投した[5][6]。
- 3日・4日 - フジテレビ系で、前年1月に木村拓哉主演で2夜連続で放送された『教場』の第2弾『教場II』を2夜連続で放送（3日は21時 - 23時25分、4日は21時 - 23時28分）。前作に引き続き脚本を君塚良一が、演出を中江功が担当[7][8][9]。舞台となる警察学校の生徒役は前作から一新し、福原遥、矢本悠馬、杉野遥亮、眞栄田郷敦、岡崎紗絵、戸塚純貴、高月彩良、目黒蓮（Snow Man）、濱田岳らが、また副教官見習い役を松本まりかが演じた[10][11][12]。
- 4日 
  - テレビ東京系で、『新春ドラマスペシャル 人生最高の贈りもの』を放送（20時 - 21時54分）。岡田惠和が脚本を担当し、石橋冠が演出を務め、石原さとみが余命宣告を受けた父親との最後の時間を過ごす人妻役を演じた[13]。共演に寺尾聰、向井理、勝地涼、キムラ緑子、角野卓造ら[14]。
  - いずれも【訃報】
    - 1985年公開の アメリカ合衆国（以下「アメリカ」「米国」「米」のいずれか記す）映画『007 美しき獲物たち』でボンドガールを演じたことで知られ、また1980年代に日本テレビ系で放送された米ABC制作のドラマ『チャーリーズ・エンジェル』で主役を務めたことでも知られたタニア・ロバーツがこの日の夜、カリフォルニア州ロサンゼルスの病院で死去（65歳没）。昨年12月24日に犬の散歩中に倒れ、一旦は1月3日に死去と報道されるも、広報担当者が重篤ではあるが生存していると発表を覆していた[15]。
    - お笑いグループ「チャンバラトリオ」メンバーとして上方（関西）を中心にバラエティ番組に出演、自身は単独で『ビートたけしのお笑いウルトラクイズ』にレギュラーとして出演し、また俳優としても『次郎長三国志東海道の暴れん坊』（1988年、テレビ朝日）などに出演した経歴を持つゆうき哲也（旧芸名：結城哲也・ゆう輝哲也、本名：井上哲也）がこの日、敗血症のため大阪市内の病院で死去（79歳没）[16][17]。
- 6日 - 【訃報】日本を代表するオペラ歌手の一人であり、また俳優としてもNHK総合で放送された大河ドラマ『徳川慶喜』（1998年）や『憲法はまだか』（1996年）、TBS系「花王 愛の劇場」枠で放送された『はれ時々くもり』（1999年）にも出演した経験を持つ岡村喬生がこの日、慢性腎不全のため東京都内の病院で死去（89歳没）[18]。
- 7日
  - テレビ東京系（6日深夜）
    - 「ドラマホリック!」枠1月期作品として、単独ドラマ初主演となるジャニーズWEST・桐山照史が激辛料理好きの中堅飲料メーカーの社員役に扮する『ゲキカラドウ』を放送開始（全12話、 - 3月25日(24日深夜)）。共演に泉里香、平田満、前川泰之、中村嶺亜（ジャニーズJr.）ら[19]。
    - 「ドラマParavi」[注 1]枠1月期作品として、桜井海の同名漫画を原作とした『おじさまと猫』を放送開始（全12話、 - 3月25日(24日深夜)）。同局のドラマ初主演となる草刈正雄がピアニストの神田冬樹役を演じる[20]。
    - 「水ドラ25」枠1月期作品として、『テレビ演劇 サクセス荘3』を放送開始（全12話、 - 3月25日(24日深夜)）。2019年と2020年に「木ドラ25」枠において放送された作品の続編で、新キャストに立石俊樹、唐橋充が加わる[21]。

  - テレビ朝日系で、2017年7月期の「木曜ドラマ」枠で放送した松本清張原作の小説『黒革の手帖』をスペシャルドラマ化した『黒革の手帖〜拐帯行（かいたいこう）〜』を放送（20時 - 21時48分）。連続ドラマ版から引き続いて、主人公の原口元子役を武井咲が務め、2017年10月期に日本テレビ系「日曜ドラマ」枠で放送された『今からあなたを脅迫します』以来、3年ぶりのテレビドラマ出演となる[22][23][24][25]。共演に渡部篤郎、毎熊克哉、安達祐実、風間杜夫ら[26]。
  - フジテレビ系「木曜劇場」枠にて、2018年8月 - 9月にかけて、 韓国のCATV局tvNで放送された同名ドラマを原作とした『知ってるワイフ』を放送開始（全11話、 - 3月18日）。主演は、同局のゴールデン・プライム帯の連続ドラマ初主演となる大倉忠義（関ジャニ∞）が務め、恐妻家の夫を演じる。妻役は広瀬アリスが演じる[27][28][29][30][31]。
  - 読売テレビ製作・日本テレビ系「木曜ドラマF」1月期作品としてキリエの同名人情コメディ漫画を原作とする『江戸モアゼル〜令和で恋、いたしんす。〜』を放送開始（全10話、 - 3月11日）。主演には岡田結実が起用される[32]。
- 8日（7日深夜） 
  - テレビ東京系「木ドラ25」枠において、秋元康企画・監修の青春ミステリー『あなた犯人じゃありません』を放送開始（全8話、 - 3月5日(4日深夜)）。出演は日比野芽奈（『青春高校3年C組』アイドル部）、山崎樹範、北乃きいら。脚本は土屋亮一、西条みつとしら5人が手掛け、演出は北畑龍一と門馬直人 が担当する[33]。当初は前年4月期作品として放送される予定だったが、コロナの影響により延期され、一時はお蔵入り寸前の危機だった[34][35]。
  - 【近畿広域圏】関西テレビで、三部けいのコミック漫画を原作に、外資系動画配信サービス「Netflix」で配信されている古川雄輝主演の『僕だけがいない街』を地上波で放送開始（0時25分 - 0時55分、初回は0時40分 - 1時10分）。共演に江口のりこ、眞島秀和、戸次重幸ら。本作は関西テレビのほか、高知さんさんテレビ、北海道文化放送、岡山放送でも放送される[36]。
- 9日
  - テレビ東京系（8日深夜）
    - 「ドラマ24」枠1月期作品として、2017年及び2018年に同枠で放送された「バイプレイヤーズ」シリーズ第3弾となる『バイプレイヤーズ〜名脇役の森の100日間〜』を放送開始（全12話、 - 3月27日(26日深夜)）。第1弾からのオリジナルメンバーである田口トモロヲ、松重豊、光石研、遠藤憲一を始め、池谷のぶえ、宇梶剛士、高畑淳子、富田望生、本田望結、前田敦子、伊武雅刀、六平直政らが出演する[37][38]。
    - 「ドラマ25」枠1月期作品として、杉野遥亮が小学三年生役を演じる『直ちゃんは小学三年生』を放送開始（全6回、- 2月13日(12日深夜)）。共演に渡邊圭祐、前原滉、竹原ピストルら[39]。

  - 東海テレビ制作・フジテレビ系「オトナの土ドラ」枠で、有間しのぶの同名漫画を原作に、池脇千鶴が普通のOLから高齢バーの新米ホステスに転身する役と伝説のママ役の一人二役を演じる『その女、ジルバ』を放送開始（全10回、 - 3月13日）[40]。共演に草笛光子、中田喜子、中尾ミエ、久本雅美、品川徹、山崎樹範ら[41]。
- 10日
  - （9日深夜）テレビ大阪制作・BSテレ東（2K・4K）「真夜中ドラマ」1月期作品として、お笑いコンビ・NON STYLEの石田明が初めてドラマの脚本を手掛ける『京阪沿線物語〜古民家民泊きずな屋へようこそ』を放送開始（全12回、 - 3月28日(27日深夜)）。主役の新人小説家役を小西桜子が演じる[42]。
  - テレビ東京系日曜7時枠にて、同名トレーディングカードアーケードゲームを原作とした『アイカツプラネット!』が放送開始（全25回、 - 6月27日）。『アイカツ!シリーズ』の5作目となるが、4作目『アイカツオンパレード!』までのアニメのみで制作された作品と異なり、本作品では実写ドラマとアニメを組み合わせた作品になる[43]。
  - NHK BSプレミアム・BS4K「プレミアムドラマ」枠にて、伊吹有喜の小説『カンパニー』を原作とする『カンパニー〜逆転のスワン〜』と題して放送開始（全8回、 - 2月28日）。主人公は井ノ原快彦（20th Century）が務め、自分と無縁なバレエの世界に携わることになる中年サラリーマン役を演じる[44][45]。
  - 【近畿広域圏】朝日放送テレビ（ABC、テレビ朝日系）
    - 「ドラマL」1月期作品として、LINEマンガと同局による「オリジナル原作共同開発プロジェクト」の作品『3Bの恋人〜付き合ってはいけない職業男子との恋遊戯〜』を原作として実写ドラマ化した『3Bの恋人』と題し放送開始（全10回、 - 3月14日）[46]。主演を馬場ふみかが務める[47][48]。
    - 「ドラマ+」枠にて、『ミヤコが京都にやって来た!』を放送開始（全6回、 - 2月14日）。佐々木蔵之介の主演、藤野涼子、四代目市川猿之助らの共演[49][50]。
- 12日
  - TBS系「火曜ドラマ」1月期作品として、ファッション雑誌編集部を舞台とした『オー!マイ・ボス!恋は別冊で』を上白石萌音主演で放送開始（全10話、 - 3月16日）。共演に菜々緒、玉森裕太（Kis-My-Ft2）、間宮祥太朗ら[51]。
  - 関西テレビ制作・フジテレビ系「火9」枠にて、藤原竜也主演による異色の学園警察ドラマ『青のSP―学校内警察・嶋田隆平―』を放送開始（全10話、 - 3月16日）。藤原が主人公の警察官「嶋田隆平」役で、中学校教師役の真木よう子らが共演する[52][53]。
  - 【訃報】戦前から宝塚歌劇団のスターとして活躍し、『おしん』（1983年度NHK連続テレビ小説）にヒロインの祖母役として出演したこともある女優の大路三千緒がこの日夕方、兵庫県伊丹市内の病院で脳梗塞のため死去（100歳没）[54][55]。
- 13日 - 日本テレビ系「水曜ドラマ」1月期作品として、北川悦吏子脚本によるラブストーリーで、菅野美穂がシングルマザー役で主演を務める『ウチの娘は、彼氏が出来ない!!』を放送開始（全10話、 - 3月17日）。菅野が同局系ドラマに主演するのは2010年1月期の『曲げられない女』以来11年ぶりとなる[56]。また菅野の娘役には浜辺美波が起用される[57]。
- 14日 - テレビ朝日系「木曜ミステリー」枠1月期作品として、上川隆也主演の人気シリーズ『遺留捜査』第6シーズンを放送開始（全10話、 - 3月18日）。栗山千明、戸田恵子、永井大、梶原善、甲本雅裕らレギュラー陣も引き続き出演[58]。さらに新たに戸塚純貴が加わる。初回は21時48分までの2時間スペシャルとして放送。柄本明が同スペシャルに再登場する[59]。
- 15日 - テレビ東京系「金曜8時のドラマ」1月期作品として、2003年に「水曜女と愛とミステリー」枠で開始され、以後年1回のペースで放送されてきた今野敏原作、内藤剛志主演による『警視庁強行犯係 樋口顕』を連続ドラマ化して放送開始（全6回、 - 2月19日。初回・最終回は21時48分までの2時間スペシャル）。これまでと同様、佐野史郎、榎木孝明、川上麻衣子らレギュラー陣も出演[60]。初回ゲストとして塚本高史が出演[61]。
- 16日
  - NHK総合「よるドラ」枠にて、雨瀬シオリの同名漫画を原作とする『ここは今から倫理です。』を放送開始（全8話、 - 3月13日）。主演は山田裕貴が務め、高等学校で倫理を教える教師を演じる[62]。
  - テレビ朝日系土曜23時30分枠で新連続ドラマ枠「オシドラサタデー」を設置。その第1弾作品として福田靖のオリジナル脚本による『書けないッ!?〜脚本家 吉丸圭佑の筋書きのない生活〜』を生田斗真の主演で放送開始（全8話、 - 3月13日）。共演に吉瀬美智子、菊池風磨（Sexy Zone）ら[63]。初回は23時からの拡大放送[64]。
  - 【経営】1963年に俳優の石原裕次郎（1987年没）が設立し、渡哲也（2020年没）[65]、舘ひろし、神田正輝ら幾多の人気俳優を輩出してきた映画・ドラマ制作プロダクション兼芸能事務所・石原プロモーションが起業日であるこの日に行われた解散式をもって58年に亘る歴史に幕を下ろした[66][67][68]。解散は2020年7月17日に夫人の石原まき子名義の手紙で正式発表されていた[69]。
- 17日
  - 日本テレビ系「日曜ドラマ」1月期作品として、日本テレビと動画配信サービスHulu共同制作による『君と世界が終わる日に Season1』を竹内涼真の主演により放送開始（全10話、 - 3月21日）[70][71]。なお、本作は地上波放送後にHuluにて配信される[71]。共演に中条あやみら[72]。
  - TBS系「日曜劇場」1月期作品として、森下佳子脚本のオリジナル作品『天国と地獄〜サイコな2人〜』を放送開始（全10話、 - 3月21日）。同枠初主演となる綾瀬はるかが初めて刑事役に挑戦する他、高橋一生が殺人鬼役を演じる。共演に柄本佑、北村一輝ら[73][74]。初回は25分拡大(21時 - 22時19分）[75]。
  - WOWOW開局30周年記念連続ドラマとして、「連続ドラマW」枠（WOWOWプライム）にて住専問題をテーマとした清武英利（元読売巨人軍球団代表、作家）のノンフィクション小説『トッカイ バブルの怪人を追いつめた男たち』を原作とした『トッカイ 〜不良債権特別回収部〜』を放送開始（全12話、 - 4月4日）。本作では脚本を戸田山雅司、演出（監督）を若松節朗が務め、主演は伊藤英明が起用される[76][77]。
- 18日・25日 - NHK Eテレで2回に亘り、実写+アニメーションでミニドラマ『世界を変えた女の子』を放送（19時40分 - 19時50分）。18日はファッション界のカリスマ：ココ・シャネル（本名：ガブリエル・シャネル）をテーマに吉田玲子が脚本を担当、実写パートの現代の少女を中島セナが、アニメーションパートのガブリエル・シャネルの声を門脇麦が演じ、25日は世界初の女性コンピュータプログラマー：エイダ・ラブレスをテーマに高野水登が脚本を担当、実写パートの現代の少女を小宮山莉渚が、アニメーションパートのエイダ・ラブレスの声を橋本愛が演じた[78]。
- 20日 - 【経営問題・東京都】2013年にWOWOW「日曜連続ドラマW」で放送された『震える牛』や2012年にNHK総合「土曜ドラマスペシャル」で放送された『あっこと僕らが生きた夏』などの制作を手掛けた映像制作プロダクションのツインエムカンパニー（練馬区）が東京地方裁判所から破産開始決定を受け倒産。倒産は1月29日の官報で公示された[79]。
- 21日
  - （20日深夜）日本テレビ「木曜未明の深夜ドラマ」枠1月期作品として、前年4月期に同枠で放送した『FAKE MOTION -卓球の王将-』の続編となる『FAKE MOTION -たったひとつの願い-』[80]を放送開始（全8回・特別編の前後編も含めると全7話、 - 3月11日(10日深夜)）[81]。
  - テレビ朝日系「木曜ドラマ」1月期作品として、岡田惠和脚本による医療ドラマ『にじいろカルテ』を放送開始（全9話、 - 3月18日）。主演を、同局系ドラマに初出演かつ初主演となる高畑充希が務める[82]。共演に北村匠海、井浦新ら[83][84]。
- 22日 - TBS系「金曜ドラマ」1月期作品として『俺の家の話』を放送開始（全10回、 - 3月26日）。本作では元プロレスラーの男が父の介護を手伝いつつ、遺産相続の問題で巻き起こるトラブルについて悩む物語を描くもので、宮藤官九郎が脚本を担当、長瀬智也が主演を務める。共演に西田敏行、戸田恵梨香、永山絢斗、江口のりこら。初回は15分拡大（22時 - 23時9分）[85][86]。
- 23日
  - 日本テレビ系「土曜ドラマ」1月期作品として、『レッドアイズ 監視捜査班』を放送開始（全10回、 - 3月27日）。本作主演には同枠では4年ぶりとなる亀梨和也（KAT-TUN）を起用。脚本は酒井雅秋、福田哲平、まなべゆきこがそれぞれ担当、水野格、長沼誠がメイン演出を務める[87][88]。共演に松下奈緒、趣里、シシド・カフカ、松村北斗（SixTONES）、木村祐一ら[89][90][91]。
  - テレビ朝日系「土曜ナイトドラマ」1月期作品として、橋部敦子オリジナル脚本による『モコミ〜彼女ちょっとヘンだけど〜』を放送開始（全10回、 - 4月3日）。主演は小芝風花で、不思議な感覚を持つ女性役を演じる[92]。共演に工藤阿須加、田辺誠一、富田靖子、橋爪功ら[93]。
  - 【訃報】ラテン・ミュージック歌手として1959年（昭和34年）にデビューし、『NHK紅白歌合戦』に1961年の第12回から5年連続出場を果たすなど活躍、女優としてもTBS系『コメットさん』（1967年第1シリーズ、国際放映制作）や『繭子ひとり』（1971年NHK連続テレビ小説）など数多くのテレビドラマに出演した歌手・女優の坂本スミ子（本名：石井寿美子、旧姓・坂本）がこの日、熊本県熊本市の病院で脳梗塞のため死去（84歳没）[94]。
- 25日
  - テレビ東京系
    - この日の20時 - 21時54分に、「金曜8時のドラマ」枠でのシリーズドラマの一つ、小泉孝太郎主演の『警視庁ゼロ係〜生活安全課なんでも相談室〜』の単発SP版、『警視庁ゼロ係〜生活安全課なんでも相談室〜 出張捜査スペシャル』と題して放送。これまでのシリーズから引き続いて松下由樹、安達祐実、戸塚純貴、片岡鶴太郎らの共演。今SPでのゲスト共演者として小野真弓、浜田晃、とよた真帆らが出演[95]。
    - 「ドラマプレミア10」枠1月期かつ最終作品として『アノニマス〜警視庁“指殺人”対策室〜』を放送開始（全8話、 - 3月15日）。本作はテレビ東京社内企画公募で採用されたプロデューサーの濱谷晃一によるオリジナル企画ドラマで、SNSによる誹謗中傷によるキーボード殺人“指殺人”をテーマに一匹狼の刑事が事件を解決する。主演はテレビ東京ドラマ初主演[注 2]となる香取慎吾[96]。共演にMEGUMI、勝村政信、清水尋也、関水渚ら[97]。
- 26日（25日深夜） - 日本テレビ系「シンドラ」枠1月期作品として銭湯を舞台に描く『でっけぇ風呂場で待ってます』を放送開始（全10話、 - 4月6日(5日深夜)）。脚本にじろう（シソンヌ）や秋山寛貴（ハナコ）、賀屋壮也（かが屋）らコント芸人を起用、主演は北山宏光（Kis-My-Ft2）と佐藤勝利（Sexy Zone）の2名が務める[98][99]。
- 30日
  - BSテレ東（2K・4K）「土曜ドラマ9」1月期作品として、柚木麻子の同名小説をテレビドラマ化した『ナイルパーチの女子会』を水川あさみ主演で放送開始（全8回、 - 3月20日）。共演に山田真歩ら[100]。
  - 【訃報】
    - 落語協会所属で太神楽の第一人者として定席寄席やテレビの演芸番組などで活動し、テレビドラマでは『夜桜お染』（2003年、フジテレビ）にレギュラー出演した経歴を持つ太神楽師の鏡味仙三郎がこの日、食道癌のため死去（74歳没）[101]。
    - 宝塚歌劇団星組トップスターとして活躍し、在団中には宝塚歌劇団が舞台となったNHK連続テレビ小説『虹を織る』（1980年10月 - 1981年3月）に出演した経歴を持つミュージカルスターの峰さを理が甲状腺癌のため死去（68歳没）[102]。
    - 劇団ペテカン主宰で舞台俳優として活動する傍ら、『きらきら研修医』（2007年、TBS系）、『電車男』（2005年、フジテレビ系）や『ハゲタカ』（2007年、NHK）など多くのテレビドラマに出演した俳優・演出家の本田誠人がこの日、膵臓癌のため死去（47歳没）。死去は2月4日になり所属事務所の公式サイトにより発表された[103][104]。

### 2月
- 6日 - NHK総合「土曜ドラマ」新作として安藤祐介の作品をドラマ化した『六畳間のピアノマン』を放送開始（全4回、 - 27日）。本作ではビリー・ジョエルの「ピアノ・マン」の曲をテーマに足立紳が脚本を担当、主演は加藤シゲアキが務めた[105][106]。

- 8日

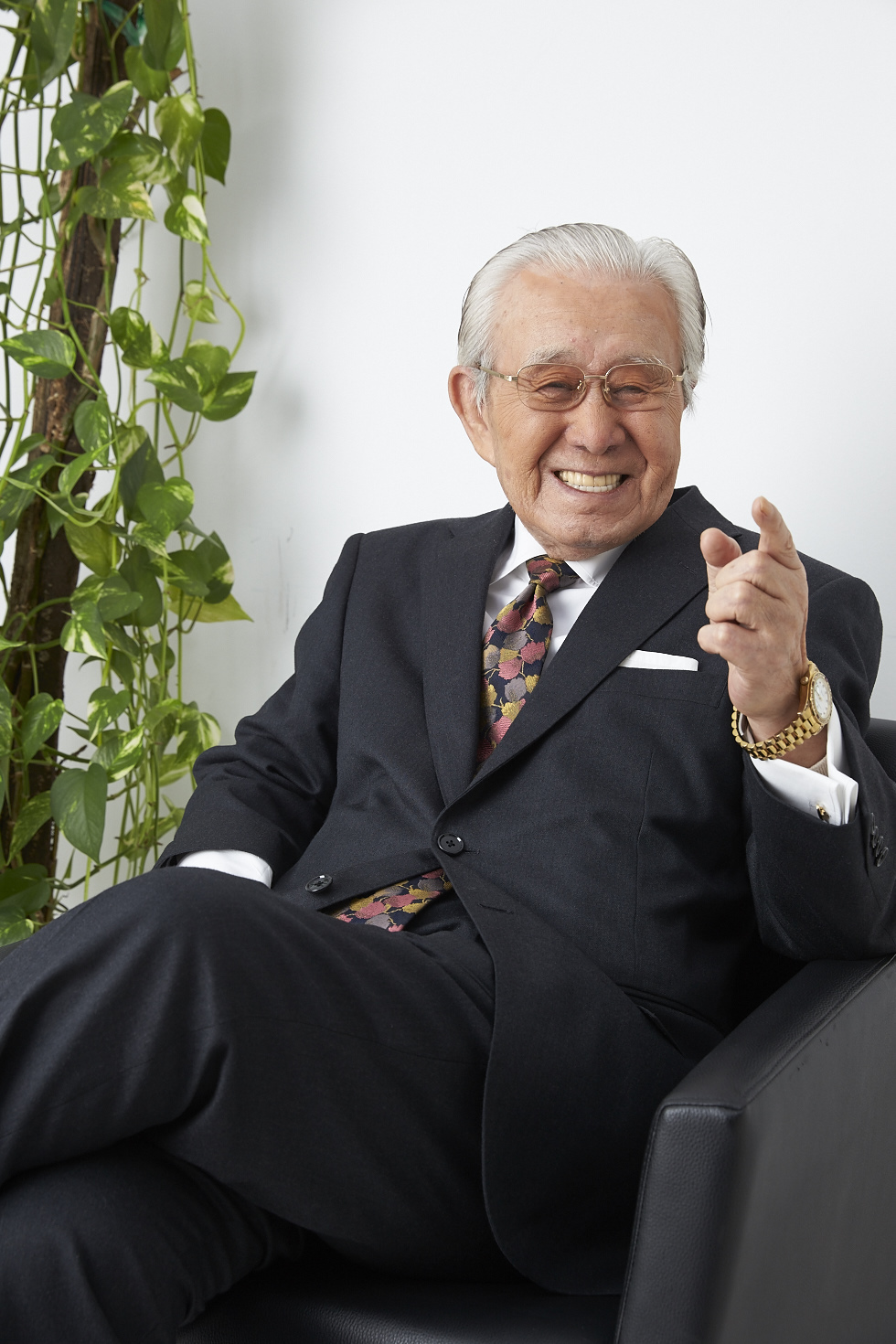
森山周一郎死去（2月8日、86歳没）

  - NHK Eテレにてこの日より毎週月曜19時25分 - 19時50分枠で『ハルカの光』を放送開始（全5回、 - 3月8日）。東北地方太平洋沖地震（東日本大震災）で心に傷を負った女性が照明を通して希望の光を見出してゆく物語。脚本は矢島弘一。主演は黒島結菜で、共演に古舘寛治、イッセー尾形、塩見三省、田牧そらら[107][108]。
  - 【訃報】NET（現・テレビ朝日）系『特別機動捜査隊』（東映製作、1961年 - 1977年）の大村刑事役を始め、数々のテレビドラマ・映画に出演、特に1975年 - 1979年にTBS系で放送された米国CBS製作の刑事ドラマ『刑事コジャック』にて主演のテリー・サバラスの吹き替えも務めたことで有名な俳優・声優・ナレーターの森山周一郎（本名・大塚博夫）がこの日、肺炎のため埼玉県内の病院で死去（86歳没）[109][110]。
- 10日 - いずれも【訃報】
  - 1958年に当時のラジオ東京に入社し、ドラマ演出家・プロデューサーとして金曜ドラマ枠で放送された『岸辺のアルバム』・『ふぞろいの林檎たち』や水曜劇場枠で放送された『ムー』・『ムー一族』などを手掛け、晩年はTBSの常務取締役や上席執行役員を務めた鴨下信一がこの日未明、肺炎のため東京都内の病院で死去（85歳没）[111]。
  - 『水戸黄門』『大岡越前』（いずれもTBS系）や『暴れん坊将軍』（テレビ朝日系）などのテレビ時代劇で悪役や斬られ役として「1万回死んだ男」として知られ、またサスペンスドラマや東映映画『仁義なき戦い』シリーズにも出演した俳優の小峰隆司（本名・鈴木朝夫）がこの日、胃がんのため京都市内の自宅で死去（87歳没）[112][113]。
- 12日（11日深夜） - 【近畿広域圏】毎日放送「ドラマ特区」枠新作として浅井西の漫画『西荻窪 三ツ星洋酒堂』（秋田書店刊）をドラマ化し放送開始（全6回、 - 3月19日(18日深夜)）。本作の主演には町田啓太（劇団EXILE）を起用、共演に森崎ウィン、中内智ら[114][115]。
- 13日
  - テレビ朝日系「土曜ナイトドラマ」枠『モコミ〜彼女ちょっとヘンだけど〜』（第4話）は、この日の放送開始直後の23時7分に福島県沖地震が発生したために放送を中断して地震の報道特番に切り替え、この影響でその後に放送予定だった「オシドラサタデー」枠『書けないッ!?〜脚本家 吉丸圭佑の筋書きのない生活〜』（第5話）を休止した。局側では中断・休止した両番組について、日程が決まり次第告知するとしている[116][117]。→2月20日も参照
  - フジテレビ系（東海テレビ制作）「オトナの土ドラ」枠『その女、ジルバ』（第6話）は、福島県沖地震に伴うFNN報道特別番組のため、定刻より2時間15分遅れの翌14日2時5分から放送した。なお当番組でのデータ放送「リアルタイムクイズ」は中止した[118]。なお制作局の東海テレビは17日から20日にかけて、系列局16局において第6話の再放送を行うことを発表した[119]。
  - 【訃報】日本を代表する映画監督・溝口健二に弟子入りし、溝口の監督作品の脚本を多く手掛け、テレビドラマでは川端康成原作の『古都』（1964年、NHK） などの脚本を担当した映画監督・脚本家の成沢昌茂がこの日、老衰のため死去（96歳没）[120]。
- 14日
  - NHK大河ドラマ第60作として、日本資本主義の父と称される資産家・渋沢栄一の生涯を描く『青天を衝け』（大森美香脚本）を放送開始（総合：20時 - 20時45分〈再放送：土曜13時5分 - 13時50分[注 3]〉、BSプレミアム・BS4K：18時 - 18時45分）。主演は吉沢亮（全41話、- 12月26日）[121][122][123]。当初1月上旬開始予定だったが、前作『麒麟がくる』の放送が年明けも継続したため（2020年8月30日放送再開、本年2月7日終了、全44話）[121]その影響でずれ込む形となり、大河としては史上初の2月放送開始の作品となる[注 4]。共演に小林薫、竹中直人、草彅剛、堤真一、玉木宏、渡辺徹、石丸幹二、博多華丸ら[124][121][125]。
  - テレビ東京系にて、2019年7月期「ドラマ25」枠において放送された『サ道』のスペシャル版『サ道 〜2021年冬 東京の空の下、少し離れてととのう〜』を放送（16時 - 16時55分）。引き続き、原田泰造、三宅弘城、磯村勇斗らが出演[126]。
  - 【訃報】映画監督であり、またテレビ朝日系（東映制作）で二谷英明（2012年没）主演で放送された『特捜最前線』シリーズなどテレビドラマの演出も手掛けた村山新治がこの日の夜、老衰のため東京都三鷹市内の自宅で死去（98歳没）[127]。
- 15日 - テレビ東京系にて、夏川草介原作で、2011年と2014年には櫻井翔主演で映画化もされた人気小説『神様のカルテ』をテレビドラマ化。主演を同局の連続ドラマ初主演となる福士蒼汰が務め、1クールで1話2時間、全4話放送の異例のスケジュールで放送される（20時 - 21時54分）[128]。
- 17日
  - （16日深夜）【近畿広域圏】毎日放送「ドラマイズム」枠にて、HEROの同名漫画を原作とし実写化した『ホリミヤ』を放送開始（全7回、 - 3月31日(30日深夜)）。主演を鈴鹿央士と久保田紗友が務める[129]。
  - いずれも【訃報】
    - 1967年のNHK大河ドラマ『三姉妹』で近藤勇役を演じたほか、東京12チャンネル→テレビ東京系の時代劇『大江戸捜査網』[注 5]の隠密同心・井坂十蔵役や、円谷プロ制作の特撮ドラマウルトラシリーズ『ウルトラマンA』（TBS系、1972年）の地球防衛チーム「TAC」の竜五郎隊長役などで多くの作品に出演し、他にもクリント・イーストウッド、カーク・ダグラス、ヘンリー・フォンダなどの吹き替えなど声優としても活躍した俳優の瑳川哲朗（本名・勝野忠孝）がこの日、筋萎縮性側索硬化症（ALS）のため東京都内の高齢者施設で死去（84歳没）[130]。
    - 東映テレビ・プロダクション所属プロデューサーとして『内田康夫サスペンス・浅見光彦シリーズ』（フジテレビ系）や『山村美紗サスペンス・狩矢警部シリーズ』（TBS系）など数多くの作品を手掛けた金丸哲也がこの日、心不全のため死去（55歳没）。訃報は21日に東映が公表した[131]。
- 20日
  - （19日深夜）テレビ東京系「ドラマ25」枠において清野とおるの同名漫画を原作とした『東京怪奇酒』を放送開始（全6回、 - 3月27日(26日深夜)）。本人役として出演の杉野遥亮は、前期同枠の『直ちゃんは小学三年生』（1月9日 - 2月13日）に引き続き主演[132]。
  - 【特番・ドキュメンタリー】NHK大河ドラマ『青天を衝け』の関連番組として、BSプレミアム・BS4Kにて特集ドキュメンタリー『渋沢栄一 in パリ万博』を放送（21時 - 22時30分）。番組では幕臣時代の澁澤栄一が江戸幕府使節団の一員として参加した1867年パリ万国博覧会を舞台に駿河太郎が澁澤を演じる再現ドラマなどを駆使し、その奮闘ぶりを紹介する[133]。
  - 前週13日に発生した、福島県沖地震による報道特番の影響で、放送中断並びに休止となったテレビ朝日系「土曜ナイトドラマ」枠『モコミ〜彼女ちょっとヘンだけど〜』は改めて第4話を[134]、「オシドラサタデー」枠『書けないッ!?〜脚本家 吉丸圭佑の筋書きのない生活〜』は延期になった第5話を[135]、この日それぞれ放送した。
- 21日 - 【近畿広域圏】朝日放送テレビ「ドラマ+」新作として咲原作の漫画をドラマ化した『ももいろ あんずいろ さくらいろ』を放送開始（全6話、 - 3月28日）[注 6]。本作では保木本真也と松本美弥子が脚本を担当し、演出は酒見顕守が担当[136]。当初は、筧美和子が主演を務めることになっていたが、筧の別の仕事先の共演者が新型コロナウイルス感染者であることが判明し、筧も濃厚接触者と判定されたため2週間の自宅待機命令が下り、収録に参加出来なくなったため降板。代役として奥仲麻琴が起用された[137]。
- 22日 - 26日 - 【北海道】北海道テレビ（HTB）は、自社制作の早朝番組『イチモニ!』の中で視聴者から募集した一枚の写真を基に秋元康（作家）が脚本を書きプロデュースするショートドラマ『あなたの写真にはドラマがある。イチモニ劇場』をこの5日間に亘り放送した[138]。
- 22日 -【特番・BS】BSテレ東（2K・4K）でこの日「猫の日」にちなみ『本年もやります! BSキャッ東 猫の日』と題した猫関連番組の特別集中編成を実施。ドラマは『猫』第1話再放送（13時 - 13時30分）や『きょうの猫村さん』全話一挙放送（17時30分 - 19時）を放送した[139]。
- 23日 - NHK総合で、この日の13時5分 - 17時40分（途中、15時 - 15時5分は『NHKニュース』で中断）に、7日に最終回を迎えた『麒麟がくる』の総集編を放送。全44話を「美濃編[140]」、「上洛編[141]」、「新幕府編[142]」、「本能寺編[143]」と4部に分けて再構成し、帰蝶目線で振り返る内容で放送。語りは帰蝶役の川口春奈が務めた[144]。

### 3月
- 1日（2月28日深夜）- 【関東広域圏】日本テレビにて深夜ドラマ枠（2時11分 - ）を新設、この日より青春コメディドラマ『おしゃれの答えがわからない』を放送開始（全4回、 - 3月22日(21日深夜)）。本作は有働佳史が脚本と演出（監督）を務め[145]、主演には人気ファッションモデルの生見愛瑠を起用[146][147]。
- 3日
  - NHK総合でこの日生放送された『あさイチ』（同日は8時15分 - 8時55分での放送）番組内にて、後述の2022年前期放送予定の連続テレビ小説『ちむどんどん』のヒロインに黒島結菜を起用することが発表された[148]。連続テレビ小説の出演者が生放送番組内で発表されたのは史上初[注 7]で、黒島はドラマの舞台となる沖縄県から生中継で出演した[148]。
  - 【訃報】『裸の大将一代記――山下清の見た夢』などの著作で知られ、NHK教育で放送されたテレビドラマ『暗穴道』（1962年9月22日放送）の脚本を担当した著作家の小沢信男がこの日、CO2ナルコーシス（英語版）からの呼吸不全のため死去（93歳没）[150]。
- 6日
  - （5日深夜）
    - 【関東広域圏】テレビ東京にてこの日から、コメディーミステリードラマ『声優探偵』（1時53分 - 2時23分）を放送開始（全4回、- 3月27日(26日深夜)）。ヒロインの刑事役を演じる武田玲奈以外は、主演の沢城千春など有名声優がキャスティングされており、花江夏樹は主人公の相棒であるスマートスピーカーの声を担当[151]。
    - 【近畿広域圏】読売テレビでこの日から、深夜ドラマ枠「ドラマDELI」（関西ローカル。期間限定、毎週金曜日深夜）を新設、1話15分×2本のドラマを放送。前半枠は、和田雅成とハシヤスメ・アツコ（BiSH）ダブル主演の『ボクとツチノ娘の1ヶ月』を、後半枠は崎山つばさと鈴木愛理ダブル主演の『140字の恋』をそれぞれ放送[152][153]。
    - WOWOWプライムにて、朝井リョウの短編小説を実写化した、1話完結のオムニバスによるオリジナルドラマ『世にも奇妙な君物語』を土曜未明（金曜深夜）0時枠で放送開始（全5話、 - 4月3日）。黒島結菜、葵わかな、佐藤勝利（Sexy Zone）、田中麗奈、上田竜也（KAT-TUN）が5回それぞれの回で主演を務めている[154]。

  - NHKでは東日本大震災から10年になるのを記念して、総合テレビ・BSプレミアムでスペシャルドラマを放送（BS4Kで2作品両方を同時放送）した。
    - 総合・BS4Kで東日本大震災10年特集ドラマ『あなたのそばで明日が笑う』（19時30分 - 20時43分）を放送。本作は三浦直之（宮城県出身）が脚本を担当、綾瀬はるかと池松壮亮がダブル主演を務めた[155]。
    - BSプレミアム・4Kで仙台局〈HK〉製作宮城発地域ドラマとして、一色伸幸脚本による『ペペロンチーノ』（22時30分 - 23時30分）を放送。本作は東日本大震災の被災地・宮城県牡鹿半島を舞台に草彅剛が震災からから立ち直り再建を果たすイタリア料理店シェフを演じた。共演に國村隼、吉田羊、矢田亜希子ら[156][157]。放送終了後、同ドラマについて視聴者から「総合テレビでも放送して欲しい」などの要望が多かったことから総合テレビでも4月17日の17時 - 18時に全国放送されることになった[158]。

  - フジテレビ系『土曜プレミアム』枠で、アガサ・クリスティ原作の同名小説を三谷幸喜脚本によりテレビドラマ化した『死との約束』を野村萬斎主演により放送（21時 - 23時40分）。共演に松坂慶子、鈴木京香、比嘉愛未、坪倉由幸（我が家）、阿南健治ら[159]。
- 7日
  - NHK総合「NHKスペシャル」枠で東日本大震災企画ドラマ『星影のワルツ』を放送（21時 - 22時）。本作は峰尾賢人と大石みちこの脚本で、東日本大震災にて津波で3日間漂流した男が救助される実話を、千昌夫の同名曲を軸に遠藤憲一の主演で描いた[160][161]。
  - 【特撮】テレビ朝日系・東映制作の老舗特撮シリーズ「スーパー戦隊シリーズ」第45作として『機界戦隊ゼンカイジャー』を放送開始（全49話、 - 2022年2月27日）。本作は“ひとりの人間”と“4体のロボ”による合体ヒーローが悪と対峙し、これまでにない斬新な切り口で世界を守るヒーローを描く[162][163][164]。
  - WOWOWで、TEAM NACSの結成25周年とWOWOWの開局30周年を記念した、TEAM NACS（森崎博之、安田顕、戸次重幸、大泉洋、音尾琢真）の出演によるオリジナルドラマ『がんばれ!TEAM NACS』を放送開始（全9話）。第1・2話を先行放送し、6月20日からから本放送を行う。TEAM NACSの出身地である、北海道を盛り上げる応援企画でもあり、ドラマ、バラエティ、ドキュメンタリーとジャンルは多彩。監督をNHKディレクターの堀切園健太郎・上條大輔、作家を竹村武司が担当する[165][166][167][168]。
- 9日
  - 【賞】市川森一脚本賞財団はこの日、新進脚本家に与えられる「市川森一脚本賞」の第9回（2020年度）受賞者として2020年1月期に製作・放送された『アライブ がん専門医のカルテ』（フジテレビ）の脚本を担当した倉光泰子を選出したことを発表した[169]。
  - 【訃報】日本を代表するドラム奏者であり、1970年代に自身が所属したフォークグループ「赤い鳥」のドラマーとして同グループが担当した1973年度のNHK連続テレビ小説第13作『北の家族』の主題歌「風は旅人」の演奏に参加したミュージシャンの村上“ポンタ”秀一がこの日、視床出血のため東京都内の病院で死去（70歳没）。訃報は15日に自身の公式サイトで公表された[170][171]。
- 15日 - 【訃報】外国映画の日本放映時の出演者の吹き替えや『ちびっこ怪獣ヤダモン』（1967年、フジテレビ／ピー・プロダクション制作）を始めとするテレビアニメなど数多くの作品に声優として出演、テレビドラマでは俳優として『オレの愛妻物語』（1978年、日本テレビ）に、声優として特撮『超電子バイオマン』[注 8]（1984年 - 1985年、テレビ朝日系、東映製作）の「ジュウオウ」役で出演した俳優・声優の安西正弘がこの日、急性心不全のため死去（66歳没）。訃報は18日に明らかになった[172]。
- 20日
  - NHK総合
    - 特集ドラマとして、重松清の同名短編小説をドラマ化し、安田顕が小説家役を演じる『きよしこ』を放送（21時 - 22時13分）。共演に西田尚美、菊池風磨（Sexy Zone）、吹越満、貫地谷しほり、眞島秀和ら[173]。

  - テレビ朝日系
    - 中丸美繪の著作『日本航空一期生』を原案として昭和20年代の日本を舞台にキャビンアテンダント（客室乗務員）[注 9]を目指す女性を通し、第二次世界大戦後に連合国軍最高司令官総司令部に禁止措置を執られた日本の航空事業再開を目指す志ある人々の物語を描くスペシャルドラマ『エアガール』を放送（21時 - 23時5分）。本作の脚本は橋本裕志が、演出は藤田明二がそれぞれ担当し、主演には同局ドラマ初となる広瀬すずを起用する[174][175]。また日航客室乗務員第一期生として山崎紘菜、伊原六花、藤野涼子、中田クルミの4人が出演した[176]。
    - 「土曜ナイトドラマ」枠『モコミ〜彼女ちょっとヘンだけど〜』は、この日第8話を放送。ゲスト出演者として、同ドラマの主題歌を担当するGENERATIONS from EXILE TRIBEのメンバーで、且つ同枠4月期の『泣くな研修医』（後述）で主演を務める白濱亜嵐が、本人役で登場[134]。

  - 東海テレビ制作・フジテレビ系「オトナの土ドラ」枠で、2019年10月期に同枠で放送された高岡早紀主演の『リカ』の続編『リカ〜リバース〜』を放送開始（全3話、 - 4月3日）。また少女時代のリカを田辺桃子が演じ、他に山口まゆ、小田井涼平（純烈）、浅香航大、福田麻由子らが出演する[177]。
- 20日・27日 - NHK Eテレにて、BS4Kで放送されている紀行ドラマ『歩くひと』（原作：谷口ジロー、主演：井浦新）の特別編を2週に亘り放送（14時 - 14時50分）[178]。
- 21日 - WOWOWプライム「日曜オリジナルドラマ」（23時 - 23時50分）枠にて夏目漱石、太宰治、芥川龍之介、江戸川乱歩など日本を代表する小説家の作品を小松屋たからの脚色により現代視点から映像化するオムバニスドラマ『文豪少年!〜ジャニーズJr.で名作を読み解いた〜』を放送開始（全10回、 - 5月23日）。ジャニーズJr.ユニット「少年忍者」のメンバー12人が1話完結の作品にそれぞれ出演[179][180]。
- 22日
  - （21日深夜）【近畿広域圏】関西テレビで『エージェントファミリー〜我が家の特殊任務〜』を放送（1時 - 1時59分）。中村ゆりか出演、小市慢太郎、真飛聖、伊藤万理華、赤ペン瀧川らの共演[181][182]。
  - テレビ東京系「月曜プレミア8」枠で、梶永正史による警察小説『組織犯罪対策課 白鷹雨音』を原作とした『ハクタカ 白鷹雨音の捜査ファイル』を放送。真木よう子の同局系ドラマ初主演作。眞島秀和、赤楚衛二、黒木瞳らの共演[183][184][185]。
- 23日
  - 【不祥事】2022年度NHK大河ドラマ『鎌倉殿の13人』に於いて時代考証を担当することになっていた呉座勇一（歴史学者、国際日本文化研究センター助教）が、ある女性文学研究者に対する自身のSNS上での発言が騒動を招いたとしてドラマから降板することを申し出たことから、NHKはこれを受けて呉座の降板をこの日公式に発表した[186]。
  - 【近畿広域圏】関西テレビで、千原ジュニアが借金の取り立て屋に扮する人気シリーズドラマ『新・ミナミの帝王』の第20弾作品となる『新・ミナミの帝王〜銀次郎の愛した味を守れ!〜』を同シリーズ初のゴールデンタイム枠で放送（19時 - 20時59分）。円広志が本人役で出演し、自ら出演している『ごきげんライフスタイル よ〜いドン!』のスタジオでもロケを行った。他に東幹久、赤井英和らが出演した[187][188]。
- 24日
  - NHK総合のコントバラエティ番組『LIFE!〜人生に捧げるコント〜』（不定期放送）のスピンオフドラマで、お笑いコンビ・ウッチャンナンチャンの内村光良（タレント・司会者。同番組のホスト役）の半生をモチーフに描いた『夜の連続テレビ小説 うっちゃん』の最終話を含む全3話[注 10]をまとめた『夜の連続テレビ小説 うっちゃん 完結編』を放送（22時 - 22時45分）。出演は内村[注 11]、中川大志、小鷹狩八がそれぞれ主人公「内原てるお」役を務めたほか、西田尚美、江口のりこら番組おなじみのメンバーに加え、第1話には竹中直人、第2話には山田裕貴がゲスト出演した[190]。
  - テレビ朝日系でこの日スペシャルドラマ『東京地検の男』を放送（20時 - 21時48分）。正義感溢れる庶民派検事の主役に沢村一樹を起用、また矢本悠馬が検察事務官、四代目市川猿之助がエリート検事として出演した[191][192]。
  - 【訃報】俳優座出身で、フジテレビ系のテレビドラマ『若者たち』（1966年）、『科学捜査官』（1973年）、『大空港』（1978年 - 1980年）、『北の国から』シリーズ（1981年 - 2002年）などに出演、また映画でも東宝の若大将シリーズで加山雄三扮する主人公の親友“青大将”を演じるなど数多くのテレビドラマ・映画に出演した俳優の田中邦衛がこの日、老衰のため死去（88歳没）。訃報は4月2日に公表された[193]。
- 25日（24日深夜） - 【関東広域圏】フジテレビ（関東ローカル）で「第32回フジテレビヤングシナリオ大賞」の受賞作『サロガシー』をドラマ化し放送（0時55分 - 1時55分）。堀田真由のドラマ初主演作[194]。
- 26日
  - （25日深夜）【近畿広域圏】毎日放送「ドラマ特区」枠で、電子コミック配信サービス「めちゃコミック」で、累計ダウンロード数が1,700万超えのオリジナル漫画『RISKY〜復讐は罪の味〜』を実写化した『RISKY』と題して放送開始（全7回、 - 5月7日(6日深夜)）。姉の仇を討つため、復讐の数々を仕掛ける度にヒートアップしていく主人公・広瀬ひなた役を、地上波連ドラ初主演となる萩原みのりが演じる。共演に宮近海斗（Travis Japan/ジャニーズJr.）、山下リオ、深川麻衣、古川雄輝ら[195]。
  - フジテレビ系で「十三代目市川團十郎白猿襲名披露特別企画」として『桶狭間〜織田信長 覇王の誕生〜』（21時 - 23時32分）を放送。大森寿美男のオリジナル脚本、河毛俊作演出で、主演を年内に「十三代目市川團十郎」を襲名する11代目市川海老蔵が務めた[196][197]。本作は広瀬すず、北村一輝、佐藤浩市、黒木瞳らのほか、海老蔵の子息である堀越勸玄（8代目市川新之助襲名予定）と舞踊家の4代目市川ぼたんも出演した[196][197]。本作は11代海老蔵の13代目市川團十郎襲名を待って放送される予定であったが、コロナ禍の影響で襲名披露公演開催の目処が立っていないため、海老蔵とフジテレビ側の協議により先行放送が決定した[196][197]。
- 27日 - NHK BS4Kにてこの日、大正時代の日本で流行したスペイン風邪の恐怖の中、当時の日本人が未知のウイルスに怯える様を描いた志賀直哉の小説『流行感冒』を同名タイトルでドラマ化し放送。本作は長田育恵が脚本を担当、主演には本木雅弘を起用し、共演に安藤サクラ、仲野太賀、石橋蓮司ら[198][199]。本作はBSプレミアムでも4月10日に[198][200]、地上波の総合テレビでも11月6日に放送される。→11月6日も参照
- 28日 - 【賞】脚本家の橋田壽賀子（4月4日死去、後述）が理事を務める一般財団法人橋田文化財団主催による「第29回橋田賞」の受賞者がこの日発表され、テレビドラマからは、NHK連続テレビ小説『エール』（2020年度前期、2020年3月 - 11月）[201]、TBS系『新春ドラマスペシャル企画・あしたの家族』（2020年1月5日放送）の2本、『エール』のヒロイン「古山音」役を務めた二階堂ふみ、NHK大河ドラマ『麒麟がくる』（2月7日終了）の脚本を担当した池端俊策、ならびに明智光秀役で主演を務めた長谷川博己の3名が受賞。新人賞には賀来賢人と上白石萌音が選出された。なお、大賞は本年度も該当なしとなった[202][203]。
- 29日 - 4月3日
  - （28日深夜 - 4月2日深夜）【関東広域圏】フジテレビで、清野とおるの同名漫画を原作とした『全っっっっっ然知らない街を歩いてみたものの』を、6日連続深夜帯で1日30分ずつ放送（全6話）。ムロツヨシの同局連ドラ初主演作[204]。
- 29日
  - NHK
    - 総合テレビにてこの日、特集ドラマ『いないかもしれない』（22時45分 - 23時15分）を放送。同窓会をテーマにした大池容子作オリジナル脚本の新感覚ドラマで、出演は杉野遥亮、三浦透子、清水くるみなど[205]当初は20日に放送予定であったが[206]、事情により変更となった。
    - Eテレにて過去4シーズンにわたり、「昔話の登場人物が訴えられたら?」をテーマに放送した「昔話法廷」の最新作かつ最終章として、桃太郎を題材とした『昔話法廷 〜「桃太郎」裁判〜』を放送（9時 - 9時30分）。今作では森下佳子が脚本を担当、天海祐希が検察官、佐藤浩市が弁護人、仲野太賀が被告人（桃太郎）をそれぞれ演じた[207][208]。

  - 【特番】フジテレビ系にてこの日21時より、改編期恒例の『FNSドラマ対抗 お宝映像アワード』を放送（21時 - 22時54分）。3回目の放送となる今回も、かつて同系で放送された名作ドラマの名・珍場面や、4月期ドラマの新着お宝映像などを一挙公開した。司会は設楽統（バナナマン）と永島優美（フジテレビアナウンサー）[209]。
- 30日
  - フジテレビ系で、この日の21時30分 - 23時18分に、2018年4月期の関西テレビ制作・フジテレビ系「火9」枠で放送された『シグナル 長期未解決事件捜査班』のSPドラマを放送。今回のSPでは、原作となる韓国ドラマ『シグナル』の中でも、人気の高かったストーリーが映像化され、SP放送から3日後の4月2日に公開の映画『劇場版シグナル 長期未解決事件捜査班』に先駆けての放送にもなる。主演は連続ドラマから引き続き坂口健太郎が務めた。共演も北村一輝、吉瀬美智子、木村祐一、池田鉄洋、甲本雅裕、渡部篤郎らも続投。今SPでの新たな出演者として青木崇高、桜井ユキ、古川雄輝らが登場[210]。
  - 【訃報】宝塚歌劇団出身で日活映画などで活躍、テレビドラマでは『春日局』（1989年NHK大河ドラマ）や民放のサスペンスドラマなどに数多く出演した女優の朝比奈順子（本名：越後亜紀子）がこの日、東京都内の病院で多臓器不全のため死去（67歳没）。訃報は4月14日に公表された[211]。
- 31日 - 【訃報】1987年1月期にフジテレビ系で放送された『あまえないでョ!』など、数多くのテレビドラマ・映画の脚本を手掛けた渡辺千明（本名・山内千明）がこの日未明、癌性心膜炎のため長野県茅野市内の病院で死去（70歳没）。訃報は4月5日に明らかになった[212]。

### 4月
- 1日
  - テレビ朝日系にてこの日スペシャルドラマとして、森村誠一原作のサスペンスシリーズ『終着駅シリーズ』第37作となる「停年のない殺意」を放送（20時 - 21時54分）。シリーズの主人公である新宿西署のベテラン刑事「モーさん」こと牛尾正直役を、これまでから引き続いて片岡鶴太郎が務める。徳井優、東根作寿英、秋野太作といったレギュラーに加え、尾美としのり、七瀬なつみ、堀井新太、山谷花純、国広富之らがゲストとして出演。また、牛尾の妻・澄枝役で岡江久美子（2020年没）も出演した[213]。
  - 読売テレビが木曜分の製作を担当している日本テレビ系「プラチナイト」枠内で放送している連続ドラマ枠の名称が、この日から「モクドラF」へと改題。改題後初ならびに同枠4月期作品として、ためこうの漫画『ジェンダーレス男子に愛されています。』を原作とする『カラフラブル〜ジェンダーレス男子に愛されています。〜』を放送開始（全10話、 - 6月3日）。主演は吉川愛と板垣李光人のダブル体制となる[214]。
- 2日（1日深夜） テレビ東京にて2020年1月に「木ドラ25」枠で放送された『ゆるキャン△』の第2シリーズ『ゆるキャン△2』を製作・放送開始（全12話、 - 6月18日(17日深夜)）。テレビ東京系の2021年4月改編に伴い「木ドラ25」枠の放送時間を30分繰り上げ、枠名称を変更した「木ドラ24」枠で放送される。また、本編開始に先立つ形で、3月29日23時6分 - 翌30日0時には特別編『ゆるキャン△スペシャル』も放送。主演は、前作に引き続いて福原遥が起用され、大原優乃、田辺桃子らも前作から続投する[215][216][217]。
- 2日・9日 - テレビ朝日系にて2週に亘りスペシャルドラマ『殴り愛、炎』（23時15分 - 翌0時15分、一部地域を除く）を放送。鈴木おさむが脚本を担当し、主演に山崎育三郎を起用[218][219]。
- 3日
  - （2日深夜）テレビ東京系「ドラマ25」枠で、朝井麻由美の同名エッセイを原作とした『ソロ活女子のススメ』を放送開始（全12話、 - 6月19日(18日深夜)）。江口のりこ民放ドラマ初主演作[220]。
  - 【追悼】フジテレビ系『土曜プレミアム』は、3月24日に死去した田中邦衛の代表作である『北の国から』シリーズの中から、『'87初恋』（1987年3月27日放送）を田中の追悼特別番組として再放送[注 12][221][222]。番組冒頭で追悼テロップが放送された[223]。
  - いずれも【訃報】
    - 読売新聞記者を経て推理作家に転向し、関西テレビ製作（フジテレビ系）の『追跡』（1973年、CAL制作）、『特捜記者 犯罪を追え』（1974年、芦田プロダクションズ制作）などのサスペンステレビドラマの原作を手掛けたジャーナリスト・小説家の三好徹（本名：河上雄三）がこの日、誤嚥性肺炎のため死去（90歳没）[224]。
    - 大正時代後期から昭和にかけて剣戟映画のヒーローと謳われた阪東妻三郎（1953年没）の子息（三男）であり、長兄の高廣（2006年没）、末弟の亮と並んで“田村三兄弟”として知られ、柴田錬三郎の小説『眠狂四郎』（1972年、関西テレビ）の主演で脚光を浴び、以後も『ニューヨーク恋物語』『古畑任三郎』『総理と呼ばないで』『さよなら、小津先生』（いずれもフジテレビ系）や『うちの子にかぎって…』『パパはニュースキャスター』『カミさんの悪口』『協奏曲』『オヤジぃ。』（いずれもTBS系）など現代劇、時代劇を問わず多彩なジャンルの作品に数多く出演した俳優の田村正和がこの日夕方、心不全のため東京都港区内の病院で死去（77歳没）。訃報は1ヶ月半を経た5月18日に明らかになった[225][226]。
- 4日 - 【訃報】松竹に入社し、脚本部にて『長崎の鐘』などの作品を手掛けた後に独立し、1964年放送のTBS系「東芝日曜劇場」『愛と死をみつめて』で本格的にデビューし、NHKの連続テレビ小説『あしたこそ』（1968年度）、『おしん』（1983年度）や『おんなは度胸』（1992年度前期、BK制作[注 13]）『春よ、来い』（1994 - 1995年度）、大河ドラマ『おんな太閤記』（1981年）『いのち』（1986年）『春日局』（1989年）、TBS系の『渡る世間は鬼ばかり』シリーズ（1990年 - 2019年）等といった数々の名作を世に送り出し、2020年の文化勲章を受章した脚本家の橋田壽賀子（本名・岩崎壽賀子）がこの日午前、急性リンパ腫のため静岡県熱海市内の自宅で死去（95歳没）[227][228]。
- 5日
  - 【朝ドラ・BS】BS12 トゥエルビの月曜19時 - 21時枠にて、1996年度後期作品（NHK大阪局〈BK〉制作、通算第55作）『ふたりっ子』（大石静作、三倉茉奈・佳奈→菊池麻衣子・岩崎ひろみ主演、全150話）をこの日より再放送開始（ - 10月4日）[229]。
  - フジテレビ系「月9」枠4月期作品として、浅見理都の同名コミック漫画を原作に、竹野内豊が自由奔放な刑事裁判官役に、黒木華が堅物エリート裁判官役を演じる『イチケイのカラス』を放送開始（全11話、 - 6月14日）[230]。竹野内が同枠で主演を務めるのは、2010年10月期の『流れ星』以来10年半ぶり[231]。また竹野内の相棒となる書記官役として新田真剣佑が月9枠に初出演する[232]。
  - テレビ東京系月曜23時6分 - 23時55分枠で「ドラマプレミア23」を新設[233]。その第1弾作品として、コナリミサト原作の同名漫画をテレビドラマ化した『珈琲いかがでしょう』を中村倫也主演により放送開始（全8回、 - 5月24日）[234][235][236]。ゲスト出演者として足立梨花、貫地谷しほり、山田杏奈、戸次重幸、筧美和子、滝藤賢一ら。第1話から第3話までは、5分拡大の翌0時まで放送[237]。
- 6日
  - （5日深夜）
    - 【中京広域圏】名古屋テレビ（メ〜テレ）（テレビ朝日系）にて、ジャニーズ事務所所属のユニットグループA.B.C-Z主演による連続学園ドラマ『ワンモア』を、0時15分 - 0時48分枠で放送開始（全7話、 - 5月18日(17日深夜)）[238]。本作では定時制高校を舞台にA.B.C-Zの5人のメンバーの等身大の姿を描き、若者たちの成長を追うもので、脚本を根本ノンジと清水匡が、監督（演出）を榊英雄がそれぞれ担当する[239][240]。
    - 【兵庫県】サンテレビの0時 - 0時30分枠で、島田角栄が監督を務める『惑星スミスでネイキッドランチを』を放送開始（全13話、 - 6月29日(28日深夜)）[241]。佐藤江梨子の主演[242][243][244]。
- 7日
  - （6日深夜）
    - 【関東広域圏】テレビ東京にて不定期放送されている『やりすぎ都市伝説』のスピンオフ番組として、都市伝説にまつわるストーリーをショートドラマのオムニバスとして展開する『ウソかホントかわからない やりすぎ都市伝説 ザ・ドラマ』を1時35分 - 2時05分枠で放送開始[245]（全5話、 - 5月5日(4日深夜)）。千原ジュニアをストーリーテラーに、井桁弘恵、井本彩花、瀬戸利樹らが出演した。なお、3月26日からParaviで独占先行配信された[246]。
    - 【特撮・近畿広域圏】毎日放送「ドラマイズム」枠にて、『ガールガンレディ』を放送開始（全10話、 - 6月9日(8日深夜)）。白石聖の主演[247]、出口夏希、石井杏奈、大原優乃、伊藤萌々香、井頭愛海、鈴木ゆうか、染野有来、大原梓、神南里奈、Hina（FAKY）、見上愛、田辺桃子、葵うたの、寺本莉緒、石田桃香、安藤咲桜らの共演[248]。

  - テレビ朝日系水曜21時枠で、井ノ原快彦（V6）が主演の『特捜9』のシーズン4を放送開始（全13話、 - 6月30日）。共演はこれまでのシリーズから引き続いて羽田美智子、田口浩正、津田寛治、原沙知絵、吹越満、山田裕貴、宮近海斗（Travis Japan）、伊東四朗、中村梅雀らが出演[249][250]。
- 8日
  - （7日深夜）テレビ東京
    - 「ドラマParavi」枠は、この日より放送時間を18分繰り上げ、0時40分 - 1時10分での放送枠に移行。枠移動後最初ならびに同枠4月期作品として、チカの同名漫画を原作とした『理想のオトコ』を放送開始（全8回、 - 5月27日(26日深夜)）。主演は蓮佛美沙子で、テレビ東京系ドラマには初出演にして初主演となる[251]。共演に藤井美菜、瀬戸利樹、味方良介、安藤政信ら[252]。
    - 「水ドラ25」枠も前述の「ドラマParavi」枠と同様に、この日より放送時間を18分繰り上げ、1時10分 - 1時40分での放送枠に移行。枠移動後最初ならびに同枠4月期作品として、『ラブコメの掟〜こじらせ女子と年下男子〜』を放送開始（全12話、 - 6月24日(23日深夜)）[253]。主演を、同局系深夜枠の連続ドラマ初主演となる栗山千明が務める。小関裕太らの共演[254]。

  - テレビ朝日系「木曜ミステリー」枠4月期作品として、内藤剛志主演のシリーズ『警視庁・捜査一課長』のseason5を放送開始（全10話、 - 6月17日）。今シリーズでも斉藤由貴、本田博太郎、塙宣之（ナイツ）、床嶋佳子、金田明夫らといったレギュラー出演者も引き続き出演し、鑑識課員・古代学（こだい・まなぶ）役で飯島寛騎が新たに加入。初回と最終回は2時間SPとして放送（20時 - 21時48分）[255][256]。
  - フジテレビ系「木曜劇場」枠4月期作品として、山崎紗也夏の同名漫画（講談社モーニングKC刊）を原作とした『レンアイ漫画家』を放送開始（全11話、 - 6月17日）。本作は松田裕子が脚本を、石川淳一が演出をそれぞれ担当、主役の刈部清一郎を演じるのは民放連ドラ初主演となる鈴木亮平で、恋愛下手な漫画家役を演じる[257][258]。共演に吉岡里帆、松大航也ら[259]。初回は15分拡大（22時 - 23時9分）[260]。
- 9日 - 【追悼】BS-TBS（2K・4K）で、4日に死去した脚本家・橋田壽賀子の追悼特別企画として『渡る世間は鬼ばかり』の2019年に放送した3時間スペシャルを放送（14時 - 16時54分）[261]。
- 10日
  - テレビ東京系
    - （9日深夜）「ドラマ24」枠4月期作品として、ジェーン・スーの同名エッセイを原作とし、ドラマ化した『生きるとか死ぬとか父親とか』を放送開始（全12話、 - 6月26日(25日深夜)）。スー自身とその父親をモデルにした親子が主人公の物語で、吉田羊と國村隼のダブル主演[262][263]。
    - 土曜23時25分 - 23時55分枠に「サタドラ」を新設[264]。同枠第1弾作品として、小説投稿サイト「エブリスタ」に掲載された八月美咲の同名小説を原作とした『私の夫は冷凍庫に眠っている』を放送開始（全6話、 - 5月15日）。主人公で夫を殺してしまう女性・如月夏奈を、同局系の連続ドラマ初主演となる本仮屋ユイカが務める。共演に白洲迅ら[265][266][267]。

  - 東海テレビ制作・フジテレビ系「オトナの土ドラ」枠で、林真理子の小説（後に東村アキコによりコミック化）を原作とした『最高のオバハン 中島ハルコ』を大地真央の主演により放送開始（全8話、 - 5月29日）。共演に真魚、松本まりか、今野浩喜、田山涼成、高橋ひとみ、合田雅吏ら[268][269]。
  - 【追悼・朝ドラ・BS】NHK BSプレミアムにてこの日、橋田壽賀子（脚本家、4日没）を偲び、ドキュメンタリー番組『アナザーストーリーズ 運命の分岐点』で2019年8月13日に放送された「朝ドラ“おしん”誕生〜人生をかけた、女たち〜」をアンコール放送（8時45分 - 9時44分）[270]。
- 11日
  - （10日深夜）BSテレ東（2K・4K）制作・テレビ大阪「真夜中ドラマ」4月期作品として、ムラタコウジの同名漫画を実写化した『高嶺のハナさん』を放送開始（全12話、 - 6月27日(26日深夜)）。主人公の高嶺華（たかみね・はな）役を、連続ドラマ初主演となる泉里香が演じる[271]。小越勇輝、猪塚健太、香音らの共演[272]。
  - 日本テレビ系「日曜ドラマ」4月期作品として、広瀬すずと櫻井翔のダブル主演による探偵ドラマ『ネメシス』を放送開始（全10話、 - 6月13日）[273][274]。演出は入江悠が担当、共演に勝地涼、中村蒼、富田望生ら[275]。
  - 【訃報】仲代達矢が主宰する「無名塾」1期生で、『影武者』などの映画に出演、テレビドラマではNHK大河ドラマ『峠の群像』（1982年）、『翔ぶが如く』（1990年）などに出演した俳優の隆大介（本名：張明男）がこの日、自宅で頭蓋内出血発症のため死去（64歳没）。訃報は10日後の22日に公表された[276]。
- 12日
  - テレビ東京系「月曜プレミア8」枠で、『脳科学弁護士 海堂梓 ダウト』を放送。松下奈緒の同局系ドラマ初主演作[277][278]。
  - NHK総合「よるドラ」枠は、新年度編成により、これまでの土曜23時台後半（23時30分 - 翌0時）放送から、この日より月曜22時45分 - 23時15分へ放送時間枠を移動[279][280]。枠移動後、最初の作品として劇作家・加藤拓也のオリジナル作品『きれいのくに』を放送開始（全8回、 - 5月31日）。吉田羊の主演。蓮佛美沙子、加藤ローサ、稲垣吾郎らの共演[281]。
- 13日 - 関西テレビ制作・フジテレビ系「火9」枠4月期作品として、坂元裕二脚本のオリジナル作品『大豆田とわ子と三人の元夫』を放送開始（全10話、 - 6月15日）[282]。主人公で、3度の離婚経験を持つ“バツ3”の女性・大豆田とわ子（おおまめだ・とわこ）役を、2017年1月期のTBS系「火曜ドラマ」枠で放送された『カルテット』以来4年振りの地上波ドラマ主演、且つフジテレビ系では2006年9月期の「火9」枠（フジテレビ制作）で放送された『役者魂!』以来14年半振りの主演となる松たか子が演じる。共演及びとわ子の別れた3人の元・旦那役として、最初の夫を松田龍平、2番目の夫を角田晃広（東京03）、3番目の夫を岡田将生がそれぞれ演じる[283][284]。
- 14日
  - 日本テレビ系「水曜ドラマ」4月期作品として、石原さとみと綾野剛のダブル主演によるラブコメディー『恋はDeepに』を放送開始（全9話、 - 6月9日）[285]。石原、綾野ともに初共演となる今作は徳尾浩司が脚本を担当、また石原が同局系ドラマに主演するのは2018年7月期の同枠『高嶺の花』以来2年半ぶり、一方の綾野は2017年4月期日曜ドラマ『フランケンシュタインの恋』以来3年9か月ぶりとなる[286]。→6月16日も参照
  - 【訃報】劇作家・寺山修司（1983年没）主宰の劇団「天井桟敷」出身の俳優で、NHK大河ドラマ『武田信玄』（1988年）、『翔ぶが如く』（1990年）、『琉球の風』（1993年）、『龍馬伝』（2010年）など数多くの作品に出演、また実生活でも同じく俳優の若松力の実父だった若松武史がこの日の朝、甲状腺がんのため東京都内の自宅で死去（70歳没）[287][288]。
- 15日
  - （14日深夜）テレビ東京系「ドラマホリック!」枠は、この日より放送時間を12分繰り上げ、0時 - 0時40分での放送枠に移行。枠移動後最初ならびに同枠4月期作品として、森絵都による同名小説を原作にした『DIVE!!』を放送開始（全12話、 - 7月1日(6月30日深夜)）[289]。主演はジャニーズJr.内の男性アイドルグループHiHi Jetsに所属する井上瑞稀、髙橋優斗、作間龍斗の3名で、飛込競技の選手役を演じる[290]。
  - テレビ朝日系「木曜ドラマ」4月期作品として、武藤将吾脚本による刑事ドラマながらも、警視庁を舞台に、そのトップである警視総監への出世を目指す中で巻き起こる組織内のパワーゲームを描いたオリジナル作品『桜の塔』を放送開始（全9話、 - 6月10日）[291]。玉木宏主演、広末涼子、仲里依紗、光石研、吉田鋼太郎、椎名桔平、高岡早紀らの共演[292]。
  - 【訃報】1960年代に演出家・蜷川幸雄（2016年没）とコンビを組んで数々の作品を発表し、テレビドラマでは『冬物語』（1972年、日本テレビ系「月曜スター劇場」枠）や『くれない心中』（1978年、東海テレビ）などの作品を手掛けた劇作家・脚本家の清水邦夫がこの日、老衰のため死去（84歳没）[293][294]。
- 16日
  - TBS系「金曜ドラマ」4月期作品として泉澤陽子オリジナル脚本の『リコカツ』を放送開始（全10話、 - 6月18日）[295]。本作では交際日ゼロ日結婚をした夫婦が離婚問題で悩む姿を描く。主演は北川景子と永山瑛太のコンビが務める[296][297]。
  - テレビ朝日系にて、この日の23時15分 - 翌0時15分（一部地域を除く）で、山本一力の同名小説を原作としたスペシャルドラマ『ずんずん!』を放送。脚本は小峯裕之、監督は大谷健太郎が担当。主演の田代龍平を演じるのは小堺一機で、60歳を超えた牛乳配達員を演じた。小堺がドラマで主演を務めるのは16年ぶり[298]。鈴鹿央士、阿部純子、木村了、朝加真由美らの共演[299]。
- 17日 - 日本テレビ系「土曜ドラマ」4月期作品として、売れないコント師の悲哀と人間模様を描く『コントが始まる』を放送開始（全10話、 - 6月19日）[300]。本作は金子茂樹のオリジナル脚本により主演に菅田将暉を起用。菅田と共にコント師ユニットを組む者に仲野太賀、神木隆之介を配し、彼らを見守るファミリーレストランのウェイトレスを有村架純、その妹を古川琴音が演じる[301][302]。
- 18日
  - 【近畿広域圏】朝日放送テレビ
    - 「ドラマL」4月期作品として、関西ジャニーズJr.のメンバーらが出演するオムニバスドラマ『ジモトに帰れないワケあり男子の14の事情』を放送開始（全10回、 - 6月20日）[303][304]。
    - 「ドラマ+」4月期作品として、邑咲奇の同名電子コミックを原作とした『結婚できないにはワケがある。』を放送開始（全10回、 - 6月20日）。主人公で、不気味な女性の人形「みちゅこ」を溺愛して止まないエリート課長・富澤光央役を速水もこみちが演じる。若月佑美らの共演で、2019年1月期に「ドラマL」枠で放送された『この男は人生最大の過ちです』（九瀬しき作）に続く、速水の「“クセが強すぎるイケメン上司シリーズ”の第2弾」と位置付け・銘打たれている[305][306]。

  - WOWOWプライム「連続ドラマW」枠で『華麗なる一族』（原作：山﨑豊子）を連続ドラマ化[注 14]し放送（全12話、 - 7月11日）。本作は西浦正記が演出、前川洋一が脚本を担当、中井貴一が主人公の万俵大介を演じる[307]。共演に吉岡里帆、松本穂香、向井理、藤ヶ谷太輔（Kis-My-Ft2）、内田有紀、麻生祐未ら[308]
  - 【訃報】吉本新喜劇所属のコメディアンとして舞台で長く活躍し、1991年の新語・流行語大賞年間大賞を獲得した「○○じゃあ〜りませんか」や「君たちがいて僕がいる」などのギャグで一世を風靡、テレビドラマでは『やんちゃくれ』（1998年下期NHK連続テレビ小説）や『ナニワ金融道5』（2000年、フジテレビ）などの作品に出演した経歴を持つコメディアン・喜劇役者のチャーリー浜（本名・西岡正雄、旧芸名・浜裕二）がこの日、呼吸不全および誤嚥性肺炎のため大阪市内の病院で死去（78歳）。訃報は21日に吉本興業が発表した[309][310][311]。
- 20日 - TBS系「火曜ドラマ」4月期作品として、金子ありさオリジナル脚本による『着飾る恋には理由があって』を放送開始（全10話、 - 6月22日）[312]。主役となる「真柴くるみ」を務める女優は、2月28日に番組SNS上で生発表され[313]、同枠初出演且つ初主演の川口春奈に決定。横浜流星、丸山隆平（関ジャニ∞）、中村アン、向井理らの共演[314]。
- 23日
  - （22日深夜）【近畿広域圏】関西テレビ・BSフジ共同制作作品として、『他人を支配する黒すぎる心理術』（マルコ社）を原案としたテレビドラマ『クロシンリ 彼女が教える禁断の心理術』（関西ローカル、0時25分 - 0時55分）を放送開始（全8話、 - 6月11日(10日深夜)）。心理術を駆使して他人を操り、心を翻弄する主人公を久保史緒里（乃木坂46）が演じる。BSフジでも、5月2日（1日深夜）から6月20日（19日深夜）に放送[315][316]。
- 24日
  - NHK総合「土曜ドラマ」枠で、渡辺あやのオリジナル作品『今ここにある危機とぼくの好感度について』を放送開始（全5回、 - 5月29日）。主演を松坂桃李が務め、テレビ局のアナウンサーから名門大学の広報担当に転職・中途採用された役柄を演じる。鈴木杏、渡辺いっけい、松重豊らの共演[317]。
  - テレビ朝日系
    - 「土曜ナイトドラマ」4月期作品として、現役医師小説家の中山祐次郎の作品『泣くな研修医』をドラマ化し放送開始（全10話、 - 6月26日）[318]。地方大学医学部卒業の研修医が理想と現実の狭間で葛藤し、成長していく物語を白濱亜嵐（GENERATIONS from EXILE TRIBE）の主演で描く[319][320]。
    - 「オシドラサタデー」4月期作品として、津村マミの同名コミックを原作とした『コタローは1人暮らし』を放送開始（全10話、 - 6月26日）[321]。主演は、連続ドラマ初主演となる横山裕（関ジャニ∞）が務め、売れない漫画家という役どころを演じる。川原瑛都、山本舞香、西畑大吾、百田夏菜子、生瀬勝久らの共演[322]。

  - いずれも【訃報】
    - TBS系『キイハンター』『Gメン'75』や、NET・テレビ朝日系『遠山の金さん』（杉良太郎主演版）『特捜最前線』『暴れん坊将軍』『がんばれ!!ロボコン』、『仮面ライダー』（毎日放送・NET系[注 15]）[注 16]（いずれも東映制作）や大映テレビ制作『赤いシリーズ[注 17]』『スチュワーデス物語』『不良少女とよばれて』『スクール☆ウォーズ』『少女に何が起ったか』『ポニーテールはふり向かない』『おんな風林火山』（いずれもTBS系）、『ヤヌスの鏡』『花嫁衣裳は誰が着る』『アリエスの乙女たち』（いずれもフジテレビ系）など数多くのテレビドラマ・時代劇・特撮・アニメの劇伴音楽を手掛けた作曲家の菊池俊輔がこの日午前、誤嚥性肺炎のため東京都内の療養施設で死去（89歳没）。訃報は4日後の28日に日本音楽著作権協会（JASRAC）により公表された[323][324]。
    - NHK連続テレビ小説『すずらん』（1999年）や大河ドラマ『武蔵 MUSASHI』（2003年）、またTBS系『ハンチョウ〜神南署安積班〜』、『半沢直樹』やテレビ朝日系『科捜研の女』、フジテレビ系『HERO』など数多くのテレビドラマに出演していた俳優の河野洋一郎がこの日、肝硬変のため死去（60歳没）。訃報は29日までに所属劇団『南河内万歳一座』の公式サイト上で公表された[325][326]。
- 25日
  - TBS系「日曜劇場」枠4月期作品として、三田紀房の漫画『ドラゴン桜2』を原作とする『ドラゴン桜』の第2シリーズを放送開始（全10話、 - 6月27日）[327]。2005年7月期に「金曜ドラマ」枠で放送された第1シリーズの続編で、主演も前回同様に阿部寛が務める[328]。当初は2020年7月期作品として放送される予定だったが、コロナの影響により『半沢直樹』の第2シリーズが1クール移動（4月19日 - →7月19日 - 9月27日）となり、押し出される形で同作品の放送も延期されたもので[329][330]、ようやく日の目を見る形となる[331]。
  - 【特番・追悼】NHK総合にて、橋田壽賀子（享年95）の追悼特別番組として『橋田壽賀子さんをしのんで〜「おしん」を振り返る〜』を放送（13時50分 - 18時）。連続テレビ小説『おしん』（1983年度）総集編パートでは同作に出演した小林綾子、伊東四朗、泉ピン子らが故人との想い出や番組秘話などを語った[332]。
- 27日
  - （26日深夜）日本テレビ系「シンドラ」枠4月期作品として、諏訪雅（ヨーロッパ企画）が脚本、上田誠が脚本監修を務めるオリジナル作品『探偵☆星鴨』を放送開始（全10話、 - 6月29日(28日深夜)）。主人公の探偵・星鴨（ほし・かも）役を、2017年6月 - 8月に同枠で放送された『孤食ロボット』で、高木雄也・八乙女光（共にHey! Say! JUMP）と3人で務めて以来になるが、単独では初主演作となる有岡大貴（Hey! Say! JUMP）が務める[333][334]。他に片山友希、岡田義徳、堀部圭亮らが出演する[335]。
- 29日
  - （28日深夜）【関東広域圏】日本テレビ「木曜未明の深夜ドラマ」（関東ローカル、静岡第一テレビ同時ネット）枠4月期作品として「日向坂46」メンバー出演の『声春っ!』を放送開始（全10話、 - 7月1日(6月30日深夜)）。声優を目指す少女たちの夢と挑戦の物語を描く。本作では脚本を吉田恵里香が担当、平野綾、竹中直人、山寺宏一らの共演[336][337]、ダブル主演に佐々木美玲と丹生明里（日向坂46）を起用[338][339]。
- 30日
  - テレビ東京系「金曜8時のドラマ」枠4月期作品として、小泉孝太郎主演のシリーズ『警視庁ゼロ係〜生活安全課なんでも相談室〜』のSeason5を放送開始（全10話、- 7月2日）。共演は、これまでのシリーズ並びに、前述している1月の単発SPから引き続いて松下由樹、安達祐実、戸塚純貴、片岡鶴太郎らも出演し[95]、今シリーズからのレギュラー出演者として、1月の単発SPで登場した静岡県警・須那署「よろこんで相談室」に勤務する大林秋彦の双子の弟・大林夏彦役で石田明（NON STYLE）、警視庁刑事部捜査一課の管理官・保科玲役で中山美穂が加入[340]。
  - NHK総合「ドラマ10」枠にて、女性週刊誌の若手記者とベテラン編集者を描く『半径5メートル』（作・橋部敦子）を放送開始（全10回、- 6月25日）。芳根京子と永作博美のダブル主演でおくる[341]。
  - テレビ朝日系「金曜ナイトドラマ」4月期作品として大石静オリジナル脚本の恋愛コメディ『あのときキスしておけば』を放送開始（全8話、- 6月18日）[342]。主演には松坂桃李を起用、物語のキーパーソンとして麻生久美子と井浦新が出演する[343][344]。
- 月内（中旬以降） - 【訃報】「高橋達也と東京ユニオン」などのジャズ・バンドで活躍し、独立後は朝日放送・松竹制作の時代劇『必殺シリーズ』[注 18]や『探偵物語』（1979年、日本テレビ／東映芸能ビデオ制作）、『北の国から』シリーズ（フジテレビ系）などのテレビドラマ作品の劇伴音楽の演奏に参加するなど幅広いジャンルで数多くの作品に携わったトランペッターの数原晋（かずはら・しん、本名の読み：かずはら・すすむ）が死去（74歳没）。訃報は5月10日に明らかになった[345]。

### 5月
- 1日 - 【訃報】1948年に子役としてデビューし、その後東宝に所属し『若大将シリーズ』を始めとして『赤ひげ』（黒澤明監督）など数多くの作品に出演、テレビドラマでは『ウルトラQ』（1966年、TBS／円谷プロ）第1回「ゴメスを倒せ!」などに出演した経歴を持つ俳優で実業家の江原達怡がこの日死去（84歳没）[346]。
- 4日 - 【健康問題】TBS系「金曜ドラマ」枠で放送中の『リコカツ』に水口武史役として出演していた佐野史郎が腎臓機能障害で緊急入院することに伴い4月30日放送の第3話で降板し、5月7日放送の第4話から代役として平田満が務めることをドラマ公式サイトなどで発表した[347]。
- 11日 - 【訃報】1952年にNHKに入局、制作ディレクターとして『青銅の基督』や『地獄変』（共に1962年）などのテレビドラマの演出を手掛け、後にNHKから東京12チャンネル（現・テレビ東京）へ移籍して音楽番組プロデューサーとして同局の数々の音楽番組を手掛けるなどし、テレビ東京常務取締役及び子会社のテレビ東京制作（PROTX）社長や松竹運営のCS放送「歌舞伎チャンネル」[注 19]の発足時の母体であった衛星役務利用放送会社「伝統文化放送」（1996年 - 2009年）の初代社長を務めた放送プロデューサー・実業家の三枝孝榮がこの日、老衰のため死去（90歳没）[348]。
- 14日
  - （13日深夜）【近畿広域圏】毎日放送「ドラマ特区」枠にて、みつきかこの同名漫画を原作とし、実写化した『ラブファントム』を放送開始（全10話、 - 7月16日(15日深夜)）。桐山漣の主演。小西桜子、久保田悠来、細田佳央太、堀田茜らの共演[349][350][351][352]。
- 15日 - WOWOWプライム「土曜連続ドラマW」枠で、東野圭吾原作の小説をテレビドラマ化した『さまよう刃』を竹野内豊主演により放送開始（全6話、 - 6月26日）。竹野内は2009年に同名の映画に出演した際は刑事役を演じたが、今回のドラマ版は娘を殺され復讐を図る父親役を演じる。共演に石田ゆり子ら[353]。
- 16日 - 【訃報】1955年に大阪テレビ放送[注 20]へ入社し、プロデューサーとして『てなもんや三度笠』（TBS系[注 21]、1962年 - 1968年）を始めとする数々の番組の製作に関わり、1975年に「東阪企画」を設立し、関西テレビ制作・フジテレビ系『花王名人劇場』→『花王ファミリースペシャル』枠で放送されたドラマ『裸の大将放浪記（芦屋雁之助版）』のプロデューサーを務め、全日本テレビ番組製作社連盟理事長（1986年 - 1992年在任）も務めたテレビプロデューサー・実業家の澤田隆治がこの日昼前、心筋梗塞のため東京都内の病院で死去（88歳没）[354][355]。
- 17日 - 【朝ドラ】NHK（総合・BSプレミアム・BS4K）連続テレビ小説第104作『おかえりモネ』を放送開始（全120回、 - 10月29日）[123]。安達奈緒子のオリジナル脚本で、東北・気仙沼の少女が気象予報士を目指す物語を描く。本作主演は清原果耶が務め[356][357]、共演に内野聖陽、鈴木京香、蒔田彩珠、藤竜也、竹下景子ら[358]。主題歌はBUMP OF CHICKENの「なないろ」を起用[359]。なお当初2021年3月29日 - 9月24日放送予定だったが、前作の『おちょやん』（大阪局制作）が、コロナの影響（同作の撮影中断、並びに前作『エール』の撮影・放送中断）により前年11月30日開始で、終了が5月14日にずれ込んだため、本作の放送開始も通常より1ヶ月半ずれ込むこととなった[360]。
- 18日 - 【訃報】1960年代から70年代にかけて一世を風靡したフジテレビで放送のアメリカ合衆国のテレビドラマ『スパイ大作戦』（アメリカ合衆国ではCBSで放送、原題：Mission: Impossible）の主役：ジム・フェルプス（演：ピーター・グレイブス）の日本語版吹き替えを担当したことで知られ、また『シークレット部隊』（1972年、TBS・大映テレビ）のオープニングナレーションや時代劇『暴れん坊将軍シリーズ』（東映・テレビ朝日）のナレーターを務めるなど幅広いジャンルで活躍した声優の若山弦蔵がこの日、心不全のため東京都内の自宅で死去（88歳没）。訃報は31日に公表された[361]。
- 20日・ 21日 - 【追悼】フジテレビではこの両日、4月3日に死去した田村正和（俳優）を偲び、追悼特別番組として『古畑任三郎』シリーズの作品から『古畑任三郎ファイナル〜フェアな殺人者〜』【前編・後編】（20日・21日／14時45分 - 15時45分）の2本を関東ローカルで放送、『古畑任三郎ファイナル〜ラスト・ダンス〜』（21日 20時[注 22] - 21時58分）を全国ネットで放送した[362][363][364]。
- 22日 - テレビ東京系「サタドラ」枠第2弾として、「このマンガがすごい!2017」の「オンナ編」で第2位を獲得した、小西明日翔の同名漫画を原作とする『春の呪い』を放送開始（全6話、 - 6月26日）。主人公の立花夏美（たちばな・なつみ）役を、同局系のドラマ初出演で、民放ドラマ初主演となる髙橋ひかるが演じる[365][366]。
- 23日
  - 【追悼】テレビ朝日でもこの日、4月3日に死去した田村正和（俳優）の追悼特別番組として、2009年1月24日に放送した『松本清張 疑惑』を21時 - 23時25分に放送[367][368]。
  - 【訃報】歌舞伎演目『道明寺』の立田、『輝虎配膳』のお勝などの当たり役を持つ上方歌舞伎を代表する女形役者として知られ、2019年に重要無形文化財（人間国宝）に認定され、また俳優としても『太閤記』（1965年）では明智秀満（光春）、『獅子の時代』（1980年）では松平容保をそれぞれ演じるなどNHK大河ドラマに二度出演、ジャンルを問わず幅広く活躍した歌舞伎役者の二世片岡秀太郎（本名：片岡彦人）がこの日、大阪府吹田市の自宅で慢性閉塞性肺疾患のため死去（79歳没）[369]。
- 24日
  - 【追悼・近畿広域圏】関西テレビはこの日より田村正和追悼として『古畑任三郎 3rd season』（1999年4月 - 6月）の全11回を15時45分 - 16時45分枠で関西ローカルで再放送[370][371]。
  - NHK BSプレミアム・BS4Kにて、前年12月に総合「土曜ドラマ」枠で放送された『ノースライト』（西島秀俊主演、全2話）をこの日21時より119分再編集版として放送[372]。
  - 【訃報】関西地区を中心に活動していた夫婦漫才コンビ「辻イト子・まがる」のメンバーで、自身も主婦タレントとしてコマーシャルや映画を中心に活動、俳優としても、BSジャパン（現・BSテレ東）・テレビ東京系『女と愛とミステリー 「京都・琵琶湖・神戸・大阪への魅惑のトラベル・不連続線」』（2002年2月24日〈BSJ〉・2月27日〈TXN〉放送）[373]などの作品に出演経験のあるタレント・漫才師の辻イト子がこの日、膵臓癌のため死去（73歳没）。訃報は26日に吉本興業から発表された[374]。
- 26日
  - 【健康問題】ホリプロはこの日、同社所属の女優・歌手の深田恭子が「昨年来より度々体調を崩していた処、今月、医師より適応障害と診断されたことから治療と休養の期間が必要になった」として、当面の間芸能活動を休止して休業することを発表。また深田は休業入りのため、出演予定だったフジテレビ系7月期ドラマを降板したことも併せて発表した[375]。
  - 【訃報】TBS系『水戸黄門』、テレビ朝日系『特捜最前線』『遠山の金さん』（いずれも東映製作）など数多くの時代劇・現代劇・映画に出演し、私生活でも女優・日本舞踏家の岩井友見の実夫だった船戸順（本名・岩井常隆）がこの日、進行期肺癌による呼吸器不全のため東京都内の病院で死去（82歳没）。死去は6月21日に明らかになった[376]。
- 28日 - 【時代劇・BS】NHK BSプレミアム・BS4K「BS時代劇」枠にて、幡大介原作、中村隼人主演の『大富豪同心2』を放送開始（全9回、 - 7月23日）[377][378]。
- 29日 - 【追悼・時代劇】BSフジ（2K・4K）で田村正和追悼特番として、田村の生涯最後のドラマ出演作となった『眠狂四郎 The Final』（2018年2月17日に地上波フジテレビ系で放送）を放送（17時 - 19時20分）[379]。
- 30日 - 【訃報】1965年からCMソングやアニメソングを中心に作曲活動を始め、1976年の第7回日本歌謡大賞と第18回日本レコード大賞を受賞した「北の宿から」（都はるみ）や関西テレビ制作・フジテレビ系「花王名人劇場」「花王ファミリースペシャル」で放送された『裸の大将放浪記シリーズ』（芦屋雁之助主演）の主題歌「野に咲く花のように」（ダ・カーポ）等の作品を発表、また俳優としてTBS系「水曜劇場」で放送された『寺内貫太郎一家』（1974年）では主人公である石材店の頑固親父役を好演[注 23]、テレビ朝日系・東映製作「スーパー戦隊シリーズ」第5作『太陽戦隊サンバルカン』（1981年）にゲスト出演した際[注 24]子息の小林朝夫[注 25]との親子共演で話題を呼び、またTBS系『ビートたけしの学問ノススメ』（1984年、カノックス制作）やNHK連続テレビ小説『さくら』（2002年前期）等にも出演するなどジャンルに囚われずマルチな活躍を見せた作曲家・俳優の小林亜星がこの日、心不全のため死去（88歳没）。訃報は6月14日に公表された[380]。
- 31日 - テレビ東京系「ドラマプレミア23」枠第2弾として、近藤史恵の人気ミステリ小説シリーズを原作とした『シェフは名探偵』を放送開始（全9話、 - 8月2日）[381]。主演を西島秀俊が務め、フレンチレストランのシェフ・三舟忍を演じる[382]。濱田岳、神尾佑、石井杏奈らの共演[383][384]。
- 31日〜6月4日・6月7日 - 【追悼・BS】BSフジで田村正和の追悼特別企画として、1997年4月期に地上波フジテレビ系「火9」枠で放送した『総理と呼ばないで』（三谷幸喜脚本）を16・17時台の「午後の名作ドラマ劇場」枠で再放送[385]。

### 6月
- 3日
  - （2日深夜） - テレビ東京「ドラマParavi」枠6月期作品として夏川ゆきのの小説『にぶんのいち夫婦』を同名タイトルでドラマ化し、放送開始（全8話、 - 7月29日(28日深夜)）。同局ドラマ初出演となる比嘉愛未が主演を務める[386]。
  - 【追悼・関東広域圏】フジテレビは、この日より田村正和追悼として『古畑任三郎』シリーズの連続ドラマ3シリーズから厳選した5話分を『古畑任三郎 傑作選』と題し「メディアミックスα」枠で再放送[387]。系列準キー局の関西テレビでも、前述の第3シリーズ再放送終了直後の8日から、第3シリーズ再放送と重複する津川雅彦（2018年8月没）のゲストの回（1999年5月11日放送分）を除いた残り4話分を、時差ネットの形で放送[388]。
- 4日 - WOWOWプライムの金曜23時30分 - 翌0時枠で、コナリミサトの同名漫画を原作とした『ひとりで飲めるもん!』を放送開始（全8回、 - 7月23日）。主人公の紅河メイ（べにかわ・メイ）役を、大政絢が演じる[389]。桐山漣、大友花恋、谷村美月、村杉蝉之介、紫吹淳、飛永翼（ラバーガール）らの共演[390]。
- 6日（5日深夜） - 東海テレビ制作・フジテレビ系「オトナの土ドラ」枠にて、羽田美智子が前科2犯の詐欺師で、偽装家族を構築する役に扮する『＃コールドゲーム』を放送開始（初回は翌6日0時10分 - 1時5分、全8話、 - 7月24日）。共演にやす（お笑いコンビ・ずん）、結木滉星、久間田琳加ら。また同ドラマの主題歌「帰り花のオリオン」をお笑いコンビ・霜降り明星の粗品が書き下ろし、ファーストサマーウイカが歌唱した[391][392]。
- 7日 - NHK総合「よるドラ」枠で、前年4月 - 5月の同枠で放送された『いいね!光源氏くん』の続編となる『いいね!光源氏くん し〜ずん2』と題して放送開始（全4回、 - 6月28日）。主演は前作から引き続き千葉雄大が務め、伊藤沙莉ら共演者も続投[393]。
- 9日 - 12日（8日深夜 - 11日深夜） - NHK連続テレビ小説『おかえりモネ』は、7日 - 11日の第4週（同週のタイトルは「みーちゃんとカキ」）の放送に合わせ、総合の深夜枠にて、それまで放送してきた3週分並びに、土曜日のダイジェスト版も含め一挙再放送（9日は第1週「天気予報って未来がわかる?」、10日は第2週「いのちを守る仕事です」、11日は第3週「故郷（ふるさと）の海へ」、12日は土曜日のダイジェスト版3週分）[394][395]。
- 12日 - NHK総合「土曜ドラマ」枠で、『ひきこもり先生』を放送開始（全5回、 - 7月10日）。主演を佐藤二朗が務め、38歳から11年間引きこもり生活を続けてきた男性が、勤務先の中学校の様々な問題に悪戦苦闘しながらも、自身と同じ引きこもり経験を持つ仲間やサポーターなどの支えを受けつつ奮闘する市立中学校の非常勤教師を演じる[396]。
- 15日 - BS朝日（2K・4K）にてこの日、2015年12月4日・5日に開局15周年記念番組として2夜連続で放送された大型スペシャル時代劇『大江戸事件帖 美味でそうろう』（BS朝日・東映制作、主演：北村一輝）を5時間に亘り一挙再放送（第1部：17時 - 19時30分、第2部：19時30分 - 21時54分）。BS朝日 4Kでは4Kデジタルリマスター版にて初放送される[397]。
- 16日
  - （15日深夜） - 【近畿広域圏】毎日放送「ドラマイズム」枠にて、2019年9月に放送した『REAL⇔FAKE』の続編となる『REAL⇔FAKE 2nd Stage』を放送開始（全4回、 - 7月7日(6日深夜)）[398][399]。
  - 日本テレビ系では、この日の22時 - 23時枠にて、前週9日まで「水曜ドラマ」枠の4月期作品として放送してきた石原さとみと綾野剛のダブル主演によるラブコメディー『恋はDeepに』の続編となる『恋はもっとDeepに -運命の再会スペシャル-』と題して放送。連ドラ版の最終話では描き切れなかった、海音と倫太郎の別れから再会まで空白の3年間を描く[400]。
- 19日
  - NHK総合ではこの日、「連続テレビ小説」枠に関係する特別番組を2本放送。
    - 前月14日に終了した『おちょやん』（大阪局制作、杉咲花主演、全115話）の総集編を、前編（15時5分 - 16時35分）・後編（16時35分 - 18時）に分けて放送。7月3日には、衛星波のBS4Kでも前編（14時 - 15時30分）・後編（15時30分 - 16時55分）に分けて放送[401][402]。
    - 18時5分 - 18時35分枠では、『まだ間に合う!おかえりモネ』と題し、これまでの『おかえりモネ』の放送を振り返りながら今後の見所や、ヒロインを務める清原果耶と土曜日のダイジェストのナビゲーターを務めるサンドウィッチマン（伊達みきお・富澤たけし）の3人で、撮影の舞台裏や出演者との現場でのエピソードを交えた座談会形式でのトークといった内容を放送[403]。

  - 【訃報】1960年後半に巻き起こった日本のエレキブームの立役者であり、テレビドラマでは1967年 - 1968年に放送された夏木陽介（2018年没）主演の『太陽野郎』（日本テレビ系、東宝・テアトルプロ制作）の同名主題歌（作詩：岩谷時子、作曲：いずみたく）のアレンジを担当し、自らのバンド『寺内タケシとバニーズ』を率いて同曲を歌唱。“エレキの神様”という異名で日本の音楽界に一時代を築いたエレキギタリストで音楽家の寺内タケシ（本名：寺内武）がこの日、器質化肺炎のため、入院先の横浜市内の病院で死去（82歳没）[404]。
- 21日 - フジテレビ系「月9」枠6月期作品として、大北はるかのオリジナル脚本で夜間救急病院を舞台にした医療ドラマ『ナイト・ドクター』を放送開始（全11話、 - 9月13日）[405]。主演は本枠初登場の波瑠が務め、田中圭、岸優太（King & Prince）、北村匠海、岡崎紗絵らが出演。演出は関野宗紀と澤田鎌作が担当する[406][407]。初回は30分拡大で放送した[408]。
- 22日 - 【訃報】在日韓国人三世出身（後年日本国に帰化）の女優で、唐十郎[注 26]主宰の状況劇場などで舞台女優として活躍、テレビドラマでは1978年のNHK大河ドラマ『黄金の日日』や1995年 - 1996年のTBS系『3年B組金八先生』（第4シリーズ）、2005年の東海テレビ制作昼の帯ドラマ『契約結婚』などの作品に出演した李麗仙（旧芸名：李礼仙、韓国名：李初子、帰化後の本名：大靏初子）がこの日午前、肺炎のため東京都杉並区内の病院で死去（79歳没）[409][410]。
- 24日 - テレビ朝日系にて、この日スペシャルドラマとして、複数の県をまたいで発生する難事件に挑むサスペンスシリーズ『広域警察』の第10作を放送（20時 - 21時48分）。主人公である警視庁・広域捜査課に所属する東圭太役を、これまでから引き続いて高橋克典が務める。それまでの9作で、広域捜査課長・高村順一郎役として出演してきた大杉漣（2018年2月没）に替わる新たな広域捜査課長・内藤勝彦（ないとう・かつひこ）役として、勝村政信が登場。高橋・勝村以外の共演者として大東駿介、矢田亜希子、片岡信和、西原亜希、松井玲奈、大鶴義丹、小川菜摘ら[411][412]。
- 26日 - 【特撮】NHK総合にて、土曜18時5分 - 18時43分枠で、パラスポーツの要素を取り入れた初の特撮ドラマ作品『超速パラヒーロー ガンディーン』を放送開始（全3回、 - 7月10日）。主人公で障害を抱えつつも、パラ陸上の練習に打ち込んでいる17歳の高校生役を奥野壮（男劇団 青山表参道X）が演じる。小芝風花らの共演[413][414][415]。
- 27日
  - （26日深夜）- NHK総合「よるドラ」枠『いいね!光源氏くん し〜ずん2』は、翌28日に最終回を迎えるのに合わせ、この日の0時50分 - 2時20分枠で、それまで放送してきた3話分を一挙再放送[416]。
  - テレビ東京系にて、2020年7月期「ドラマ25」枠において放送された『女子グルメバーガー部』のスペシャル版『女子グルメバーガー部2021夏SP』を放送（16時 - 16時55分）。レギュラー放送から引き続き、瑛茉ジャスミン、大原優乃、宮﨑優が出演するほか、休養中だった佐々木美玲の代役として渡邉美穂（日向坂46）が出演[417]。
  - NHK BSプレミアム・BS4K「プレミアムドラマ」枠にて、2020年本屋大賞第2位を獲得した小川糸の同名小説を原作とする『ライオンのおやつ』を放送開始（全8回、 - 8月15日）。主人公で、29歳にして余命宣告を受けた海野雫（うみの・しずく）役を、土村芳が演じる。竜星涼、和田正人、かとうかず子、濱田マリ、西田尚美、石丸幹二、鈴木京香らの共演[418][419]。

### 7月
- 1日（6月30日深夜）・6日（5日深夜）・9日（8日深夜）・16日（15日深夜） - 【関東広域圏】フジテレビでは、同局が運営している動画配信サービスのフジテレビオンデマンド（FOD）にて、前年10月10日より配信している純烈の連ドラ初主演作品『純烈ものがたり』（全4話）を[420]、地上波初放送[421]。
- 1日
  - テレビ朝日系「木曜ミステリー」枠7月期作品として、ネット分析やプロファイリング等といった、最先端の機器とスキルによる捜査支援を主な業務とし、京都府警本部が新設した部署「サイバー総合事犯係」を舞台にした『IP〜サイバー捜査班』を放送開始（全9話、 - 9月16日）。佐々木蔵之介の主演。福原遥、間宮祥太朗らの共演[422]。初回は2時間SP（20時 - 21時48分）。
  - 読売テレビ制作・日本テレビ系「モクドラF」7月期作品として、シェアハウスで共同生活する男性3人の恋愛模様を描いたコメディドラマ『イタイケに恋して』を放送開始（全10話、 - 9月9日）。渡辺大知と菊池風磨（Sexy Zone）、アイクぬわら（超新塾）のトリプル主演で、脚本は徳尾浩司が手掛ける[423]。
- 2日
  - （1日深夜） - テレビ東京系の金曜1時 - 1時30分（木曜深夜）枠にて、松重豊主演の人気シリーズドラマ『孤独のグルメ』の女性版とも言える作品『ひねくれ女のボッチ飯』を、飯豊まりえ主演で地上波放送開始（全8話、 - 8月13日(12日深夜)）。共演に柄本時生、片桐はいり、ダンディ坂野ら。これに先立ち、4月29日より動画配信サイト「Paravi」で先行配信された[424][425][426]。初回は放送時間を30分拡大・前倒しし、0時30分 - 1時に第1話を、1時 - 1時30分に第2話を続けて放送した[427]。
- 3日
  - テレビ東京系「サタドラ」7月期作品として、古川雄大のテレビドラマ初主演作となるサスペンスドラマ『女の戦争〜バチェラー殺人事件〜』を放送開始（全6話、 - 8月7日）[428]。山岡潤平が脚本を担当、共演に葵わかな、トリンドル玲奈、寺本莉緒、尾碕真花、北原里英、成海璃子、真飛聖ら[429]。
  - 【特撮・千葉県】千葉テレビ放送（チバテレ、独立局）にて土曜朝枠に新設のローカルヒーロー特撮枠として、防災をテーマにしたヒーロー特撮2作品を『防災ヒーロータイム』と位置づけ、この日より土曜7時30分 - 8時枠で放送開始（ - 9月25日）。前半は『防災勇士トリプルウィング』、後半は『救命戦士シェルブレイブ』（各15分）をそれぞれ放送した[430]。
- 4日
  - TBS系「日曜劇場」7月期作品として、黒岩勉オリジナル脚本による『TOKYO MER〜走る緊急救命室〜』を鈴木亮平主演により放送開始（全11話、 - 9月12日）。鈴木はスーパー救命救急医のリーダーを演じる[431]。共演に賀来賢人、菜々緒、中条あやみ、仲里依紗、石田ゆり子ら[432][433]。初回は25分拡大（21時 - 22時19分）[434]。
  - 日本テレビ系「日曜ドラマ」7月期作品として、読売テレビ制作で、徳永友一オリジナル脚本による『ボクの殺意が恋をした』をプライム枠で放送されるドラマ初主演となる中川大志により放送開始（全10話、 - 9月12日）[435]。中川は殺し屋を演じる[436]。
  - 【近畿広域圏】朝日放送テレビ「ドラマL」7月期作品として、「プチコミック」（小学館）で連載中の如月ひいろの同名漫画を原作とした『痴情の接吻』を放送開始（全10話、 - 9月26日）。主人公の上条忍（かみじょう・しのぶ）役を、初の単独主演となる橋本良亮（A.B.C-Z）が[437]、ヒロインの柏木和華（かしわぎ・わか）役を中村ゆりかがそれぞれ演じる[438]。
  - 【訃報】1970年代に“女ボブ・ディラン”というキャッチフレーズでレコードデビューし、数多くの楽曲を発表。またNHK総合で制作・放送された桃井かおり主演のスペシャルドラマ『小夜子の駅』（1976年11月13日）の劇伴音楽及び主題歌（「帰りたくって」）を担当したシンガー・ソングライターでフォークソング歌手の中山ラビ（本名、生年月日非公表）[注 27]がこの日癌のため死去[439][440]。
- 5日 - 8月5日 - 【追悼・関東広域圏】フジテレビ『メディアミックスα』（関東ローカル、平日14時45分 - 15時45分）にて、4月3日に死去した田村正和（享年77）の追悼として、田村主演の刑事ドラマシリーズ『古畑任三郎』（三谷幸喜脚本）を、5月下旬 - 6月上旬の追悼アンコール放送（前述）の好評を受け、今回、全3シリーズおよびスペシャルから厳選した10エピソードを『古畑任三郎 傑作選』として、14回に亘りアンコール放送した[441][442]。
- 6日
  - 関西テレビ制作・フジテレビ系「火9」枠7月期作品として、2015年に韓国・MBCテレビで放送されたドラマを日本版にリメイクした『彼女はキレイだった』を中島健人（Sexy Zone）と小芝風花の主演により放送開始（全10話、 - 9月14日）[443][444]。後述の通り、10月改編で月曜22時枠に移動するため、「火9」枠としては最終作品となる。→10月18日の出来事も参照
  - 【訃報】1954年に日活入りして撮影助手として勤務、1972年に日活ロマンポルノ『たそがれの情事』（監督：西村昭五郎、主演：白川和子）でカメラマンデビューを果たし、以後は森田芳光（2011年没）の監督映画『ときめきに死す』（1984年）を始め数多くの映画作品の撮影に関わり、テレビドラマでは日本テレビ系の『大都会 闘いの日々』（1976年、制作：石原プロモーション）、『プロハンター』（1981年、制作：セントラルアーツ）などを手掛けた映画撮影監督の前田米造がこの日、東京都内の病院で誤嚥性肺炎のため死去（85歳没）。訃報は13日に日活より公表された[445]。
- 7日
  - テレビ東京系にて、同局系朝の『おはスタ』内で放送してきたコーナーアニメ『ガル学。〜聖ガールズスクエア学院〜』を実写化した『ガル学。〜ガールズガーデン〜』を、水曜17時55分 - 18時25分枠で放送開始（全12話、 - 9月29日）。主演をGirls2のメンバー9人全員で務める[446]。
  - テレビ朝日系水曜21時枠にて、東山紀之主演のシリーズ刑事ドラマ『刑事7人』の第7シーズンを放送開始（全9回、- 9月15日）。共演は引き続き田辺誠一、倉科カナ、白洲迅、塚本高史、吉田鋼太郎、北大路欣也ら。今シリーズでは、それまで「専従捜査班」並びに「刑事資料係」が舞台だったものの、警視庁のデジタル化の流れにより解散し、別の部署に異動・配置替えとなり、東山演じる主人公・天樹悠の行方は誰も知らず、7人それぞれバラバラになるが、ある事件を契機に、形を変えて再集結する[447]。初回・最終回は10分拡大（21時 - 22時4分）[448]。
  - 日本テレビ系「水曜ドラマ」7月期作品として、泰三子の漫画作品『ハコヅメ〜交番女子の逆襲〜』を原作としてドラマ化した『ハコヅメ〜たたかう!交番女子〜』を放送開始（ - 9月15日）[449]。婦人警察官の交番勤務の内幕を描く作品で、戸田恵梨香（藤聖子役）と永野芽郁（川合麻依役）のダブル主演[450][451]。
- 8日
  - テレビ東京系（7日深夜）
    - 「ドラマホリック!」7月期並びに最終作品として、本田優貴の漫画作品『ただ離婚してないだけ』（白泉社）を同名タイトルでドラマ化し、放送開始（全12話、 - 9月30日(29日深夜)）[452]。本作ではテレビ東京、ジェイ・ストーム、東映ビデオの製作、安里麻里がメイン演出、田中眞一と清水匡が脚本をそれぞれ担当、主演は北山宏光（Kis-My-Ft2）。共演に中村ゆりら[453][454]。
    - 「水ドラ25」7月期作品として、スマートフォンアプリゲーム「八月のシンデレラナイン」から着想を得た野球ドラマ『八月は夜のバッティングセンターで。』を放送開始（全9話、 - 9月9日(8日深夜)）。本作では演出に原廣利・志真健太郎・原田健太郎を、脚本に矢島弘一と山田能龍をそれぞれ迎え、主演には関水渚と仲村トオルを起用。また毎回劇中で日本プロ野球のレジェンドと呼ばれる元選手たちが登場する[455][456]。

  - テレビ朝日系「木曜ドラマ」7月期作品として、井上由美子脚本、天海祐希主演の人気シリーズ『緊急取調室』の第4シーズンを放送開始（全9話、 - 9月16日）。田中哲司、速水もこみち、でんでん、小日向文世らレギュラー陣も引き続き出演[457]。今作から池田成志と工藤阿須加が新たに加入。初回・最終回は10分拡大（21時 - 22時4分）[458][459]。
- 9日
  - （8日深夜） - テレビ東京系「木ドラ24」7月期作品として、同局とオーディオストリーミングサービス「Spotify」のポッドキャスト番組が連動したオリジナル作品『お耳に合いましたら。』を放送開始（全12話、 - 10月1日(9月30日深夜)）。主演を、地上波連ドラ初主演となる伊藤万理華が務め、あるきっかけによって、主人公がポッドキャスト番組のパーソナリティーを始める成長記を描く。井桁弘恵、鈴木仁らの共演[460]。
  - 【東京都】TOKYO MX金曜13時枠で、下町の和菓子屋を舞台に母と5人の兄弟が繰り広げるホームドラマ『人生いろいろ』を放送開始。主演に寺西優真、長谷直美、共演に八神蓮、丘みつ子ら。また寺西が主題歌を担当する他、島倉千代子（2013年没）の同名歌謡曲がオープニングテーマに使用される[461]。
  - TBS系「金曜ドラマ」7月期作品として、マギーが脚本を務めるオリジナル作品『＃家族募集します』を放送開始（全9話、 - 9月24日）[462]。ゴールデン・プライム帯の連続ドラマ初主演の重岡大毅（ジャニーズWEST）を起用、5歳児の一人息子の子育てに苦戦するシングルファーザー役を演じる。木村文乃、仲野太賀、岸井ゆきのらの共演[463]。
  - WOWOWプライムの金曜23時 - 23時30分枠で、現役コピーライターで会社員の魚返洋平による、自身の育休体験の同名エッセイを原作とした『男コピーライター、育休をとる。』を放送開始（全6回、 - 8月13日）。主人公・魚返洋平役を、瀬戸康史が演じる。瀧内公美、赤ペン瀧川、福地桃子、少路勇介、池田成志、村上淳らの共演[464]。
- 10日
  - テレビ東京系
    - （9日深夜）
      - 「ドラマ24」7月期作品として、久住昌之原作、松重豊主演のグルメドラマシリーズ第9作『孤独のグルメ』のseason9を放送開始（全12話、 - 9月25日(24日深夜)）[465][466][467]。
      - 「ドラマ25」7月期作品として、2019年7月期に放送され、同年末と2021年2月にスペシャルが放送された『サ道』の新シーズンとして、『サ道2021』が放送開始（全12話、 - 9月25日(24日深夜)）。引き続き、原田泰造、三宅弘城、磯村勇斗らが出演[468]。

    - 【特撮】円谷プロ製作の「ウルトラシリーズ」第25作として『ウルトラマントリガー NEW GENERATION TIGA』(土曜9時 - 9時30分）[注 28]を放送開始[注 29]（全25話、 - 2022年1月22日）。本作のメイン演出（監督）には坂本浩一を迎え、主人公のマナカ・ケンゴ役を寺坂頼我（祭nine.）が演じる[469]。

  - 日本テレビ系「土曜ドラマ」7月期作品として、2019年7月期に同枠で放送された『ボイス 110緊急指令室』の続編作品となる『ボイスII 110緊急指令室』を放送開始（全10話、 - 9月25日）[470]。主演は前作に引き続いて、唐沢寿明と真木よう子が務める[471]。
- 11日
  - （10日深夜） - テレビ大阪制作・BSテレ東（2K・4K）の「真夜中ドラマ」枠7月期作品として、ゲスの極み乙女。のベーシスト・休日課長こと和田理生（わだ・まさお）のレシピ本『ホメられるとまた作りたくなる!妄想ごはん』が原案となる、彼女いない歴3000日の主人公が、妄想の世界で理想の彼女へご飯を振る舞う奮闘を描く恋愛コメディ『ホメられたい僕の妄想ごはん』を放送開始（全12話、 - 9月26日(25日深夜)）。主人公の和田理生役を、高杉真宙が演じる[472]。
  - 【特撮】テレビ東京系にて、三池崇史総監督・OLM制作の女児向け特撮ドラマシリーズ「ガールズ×戦士シリーズ」第5作となる『ビッ友×戦士 キラメキパワーズ!』（日曜9時 - 9時30分）を放送開始[注 30]（全50話、 - 2022年6月26日）。永山椿と深澤日彩が主演を務めるほか、前田敦子がナレーターとして出演する[473]。
  - 【近畿広域圏】朝日放送テレビではこの日、かぁなっきと加藤よしきによる猟奇ユニット「FEAR飯」が、2016年に配信を開始して以降、累計再生回数90万回を誇る同名怪談ネットラジオ（ツイキャス）を原案としドラマ化した『禍話（まがばなし）』を放送（23時 - 23時55分）。ネットラジオ「禍話」を配信しているフリーライターで、相槌（聞き手）を担当する主人公・加藤よしの役を、地上波ドラマ初主演となる水谷果穂が、語り部を担当するかぁなっき役を入野自由がそれぞれ演じる。共演は秋山ゆずき、加藤小夏、希志真ロイ、小日向流季、中山莉子（私立恵比寿中学）、清井咲希、大水洋介（ラバーガール）、松原タニシら[474][475]。
  - 【訃報】劇団文化座を経て1959年に第6期東映ニューフェイスに千葉真一とともに合格し、数多くの映画に出演、テレビドラマでは関西テレビ制作・フジテレビ系『服部半蔵シリーズ』やTBS系『水戸黄門』『江戸を斬る』、朝日放送テレビ制作・テレビ朝日系『必殺シリーズ』など数々の時代劇で悪役として活躍し、現代劇でもNETテレビ（現・テレビ朝日）系（東映と共同制作）『特別機動捜査隊』で矢崎主任役を演じたことでも知られた俳優の亀石征一郎がこの日早朝、多発性脳梗塞のため死去（82歳没）。訃報は3日後の14日に所属事務所から発表された[476]。
- 13日
  - TBS系「火曜ドラマ」7月期作品として、橘オレコ原作漫画『プロミス・シンデレラ』（小学館「マンガワン」）を同名タイトルでドラマ化し、放送開始（全10話、 - 9月14日）[477][478]。本作では脚本を古家和尚、演出を都築淳一、村上正典がそれぞれ担当、主演には同局ドラマ初登板となる二階堂ふみを起用[477][478]。共演に眞栄田郷敦、岩田剛典（三代目 J SOUL BROTHERS）ら[479]。初回は15分拡大（22時 - 23時12分）[480]。
  - いずれも【訃報】
    - 昭和時代初期から音楽活動を始めて永く日本を代表するヴァイオリニストとして活躍、1984年には父である辻吉之助と自身の半生を描いた樋口可南子主演の「TBS水曜ドラマ」『弦鳴りやまず』（1984年、毎日放送制作）にも特別出演したヴァイオリニストの辻久子（本名：坂田久子）がこの日死去（95歳没）[481]。
    - 1960年代に日本の音楽シーンにて一世を風靡したグループ・サウンズの代表的グループにして、大ヒット曲「ブルー・シャトウ」で第9回日本レコード大賞（1967年）を受賞し、また1966年に日本テレビ系「月曜8時枠連続ドラマ」で放送（製作・松竹）されたテレビドラマ『何処へ』[注 31]（原作：石坂洋次郎）の同名主題歌を歌唱した『ジャッキー吉川とブルー・コメッツ』にてベース・ギターを務めたギタリストの高橋健二（本名：高橋隆）がこの日、東京都内の病院で病気のため死去（83歳没）[482]。
- 14日
  - （13日深夜） - 【近畿広域圏】毎日放送「ドラマイズム」枠にて、セモトちかの同名漫画を原作とした『サレタガワのブルー』を放送開始（全8話、 - 9月1日(8月31日深夜)）。犬飼貴丈と堀未央奈のダブル主演。高梨臨らの共演[483][484]。
- 15日 - フジテレビ系「木曜劇場」7月期作品としてゲーム会社の女性社長がふと出逢った男性を理想の男に育て上げる恋愛ドラマ『推しの王子様』を放送開始（全11話、 - 9月23日）[485]。本作では脚本を阿相クミコと伊達さんが手掛け、主役の女社長・日高泉美を、同局系連続ドラマ初主演となる比嘉愛未を、その相手役に同局系の連続ドラマ初出演となる渡邊圭祐をそれぞれ起用[486][487]。初回は15分拡大（22時 - 23時9分）。なお本作は、当初主演に深田恭子の起用が内定していたが、深田が体調を崩して休業することになったために出演を辞退、これを受けて比嘉が急遽代役として登板することとなった[488]。→5月26日の出来事も参照
- 22日〜9月6日（5日深夜） - 【編成】NHK総合で夏季集中特別編成として、NHKでこれまでに放送されたドラマ・ドキュメンタリーなどを深夜帯を中心に一挙再放送する特集企画『深夜のイッキ見!まつり』を実施。初日の22日（同日は午後帯に編成）は東京オリンピック開幕の前日ということもあり、2019年に放送された大河ドラマ『いだてん〜東京オリムピック噺〜』の総集編（前編・後編）を4部に亘って放送した。以後、2020年前期連続テレビ小説『エール』総集編（前・後編。23日〜24日未明）や現在放送中の連続テレビ小説『おかえりモネ』の総集編前編（25日（24日深夜））、2019年に「ドラマ10」枠で放送された『トクサツガガガ』（名古屋局（CK）制作、全7回。26・27日（25・26日深夜）、さらに現在放送中の大河ドラマ『青天を衝け』の総集編（第1・2部）と再放送（8月8日（7日深夜））や前述の『超速パラヒーロー ガンディーン』などが続く。また、各放送日1本目の番組開始前に1分間のPRミニドラマ『天空のシェアハウス』（出演：今野浩喜、小野花梨、小野塚勇人）を放送[489][490][491]。
- 22日
  - いずれも【訃報】
    - 戦後日本を代表する児童文学のベストセラーとして多くの少年少女たちに読み継がれ、「ハウスこども劇場」（1982年、テレビ朝日）、「阪急ドラマシリーズ」（1985年、関西テレビ）、「ドラマ愛の詩」（1999年、NHK Eテレ）などで数回に亘りテレビドラマ化された『ズッコケ三人組』シリーズの原作者で児童文学者の那須正幹がこの日死去（79歳没）[492]。
    - ロックバンド「詩人の血」のメンバーとしてデビューし、以後、プロデューサーとして活動し、CHARAの「やさしい気持ち」やhitomiの「LOVE 2000」、いきものがかり「花は桜 君は美し」などのヒット曲で編曲を手掛け、2012年にNHK総合「ドラマ10」で放送された『はつ恋』では劇中音楽を担当した音楽プロデューサーの渡辺善太郎がこの日午前、すい臓がんのため死去（57歳没）[493]。
- 23日
  - （22日深夜） - 【近畿広域圏】毎日放送「ドラマ特区」枠にて、ノッツの同名漫画を原作とする、恋人たちが初めて結ばれるまでの直前1時間を描いた恋愛オムニバス作品『初情事まであと1時間』を放送開始（全8話、 - 9月10日(9日深夜)）。演出・脚本を橋口亮輔、三浦大輔、大九明子、谷口恒平の4人の監督が務める。全12話で構成されるが、地上波では8話までを放送し、9話以降をTELASAやJ:COMオンデマンド等の配信サイトにて配信される[494]。
  - テレビ朝日系「金曜ナイトドラマ」7月期作品として、秋元康企画・脚本のオリジナル作品『漂着者』を放送開始（全9話、 - 9月24日）。主演には、同局系の連続ドラマ初主演となる斎藤工を起用。とある地方の海岸に全裸で漂着する記憶喪失の男で、発見時につぶやいた「ヘミングウェイ」からそのように呼ばれ、世間を騒がせている事件を解決に導く予言めいた力を発揮したことで、徐々に崇められる存在になる役どころを演じる[495][496]。 白石麻衣らの共演[497]。
- 26日 - テレビ東京系ではこの日、2020年1月期の「ドラマBiz」枠で放送した小泉孝太郎主演の『病院の治しかた〜ドクター有原の挑戦〜』の続編となる『病院の治しかた〜スペシャル〜』を、「月曜プレミア8」枠で放送[498]。高嶋政伸、小西真奈美、稲葉友、浅田美代子、角野卓造らレギュラー陣も続投。レギュラー陣以外で今作のゲスト共演者として、加藤シゲアキ（NEWS）、益岡徹が登場[499]。
- 27日
  - （26日深夜） - 日本テレビ系「シンドラ」枠7月期作品として、ヨコヤマノブオの漫画『武士スタント逢坂くん!』（小学館「ビッグコミックスピリッツ」連載作品）を同名タイトルでドラマ化し、放送開始（全10話、 - 9月28日(27日深夜)）。本作ではギークサイドが制作を担当、演出は渋江修平と大江海がそれぞれ担当し、主演には濵田崇裕（ジャニーズWEST）を起用[500][501]。
- 30日
  - 【特撮・関東広域圏】テレビ朝日にてこの日早朝、後述の『ザ・ハイスクール ヒーローズ』放送開始記念の一環として、東映制作の老舗特撮シリーズ「スーパー戦隊シリーズ」の記念すべき第1作『秘密戦隊ゴレンジャー』（1975年4月 - 1977年3月[注 32]、全84話）の第1・2話を関東ローカルにて特別再放送した（4時 - 4時55分）[502]。
  - WOWOWプライムの金曜23時30分枠（終了時刻未定）枠で、2000年代初頭、野口照夫がインディーズ作品として制作した同名映画をドラマ版としてリメイクした『演じ屋』を放送開始（全6話、 - 9月3日）。主人公の一人でアイカ役を、本作がWOWOW初出演にして初主演となる奈緒が、もう一人の主人公・トモキを磯村勇斗がそれぞれ務める。島崎遥香、白川裕二郎（純烈）、忍成修吾らの共演[503]。
- 31日
  - 【特撮】テレビ朝日系「オシドラサタデー」枠は、7月期のみ前時間帯枠の「土曜ナイトドラマ」を吸収する形で、放送時間を30分拡大・前倒しし、23時 - 翌0時に変更。同枠7月期作品として、美 少年（ジャニーズJr.）が主演の『ザ・ハイスクール ヒーローズ』を放送開始（全8話、 - 9月18日）。劇中には『秘密戦隊ゴレンジャー』も登場[504][505][506]。
  - 【賞】第20回放送人グランプリの贈賞式が東京都内で行われ、「第7回大山勝美賞」にNHK大河ドラマ『いだてん〜東京オリムピック噺〜』やテレビ東京系「ドラマプレミア10」枠で放送された『共演NG』などを手掛けた映画監督・脚本家の大根仁が受賞した[507]。
  - 【訃報】朝日新聞朝刊に1965年4月1日付 - 1991年9月30日付まで連載され、1968年にTBS系（坂本九（1985年没）主演、国際放映制作）、1982年にテレビ朝日系（堺正章主演）でそれぞれドラマ化された4コマ漫画『フジ三太郎』の作者として知られた漫画家のサトウサンペイ（本名：佐藤幸一）がこの日昼前、誤嚥性肺炎のため東京都立川市内の病院で死去（91歳没）。訃報は8月6日に公表された[508]。

### 8月
- 2日
  - 【健康問題・近畿広域圏】朝日放送テレビは、7月24日から撮影を開始した同局制作の今秋放送予定だったドラマ[注 33]の出演者6人が新型コロナに感染し、また出演者・スタッフ7人が濃厚接触者と認定されたため撮影を中断。さらに撮影再開の目処が立っていないことを公表[509][510]。さらに翌3日には感染者が9人、濃厚接触者が17人に増加したことを発表した[511]。
  - 【訃報】1971年に『燃える恋人』で歌手としてデビューし、俳優としても『てんつくてん』（1973年、日本テレビ）や『アイちゃんが行く』（1973年、フジテレビ）を始めとして数々のテレビドラマに出演するなど幅広い活躍で知られた歌手・俳優の本郷直樹（本名：奥野芳博）がこの日午後、東京都内の病院で持病の腎臓病の人工透析治療中に心筋梗塞を引き起こして死去（71歳没）[512][513]。
- 4日・11日 - 【健康問題】日本テレビ系『ハコヅメ〜たたかう!交番女子〜』は、主演の永野芽郁が新型コロナウイルス陽性により自宅療養中となった影響を受けて本作の撮影スケジュールが変更されたことに伴い、4日放送予定であった第5話の放送を見送り、代替措置として2週にわたり特別編を放送。その後18日より第5話以降の放送が再開された[514]。
- 5日 - テレビ朝日系にてこの日20時より、滝藤賢一主演の2時間スペシャルドラマ『警視庁ひきこもり係』を放送。滝藤が演じる「武蔵野中央署生活安全課総務2係」（通称「ひきこもり係」）キャップ・引谷太郎らがリモート捜査で事件の真相に迫る刑事ドラマで、共演には山本舞香、戸塚純貴、富田靖子、高田純次らが脇を固めた[515]。
- 7日
  - 東海テレビ制作・フジテレビ系「オトナの土ドラ」枠にて、東海テレビとWOWOWの共同制作により、澤村御影の同名小説シリーズを原作とする『准教授・高槻彰良の推察』のSeason1を放送開始（全8話、- 9月25日）。主人公で「完全記憶能力」を持つ准教授・高槻彰良（たかつき・あきら）役を、単独での連ドラ初主演となる伊野尾慧（Hey! Say! JUMP）が務め、高槻とバディを組む大学生・深町尚哉（ふかまち・なおや）役には神宮寺勇太（King & Prince）を起用[516][517]。
  - 【訃報】1970年代より少年マンガ誌にてギャグ漫画『ホモホモ7』を発表して人気を博した後は歴史漫画を中心に活動を続け、2018年に代表作の『風雲児たち』がNHK総合の正月時代劇『風雲児たち 蘭学革命篇 RANGAKU REVOLUTIE』（NHK総合、2018年1月1日放送）としてドラマ化された漫画家のみなもと太郎（本名・浦源太郎）がこの日、心不全のため死去（74歳没）。訃報は19日に公表された[518]。
- 9日 - テレビ東京系「ドラマプレミア23」枠8月期作品として、野村宗弘の漫画『うきわ』を原作とした恋愛ドラマ『うきわ ―友達以上、不倫未満―』を放送開始（全8話、 - 9月27日）。本作では倉光泰子と神田優が脚本を、演出を風間太樹と太田良がそれぞれ担当し、主演に門脇麦を起用、その相手役には森山直太朗を起用する[519][520]。大東駿介、西田尚美、蓮佛美沙子、田中樹（SixTONES）、高橋文哉、小西桜子らの共演[521]。
- 11日 - NHK BSプレミアムにて、戦争と縁遠い世代の視聴者に対し、それを少しでも身近に考えてもらえるように、戦争漫画を題材として制作する『ドラマ×マンガ』の第4弾作品として、漫画家・魚乃目三太の作品『ちらん〜特攻兵の幸福食堂〜』を劇中に織り混ぜた『特攻兵の幸福食堂』を放送（21時54分 - 22時53分）。主人公の漫画家・魚沼陽太役を濱田岳が演じた。共演に手島実優、今村裕次郎、吉澤健、草笛光子ら。アニメパートの声優は悠木碧ら。さらにアニメパートでも声優陣の一人として、かつドラマパートでも陽太の先輩・西海斗役で津田健次郎も出演[522][523]。
- 12日
  - （11日深夜） - テレビ東京「ドラマParavi」枠において、2020年1月期に同枠で放送した『来世ではちゃんとします』の続編・シーズン2となる『来世ではちゃんとします2』を放送開始（全8話、 - 9月30日(29日深夜)）。前シリーズから引き続いて主人公・大森桃江（おおもり・ももえ）役を、内田理央が演じるほか[524][525]、キャスト陣も続投する[526]。
  - 【訃報】1962年に東映に入社し、助監督を経て1975年に『青い性』で監督デビュー。テレビドラマでは東映制作（テレビ朝日系）の『爆走!ドーベルマン刑事』（1980年）、『大都会25時』（1987年）などで演出を担当した映画監督の小平裕がこの日、誤嚥性肺炎のため東京都内の病院で死去（82歳没）[527]。訃報は9月30日に公表された。
- 13日 - NHK総合は、この日の22時 - 23時15分枠にて熊野以素の『九州大学生体解剖事件70年目の真実』を原作とする終戦ドラマ『しかたなかったと言うてはいかんのです』を放送。主演は妻夫木聡。蒼井優、永山絢斗、鶴見辰吾、山西惇、辻萬長、中原丈雄、若村麻由美らの共演[528][529][530]。
- 14日
  - テレビ東京系「サタドラ」枠最終作品として、同局系で放送されている人気番組『家、ついて行ってイイですか?』をテレビドラマ化し、タイトルもその名の通り『ドラマ「家、ついて行ってイイですか?」』と題して放送開始（全7話、 - 9月25日）。主人公のテレビディレクター役として竜星涼を起用、毎回ゲストが登場する。初回ゲストは志田未来[531]。
  - 【訃報】1962年にバラエティ番組『夢であいましょう』（NHK総合）の「今月の歌」にて発表された「遠くへ行きたい」を歌唱したことで知られ、俳優としても主演作『魚河岸の石松』（1966年、日本テレビ系）やレギュラー出演した『白い牙』（1974年、日本テレビ系／大映テレビ制作）、テレビ朝日系帯ドラマ劇場『やすらぎの刻〜道』（2019年 - 2020年）など数々の作品に出演した歌手のジェリー藤尾（本名：藤尾薫紀）がこの日早朝、慢性閉塞性肺疾患（COPD）を起因とする急性肺炎のため、横浜市内で死去（81歳没）。訃報は所属事務所および一般社団法人日本歌手協会との連名で報道各社に宛てたFAXにて公表された[532]。
- 15日
  - WOWOWプライムでは、この日の21時 - 23時に、オリジナルスペシャルドラマとして田丸雅智原案のショートショートをドラマ化した『ショートショート劇場『こころのフフフ』』を、全9話分一挙に放送。テレビドラマ初主演となる人気子役・田牧そらを主役に起用、同級生役として山﨑天（櫻坂46）と大西利空が出演。7月17日の17時より、WOWOWオンデマンドにて全9話分の先行配信を行った[533][534][535]。
  - 【訃報】里見弴（小説家、1888年 - 1983年）の子息で、松竹にて小津安二郎（1963年没）監督作品の制作に関わり、テレビドラマでは1966年から1967年にかけてTBS系で放送された青島幸男（2006年没）主演版の『泣いてたまるか』（松竹テレビ室製作）のプロデューサーを担当したこともある映画プロデューサーの山内静夫がこの日、老衰のため死去（96歳没）[536]。
- 16日 - 【訃報】『ある秋の出来事』で芥川賞候補となり、1961年に書き下ろし小説『ある休暇』を自ら脚本を担当しRKB毎日放送制作でドラマ化、同年10月29日にTBS系『東芝日曜劇場』[注 34]で放送されたこともある、元日本文藝家協会理事長で小説家の坂上弘がこの日、千葉県内の病院で癌のため死去（85歳没）[537][538]。
- 17日 - いずれも【訃報】
  - 六代目笑福亭松鶴（1986年没）門下の落語家で、上方落語の発展に尽力し、マルチテレビタレントとしても活躍、テレビドラマではNHK連続テレビ小説『心はいつもラムネ色』（1984年後期、BK制作）などの作品に出演し、2013年には自身の芸歴50周年記念作品である『笑福亭仁鶴50周年記念ドラマ だんらん』（関西テレビ、2013年1月4日放送）の原案を担当した落語家の三代目笑福亭仁鶴（本名：岡本武士）がこの日、骨髄異形成症候群のため大阪府内の自宅で死去（84歳没）。訃報は20日に所属の吉本興業より公表された[539]。
  - 少年時代は子役として活動、長じて東京スポーツ新聞社の記者から小説家へ転向し、自身の小説『さすらいの甲子園』が日本テレビ系「木曜ゴールデンドラマ」枠（1980年8月14日放送、ユニオン映画製作）にて中村雅俊主演でドラマ化されたこともある作家の高橋三千綱がこの日、食道癌並びに肝硬変のため死去（73歳没）[540]。
- 18日 - 【訃報】井上ひさし（2010年没）主宰の劇団「こまつ座」の所属俳優として数々の舞台演劇を中心に活動、テレビドラマではNHK大河ドラマ『黄金の日日』（1978年）での浅野長政役を始めとして数多くの出演作品を残した俳優の辻萬長（つじ・かずなが）がこの日、腎盂がんのため死去（77歳没）。訃報は8月23日に生前最後の所属事務所であったワタナベエンターテインメントから公表された[541]。
- 19日 - 【訃報】1959年に東映で俳優として入社し、1960年にテレビドラマ『新・七色仮面』（NET・東映）に主演してデビュー、その後も『キイハンター』(TBS・東映）、『服部半蔵 影の軍団』（関西テレビ、東映）、『柳生あばれ旅』シリーズ、『宇宙刑事ギャバン』[注 35]（テレビ朝日・東映）などを始め、国内外のドラマや映画作品に数多く出演した俳優の千葉真一（本名：前田禎穗）がこの日夕方、千葉県木更津市の君津中央病院[注 36]にて死去（82歳没）[542]。
- 20日 - WOWOWプライムの金曜23時 - 23時30分枠で、オリジナルスペシャルドラマとして、格闘漫画『グラップラー刃牙』（板垣恵介作品）がボーイズラブ（BL）であると妄想する金田淳子（ボーイズラブ研究家）のエッセイ『『グラップラー刃牙』はBLではないかと1日30時間300日考えた乙女の記録ッッ』を原案として同名タイトルでドラマ化し放送開始（全7話、 - 10月1日）。本作では演出（監督）に山岸聖太、脚本に上田誠を配して主人公の児島あかね役には同局のドラマ初主演の松本穂香を起用。同日の同時刻より、WOWOWオンデマンドでの配信も行った[543][544][545]。
- 21日
  - 日本テレビではこの日から放送の「24時間テレビ44「愛は地球を救う」」内にて、黒川祥子の『県立!再チャレンジ高校 生徒が人生をやり直せる学校』を原作とする『生徒が人生をやり直せる学校』を放送（21時15分頃 - ）。1年間で40人も退学してしまう「底辺高校」とも言われる県立の高等学校を舞台に、現代の格差社会で荒れ果てた生徒たちに対し、様々な問題に寄り添いつつ、「人生をやり直せる学校」に変えていこうと奮闘する教師たちの姿を描いた。主人公で新任の体育教師・樹山蒼一役を、本年の「24時間テレビ」メインパーソナリティーの一人でもある平野紫耀（King & Prince）が演じた。共演に浜辺美波、北村有起哉、井之脇海、横内亜弓、伊藤英明、國村隼ら[546][547][548][549]。
  - 【訃報】東宝第15期ニューフェースとして俳優デビューし、クレージーキャッツ映画シリーズなどを中心に幅広く出演、テレビドラマではウルトラシリーズ第2作『ウルトラマン』（1966年、TBS・円谷プロダクション）にて科学特捜隊・イデ隊員を演じたことで知られる俳優の二瓶正也（本名：二瓶正典）がこの日未明、誤嚥性肺炎のため神奈川県鎌倉市内の病院で死去（80歳没）。訃報は24日に公表された[550][551]。
- 22日
  - NHK BSプレミアム・BS4K「プレミアムドラマ」枠にて、小薮浩二郎の小説『白い濁流』を同名タイトルでドラマ化、放送開始（全8回、 - 10月10日）。本作では池田奈津子の脚本により薬学研究を巡る様々な事件と三人の男女の葛藤などを描く。主演は伊藤淳史が務め、佐々木希と桐山漣がキーパーソンとなる人物を演じる[552][553]。
  - WOWOWプライム「連続ドラマW」枠で、伊兼源太郎の同名ミステリー小説を連続ドラマ化した『密告はうたう 警視庁監察ファイル』を放送（全6話、- 9月26日）。本作では演出を内片輝、脚本を鈴木謙一がそれぞれ担当し、主演にはWOWOW初登場となる松岡昌宏（TOKIO）を起用。松岡は警視庁職員の不正を突き止める人事一課監察係に所属する警察官役を演じる[554][555]。共演に仲村トオル、泉里香、池田鉄洋、鶴見辰吾ら[556]。
- 29日 - 【訃報】「東海テレビ制作昼の帯ドラマ」枠（フジテレビ系）にて1998年7月から10月まで放送された『緋の稜線』（主演：森下涼子）の原作者である漫画家の佐伯かよのがこの日、肺がんのため死去（69歳没）。訃報は9月20日、夫の新谷かおる（漫画家）が自身の公式サイトで公表した[557]。
- 30日 - 【訃報】1958年に結成された男性コーラスグループ「ボニージャックス」のメンバーとして多彩な音楽活動を展開、テレビドラマでは大瀬康一の主演で一世を風靡したTBS系『隠密剣士』（1962年 - 1965年、製作：宣弘社）の主題歌『江戸の隠密渡り鳥』を同グループの一員として歌唱したテナー歌手の西脇久夫がこの日、肺がんのため東京都内の病院で死去（85歳没）[558]。

### 9月

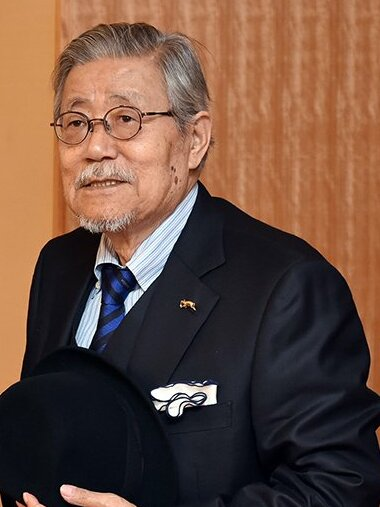
さいとう・たかを死去（9月24日、84歳没。写真は2017年3月撮影）

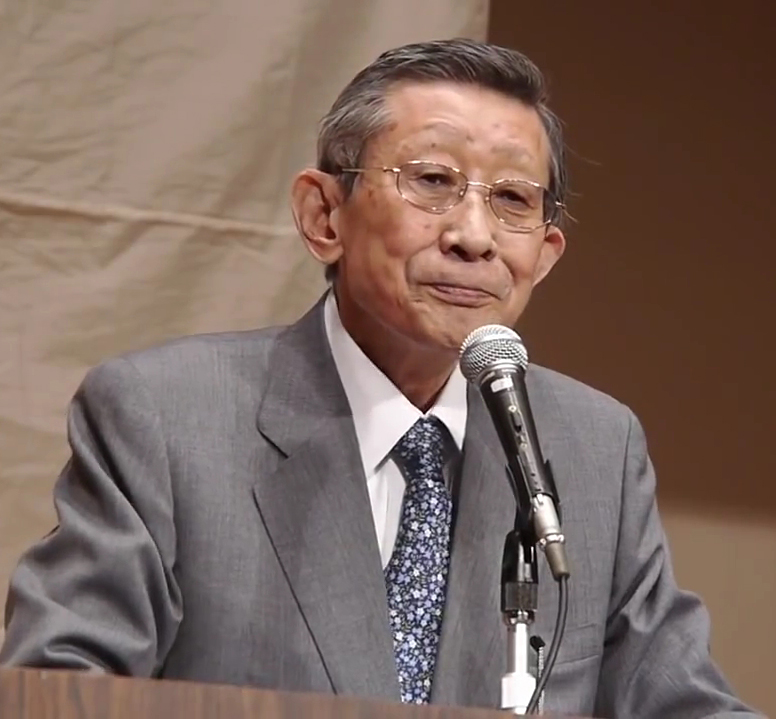
すぎやまこういち死去（9月30日、90歳没。写真は2011年6月撮影）

- 3日 - 【訃報】1981年に松田聖子主演の映画『野菊の墓』（東映・サンミュージック製作）で監督デビューし、『Wの悲劇』（1984年、角川映画）など数々の映画作品のメガホンを執り、テレビドラマではテレビ朝日系・東映製作の特撮作品『宇宙刑事シャイダー』[注 37]（1984年 - 1985年）の演出を手掛けた映画監督・脚本家の澤井信一郎がこの日、東京都内の病院で多臓器不全のため死去（83歳没）[559]。
- 5日 - 【特撮】テレビ朝日系・東映製作の老舗特撮シリーズ「仮面ライダーシリーズ」の最新作『仮面ライダーリバイス』をこの日より放送開始（全50話、 - 2022年8月28日）[560][561]。
- 6日 - NHK総合の「よるドラ」枠で、小学館「週刊少年サンデー」連載中の同名漫画をドラマ化した『古見さんは、コミュ症です。』を増田貴久（NEWS）の主演で放送開始（全8話、 - 11月1日）。増田は男子高校生役を演じる。また対人コミュニケーションが苦手な女性役を池田エライザが演じる[562]。
- 8日（7日深夜） - 【近畿広域圏】毎日放送「ドラマイズム」枠（TBSでも放送）9月期作品として、うどんチェーンの新店長を務める若者を描いた『トーキョー製麺所』を放送開始（全6話、 - 10月13日(12日深夜)）。主役の店長役に地上波連続ドラマ初主演となる吉野北人（THE RAMPAGE）を起用。共演に柳俊太郎、奥野壮、秋田汐梨、江上敬子（ニッチェ）ら[563][564]。
- 14日 - 関西テレビ制作・フジテレビ系「火9」枠『彼女はキレイだった』は、この日最終回の一部分を生放送[565][566]。
- 15日 - 日本テレビ系「水曜ドラマ」枠『ハコヅメ〜たたかう!交番女子〜』（7月7日 - 、全9話[注 38]）は、この日最終回を10分拡大して放送（22時 - 23時10分）[567]。
- 16日
  - （15日深夜） - テレビ東京系「水ドラ25」枠で、『東京放置食堂』を放送開始（全8話、 - 11月4日(3日深夜)）。東京都・大島を舞台に、主人公が現実逃避のために訪れた食堂で、そこの若い店主と島名物のくさやを通して、第二の人生の扉を開いていく姿を描く。曲がったことが大嫌いで初志貫徹な性格の持ち主で、裁判官として多くの被告人を裁き更生させてきたが仕事に疲れ退官し、「究極の現実逃避」の流れの中で大島を訪れる主人公・真野日出子（まの・ひでこ）役を、連ドラ初主演となる片桐はいりが演じる。共演として、日出子が訪れる食堂「風待屋」を営む若い店主・小宮山渚（こみやま・なぎさ）を工藤綾乃、島民役に与座よしあき、松川尚瑠輝、梅垣義明が出演[568][569]。
  - 【賞】民放連主催の「2021年日本民間放送連盟賞」が発表され、テレビドラマ部門は福島中央テレビ（中テレ、日本テレビ系）の『浜の朝日の嘘つきどもと』（2020年10月30日放送）が最優秀賞を受賞。また、優秀賞には日本テレビ系「土曜ドラマ」4月期の『コントが始まる』、BSテレ東「土曜ドラマ9」1月期の『ナイルパーチの女子会』、東海テレビ制作・フジテレビ系「オトナの土ドラ」枠の『その女、ジルバ』、関西テレビ制作・フジテレビ系「火9」枠4月期の『大豆田とわ子と三人の元夫』、テレビ大阪・BSテレ東「真夜中ドラマ」枠の『名建築で昼食を』（2020年8月15日 - 10月18日）がそれぞれ選出された。また、グランプリは11月9日に執り行われた民間放送全国大会にて発表された（11月9日を参照）[570]。
- 17日
  - （16日深夜） - 【近畿広域圏】毎日放送「ドラマ特区」枠にて、一井かずみの同名漫画を原作とした『どうせもう逃げられない』を放送開始（全9話、 - 11月12日(11日深夜)）[571]。チャラくていい加減そうに見えるデザイン会社社長の主人公・向坂拓己（さきさか・たくみ）役を白洲迅、その会社にアルバイトとして採用され、不器用なくらい真っすぐな女子・野田蔵なほ（のだくら・なほ）役を横田真悠がそれぞれ演じる[572]。
  - NHK総合「ドラマ10」枠にて、オダギリジョーが自身初の脚本・演出を手掛け[573]、警察犬係の主人公と、その相棒の警察犬とで事件に挑む姿と同時に、謎めいた町で繰り広げられる様々な人間模様が描かれる内容のオリジナル作品『オリバーな犬、 (Gosh!!) このヤロウ』を放送開始（全3回、 - 10月1日）。主人公で、鑑識課警察犬係に属する警察官・青葉一平（あおば・いっぺい）役を、池松壮亮が演じる[574][575][576]。更にオダギリ自身も、主人公の青葉一平と視聴者にだけ犬の着ぐるみ姿の「おじさん」に見える、自身初となる犬（警察犬・オリバー）役で出演[577]。
- 18日 - 【訃報】昭和時代の上方演芸で一世を風靡した夫婦漫才コンビ「正司敏江・玲児」のメンバーとして夫の正司玲児（2010年没）と共に寄席のみならず、テレビ・ラジオなどで幅広く活躍し、テレビドラマではTBS系「水曜劇場」『時間ですよ』（第2シリーズ、1971年 - 1972年）に夫婦揃ってレギュラー出演した経歴を持つ漫才師で晩年はピン芸人として活動した正司敏江（本名：及川キミコ）がこの日未明、大阪市内の病院で脳梗塞のため死去（80歳没）[578]。
- 19日・26日 - 日本テレビ系でSPドラマ『バンクオーバー!〜史上最弱の強盗〜』を放送（全2回。19日は22時30分 - 23時25分、26日は23時 - 23時55分にそれぞれ放送）。間宮祥太朗の主演、上白石萌歌らの共演[579]。
- 21日 - 【時代劇・BS】BS朝日（2K・4K）で、2017年から続く海老沢泰久の短編小説を原作に、水谷豊扮する隠居した旗本「日向半兵衛」が悪を成敗する人気シリーズ時代劇の第5弾『無用庵隠居修行5』を放送（20時 - 21時54分）。今回も半兵衛の用人役で岸部一徳、またおてんば娘役で檀れいが共演。他に武田真治、友近、池間夏海らが出演[580][581]。
- 22日 - テレビ朝日系ではこの日SPドラマとして、2018年2月に「日曜ワイド」枠で放送した『欠点だらけの刑事』の新作・第2弾を放送（20時 - 21時48分）[582]。前回の第1弾から引き続いて、潔癖で神経質、こだわりが強く人間嫌い、トラウマだらけの臆病者、自分に興味のないことには一切無関心という欠点ばかりの主人公・百野冬美男を小日向文世が演じた。第1弾で百野のパートナーだった万城目千鶴役の森口瑤子も出演するが、万城目の刑事課長昇進に伴い、新たなパートナー役として工藤阿須加が出演。森口・工藤以外の共演に原沙知絵ら[583][584]。
- 23日（22日深夜）・24日（23日深夜） - 【朝ドラ】NHK総合でこの両日、27日からの『おかえりモネ』第3部となる気仙沼編の放送を前に[585]、第2部・東京編（第10週「気象予報は誰のため?」 - 第18週「伝えたい守りたい」に相当）の土曜日のダイジェスト版を一挙再放送（23日は2時12分 - 3時27分・第10 - 14週、24日は2時3分 - 3時3分・第15 - 18週。）[586][587]。
- 24日 - 【訃報】1972年に東映と読売テレビが制作し、日本テレビ系で放送された特撮テレビドラマ『超人バロム・1』の原作者である漫画家（劇画家）のさいとう・たかを（本名：齊藤隆夫）がこの日膵臓がんのため死去（84歳没）。訃報は29日に小学館「ビッグコミック」編集部とさいとう・プロダクションが公式サイトで発表した[588]。
- 25日 - NHK総合「土曜ドラマ」枠で、大門剛明原作の同名ミステリー小説をドラマ化した『正義の天秤』をNHKのドラマ初主演となる亀梨和也（KAT-TUN）により放送開始（全5話、 - 10月23日）。亀梨は元外科医の天才弁護士役を演じる[589]。共演に奈緒、北山宏光（Kis-My-Ft2）、大政絢、佐戸井けん太ら[590]。また10月23日の最終回には少女誘拐殺人事件の犯人役で千葉雄大がゲスト出演[591]。
- 27日 - 【特番】フジテレビ系にてこの日21時より、改編期恒例の『FNSドラマ対抗 お宝映像アワード』を放送（21時 - 22時48分）。今回も司会をバナナマン（設楽統・日村勇紀）、永島優美（フジテレビアナウンサー）が、審査員を高橋英樹、高橋ひかる、見取り図がそれぞれ務めた[592]。→3月29日の出来事も参照
- 29日 - テレビ朝日系ではこの日SPドラマとして、2020年5月に「日曜プライム」枠で放送した『家栽の人』の新作・第2弾を放送（20時 - 21時48分）[注 39][593]。前作に続いて、主人公・桑田義雄役を船越英一郎が務め、家庭裁判所のメンバーを演じた足立梨花、堀井新太、山中崇、佐藤仁美、森下能幸、角野卓造らも引き続き出演。今回のゲスト共演者として観月ありさ、水沢林太郎、丘みつ子らが登場[594]。
- 30日 - 【訃報】1959年のフジテレビ開局とともに入社、同局ディレクター時代にハナ肇とクレージーキャッツ出演の『おとなの漫画』や音楽番組『ザ・ヒットパレード』などの制作に携わり、作曲家としては「亜麻色の髪の乙女」（ヴィレッジ・シンガーズ）や「僕のマリー」「君だけに愛を」「銀河のロマンス/花の首飾り」（ザ・タイガース）などのヒット曲を世に送り出し、テレビドラマでは、円谷プロ製作「ウルトラシリーズ」第4作『帰ってきたウルトラマン』（TBS系、1971年4月 - 1972年3月、全51話）の同名主題歌（歌：団次郎（現・団時朗）[注 40]）を手掛けた作曲家で2020年度文化功労者のすぎやまこういち（本名・椙山浩一）がこの日、敗血症性ショックのため死去（90歳没）。訃報は10月7日に、BGMを手掛けたコンピュータゲーム『ドラゴンクエストシリーズ』の発売元であるスクウェア・エニックスの公式HPで公表された[595][596]。
- 月内 - いずれも【訃報】
  - フジテレビ系で田村正和主演で放送された『古畑任三郎』シリーズや『世にも奇妙な物語』、米倉涼子主演でいずれもテレビ朝日系で放送された『ドクターX〜外科医・大門未知子〜』『交渉人〜THE NEGOTIATOR〜』『黒革の手帖』などテレビドラマの演出を数多く手掛け、2010年には同じく米倉主演の映画『交渉人 THE MOVIE タイムリミット高度10,000mの頭脳戦』の監督も務めた松田秀知が死去（71歳没）。訃報は10月18日に判明した[597]。
  - クラシックスタイルの音楽ユニット「上田知華＋KARYOBIN」（1978年 - 1982年）のメンバーで、解散後はソロシンガーとしてフジテレビ系「木曜劇場」『ヴァンサンカン・結婚』（1991年）の主題歌「I WILL」を歌唱、また日本テレビ系『水曜グランドロマン』（1988年 - 1991年）の「瞳がほほえむから」（歌：今井美樹）やTBS系「金曜ドラマ」『あしたがあるから』（1991年）の「PIECE OF MY WISH」（同[注 41]）などのドラマ主題歌を制作するなど楽曲提供でも活躍したシンガーソングライターの上田知華（本名：植田知華子）が膵臓癌のため死去（64歳没）。訃報は翌2022年4月27日に、朝日新聞の報道により明らかにされた[598]。

### 10月
- 3日
  - （2日深夜）
    - 【BS・大阪府】BSテレ東（2K・4K）制作・テレビ大阪「真夜中ドラマ」枠10月期作品として、こもとも子原作（芳文社「週刊漫画TIMES」連載）漫画『ごほうびごはん』を同名タイトルでドラマ化（全12話、 - 12月19日(18日深夜)）。本作では鹿目けい子、ニシオカ・ト・ニール、いとう菜のはが脚本を、金澤友也、苗代祐史、柿原利幸が監督（演出）をそれぞれ担当、主演に桜井日奈子を起用[599][600]。
    - 【埼玉県】テレビ埼玉（テレ玉、独立局）ではこの日SPドラマとして『メディウムダイバー』を放送（1時30分 - 2時30分）。谷口めぐ（AKB48）主演、青海ひな乃（SKE48）らの共演[601]。

  - 【近畿広域圏】朝日放送テレビ
    - 「ドラマL」（テレビ朝日でも放送）枠10月期作品として、電子コミックサイト「めちゃコミック」で1,500万ダウンロードを突破した萩原ケイクの同名漫画を原作とする『それでも愛を誓いますか?』を放送開始（全10話、 - 12月12日）。子どもを持たない女性の悩みといった視点が描かれ、「子どもを産むリミット」や、「夫に養われ自立できない不安」、「30代の再就職」、「途切れない夫婦の営みへの憧れ」などといった“35歳の壁”に直面する主人公の主婦・純須純（すみす・じゅん）役を、地上波の連続ドラマ初主演となる松本まりかが務める[602][603]。
    - 「ドラマ+」枠10月期作品として、元ヤクザの小説家：沖田臥竜の小説『ムショぼけ』を同名タイトルでドラマ化（全10話、 - 12月12日）。本作ではアベラヒデノブ・澤口明宏・逢坂元の3名がそれぞれ脚本・演出（監督）を務め、生涯初の連続ドラマ主演となる北村有起哉が刑務所帰りで社会環境の変化についていけない主人公（元ヤクザ）を演じる[604][605]。

  - 【BS】WOWOW「日曜連続ドラマW」枠にて、“開局30周年記念”と銘打って宮部みゆきの同名ミステリー小説をテレビドラマ化した『ソロモンの偽証』を放送開始（全8話、 - 11月21日）。本作の演出（監督）を権野元、脚本を篠﨑絵里子がそれぞれ担当、主演には連続ドラマ初主演となる上白石萌歌を起用[606][607]。共演に山本舞香、宮沢氷魚ら[608]。
- 4日 - フジテレビ系「月9」枠10月期作品として、横幕智裕／モリタイシの医療漫画作品『ラジエーションハウス』を原作とした『ラジエーションハウスII〜放射線科の診断レポート〜』を放送開始（全11話、 - 12月13日）。本作は2019年4月期「月9」枠で放送された作品の続編で、主演は前作に引き続き窪田正孝が務め、その他の主要キャストである本田翼、広瀬アリス、浜野謙太らも前作から続投する[609][610]。
- 6日
  - 日本テレビ系「水曜ドラマ」枠10月期作品として、うおやまのWEB漫画『ヤンキー君と白杖ガール』を原作とする『恋です! 〜ヤンキー君と白杖ガール〜』を放送開始（全10話、 - 12月15日）[611]。弱視の女子盲学校生と不良少年の恋物語を描く本作の脚本を松田裕子が担当、主演には同系ドラマ初出演となる杉咲花を起用[612][613]。
  - 【健康問題】ホリ・エージェンシーはこの日、同社所属の女優・谷村美月が持病の呼吸器疾患を起因とするパニック発作を発症したとして、暫くの間芸能活動を休止することを発表[614]。
- 7日
  - （6日深夜）
    - 日本テレビ系「木曜未明の深夜ドラマ」（水曜深夜）枠にて、『あいつが上手で下手が僕で』を放送開始（全8話、 - 11月25日(24日深夜)）。お笑いライブハウスを舞台に、相方や仲間たちとブレイクを目指して奮闘する姿を描く。主演を荒牧慶彦が務める。共演に崎山つばさ、和田雅成、鳥越裕貴、陳内将、梅津瑞樹、橋本祥平、田中涼星ら。系列局では、読売テレビが10日（9日深夜）から11月28日（27日深夜）まで、日曜0時58分 - 1時28分（土曜深夜）で時差ネットした[615]。
    - テレビ東京系
      - 「ドラマParavi」枠は、この日より放送時間を10分繰り上げ、0時30分 - 1時での放送枠に移行[616]。同枠10月期作品として、円城寺マキの同名漫画（小学館）をテレビドラマ化した『つまり好きって言いたいんだけど、』を放送開始（全12話、 - 12月23日(22日深夜)）。本作は小学校講師から芸能事務所マネージャーに転職した女性と担当俳優との禁断の恋愛を梅田みかの脚本で描くものでテレビ東京とTBSスパークルが制作し、大原櫻子が主演を務め、櫻井海音が相手役を務める[617][618]。
      - 「水ドラ25」枠は、この日の『東京放置食堂』第4話放送分より放送時間を10分繰り上げ、1時 - 1時30分での放送枠に移行[616]。

  - 【岩手県】NHK盛岡放送局の総合テレビでは、この日「国際SDGsキャンペーン メッセージ・ムービー・プロジェクト シーズン2」の一環として『シシが舞うとき』を放送（18時10分 - 18時59分）。日本の伝統芸能の一つで、東北地方に伝わる郷土芸能「シシ踊り」を題材としたショートストーリーを通し、持続可能な世界を目指すために掲げた「SDGs」の目標の一つでもある「陸の豊かさも守ろう」に関して、国内もさることながら、世界へと発信していくことを目指すものとなっている。主人公・佐々木玄司役には、現在の玄司役を竜雷太が、駆け出し猟師時代の玄司を前田旺志郎がそれぞれ演じる。共演は玄司の孫・佐々木美優役に豊嶋花が出演。11月11日・18日には全国の総合テレビでもミニドラマとして放送された[619]。
  - テレビ朝日系では、この日『ドクターX〜外科医・大門未知子〜』の第7シリーズ放送に先駆ける形として、同作のスピンオフ作品で勝村政信主演による『ドクターY〜外科医・加地秀樹〜』の第6弾を放送（20時 - 21時54分）[620][621][622]。今回は主人公の加地が老化から得意だった腹腔鏡手術をことごとく失敗し、あげくの果てには離島にある分院の院長就任を打診されるところから物語が展開される。共演に遠藤憲一、内田有紀、満島真之介、武田玲奈、風吹ジュンら[623]。
  - 読売テレビ制作・日本テレビ系「モクドラF」10月期作品として、“24時間365日、とにかくツイていない女3人の人間模様”を描くコメディドラマ『アンラッキーガール!』を放送開始（全10話、 - 12月9日）。本作主演には福原遥を起用、バカリズムがナレーション（語り）を務める[624][625]。
- 8日
  - （7日深夜）テレビ東京系「木ドラ24」枠10月期作品として西森博之の週刊少年サンデー連載作品の同名漫画をテレビドラマ化した『お茶にごす。』を放送開始（全12話、 - 12月24日(23日深夜)）。本作では脚本を加藤拓也と幸修司が、演出（監督）を古澤健と髙士浩二がそれぞれ担当し、主演には鈴木伸之（劇団EXLIE）を起用、共演に瀬戸利樹、萩原みのり、久間田琳加ら[626][627][628]。なおこれに先立ち、3月5日からAmazonプライム・ビデオで全話を先行配信した[628]。
  - 【BS】WOWOWプライムにて、過去にアニメ化もされた漫画『キン肉マン』の原作者・ゆでたまご企画協力による、同名漫画の実写映画を巡って起きる騒動を描いたドラマ『キン肉マン THE LOST LEGEND』を放送開始（全10話、 - 12月10日）[629]。主演は眞栄田郷敦で[630]、共演には玉城ティナ、綾野剛らのほか、映画監督の園子温も出演、キャスト全員が本人役で登場した。
  - 【映画】日本テレビ系『金曜ロードショー』にて、西森博之の不良漫画を原作とし、2018年10月期「日曜ドラマ」で放送された作品[注 42]の劇場映画版で、2020年に公開された『今日から俺は!!劇場版』（福田雄一監督、主演：賀来賢人・伊藤健太郎）を地上波初放送（21時 - 23時19分）[631]。
- 9日
  - （8日深夜）
    - テレビ東京系
      - 「ドラマ24」枠10月期作品として、益田ミリの同名漫画を原作とする『スナック キズツキ』を放送開始（全12話、 - 12月25日(24日深夜)）。酒・アルコールを一切置いていないスナックを舞台に、家庭や職場・恋愛で傷付いた人を迎え入れるスナックの店主で主人公・トウコ役を、同局系のドラマに初出演で初主演となる原田知世が演じる[632][633]。
      - 「ドラマ25」枠10月期作品として、2020年7月期に「水ドラ25」枠で放送された『おしゃ家ソムリエおしゃ子!』の続編・シーズン2となる『おしゃ家ソムリエおしゃ子!2』を放送開始（全12話、 - 12月25日(24日深夜)）。前作に続き主人公のイエーガー・おしゃ子を矢作穂香が演じる。共演も富田望生、MEGUMI、岩崎う大（かもめんたる、本作の脚本・監督も担当）らが続投。今作からの新キャストとして曽田陵介、今井翼が加入し、前作でおしゃ子のボディーガード役だった市原隼人も特別出演[634][635]。

  - テレビ朝日系
    - 「土曜ナイトドラマ」枠が、この日より4か月ぶりに再開。再開後最初並びに同枠10月期作品として、ABEMAとの共同制作作品『言霊荘』を放送開始（全10話[注 43]、 - 12月18日）[636]。主演は同局ドラマ初主演となる西野七瀬が務める。共演に永山絢斗、内藤理沙、斉藤由貴ら[637][638][639]。更にマンションの住人となる6人の女性として、三吉彩花、中村ゆりか、堀田真由、森田望智、石井杏奈、内田理央も出演。この6人の出演に関しては、9月4日にオンライン配信で開催された『第33回東京ガールズコレクション2021 AUTUMN/WINTER』のステージ上で発表された[640]。
    - 「オシドラサタデー」枠は、「土曜ナイトドラマ」枠再開に伴い、放送時間を再度30分縮小し23時30分 - 翌0時に戻る。同枠10月期作品として、「別冊マーガレット」（集英社）掲載漫画作品『消えた初恋』（原作：ひねくれ渡、作画：アルコ）をドラマ化して放送開始（全10話[注 44]、 - 12月18日）。主演は道枝駿佑（なにわ男子）と目黒蓮（Snow man）の2名が務め、高校の同級生役を演じる[641][642]。

  - 東海テレビ制作・フジテレビ系「オトナの土ドラ」は、この日から放送枠名称を「土ドラ」に改称。改称後最初並びに同枠10月期作品として、神尾楓珠主演による学園ドラマ『顔だけ先生』を放送開始（全11話、 - 12月18日）。共演は貫地谷しほりら[643]。
- 10日
  - TBS系「日曜劇場」枠10月期作品として、小松左京原作の有名SF小説『日本沈没』をテレビドラマ化し、タイトルを『日本沈没-希望のひと-』と題して小栗旬の主演で放送開始（全9話、 - 12月12日）[644]。共演に松山ケンイチ、杏、仲村トオル、香川照之ら[645]。初回は25分拡大（21時 - 22時19分）[644]。
  - 日本テレビ系「日曜ドラマ」枠10月期作品として、秋元康が企画・原案を担当するミステリー作品『真犯人フラグ』を放送開始（全20話[注 45]、2クール放送、 - 2022年3月13日）[646]。本作では同局ドラマ初主演となる西島秀俊が家族に失踪された男を演じ、その妻役に宮沢りえ、西島と共に行方不明の家族を追跡する部下役に芳根京子をそれぞれ起用。また本作は2022年3月までの2クール（半年間）放映作品となる[647][648][649]。
- 11日 - テレビ東京系「ドラマプレミア23」枠10月期作品として、秋元康が企画・原作を務めるオリジナル作品『じゃない方の彼女』を放送開始（全12話、 - 12月27日）。ごくごく普通の人生を送ってきた妻子ある大学准教授で、その大学に通う教え子との偶然の出会いが連続したことで、心引かれてしまう主人公・小谷雅也（こたに・まさや）役を濱田岳が演じる[650][649]。
- 12日（11日深夜）
  - TBS系火曜（月曜深夜）から金曜（木曜深夜）に同局史上初の深夜帯ドラマ枠「よるおびドラマ」（0時40分 - 0時55分）を新設。第1弾は秋元康の企画・原案、徳尾浩司による完全オリジナル脚本の青春群像ラブストーリー『この初恋はフィクションです』を放送開始（全40回、 - 12月17日(16日深夜)）[651]。毎週金曜日にはYouTubeでもその週の放送回が一挙配信される[652][649]。そして、4月より放送中の公開オーディション番組『私が女優になる日_』出演者から本作主演として飯沼愛が抜擢起用されることになった[653][651]。共演に飯塚悟志（東京03）ら[654]。
  - 日本テレビ系「シンドラ」枠10月期作品として、板羽皆原作の同名漫画をテレビドラマ化した『サムライカアサン』を城島茂（TOKIO）の主演により放送開始（全10話、 - 12月14日(13日深夜)）。城島は激ウザな大阪のオカン「伊佐木よい子（いさぎ・よいこ）」役を演じる。城島にとっては50代最初、そして4月の「株式会社TOKIO」設立後初のドラマ出演で主演を演じるのも初めてである[655][656]。共演として、よい子の息子・たけし役に大西風雅（Lil かんさい）、よい子の夫でたけしの父でもあるジョージ役に有野晋哉（よゐこ）、たけしの彼女・小川こずえ役に井頭愛海も登場[657]。
- 13日
  - テレビ朝日系水曜21時枠で、水谷豊主演の人気シリーズドラマ『相棒 season20』を放送開始（全20話、2クール放送、 - 2022年3月23日）。『season14』以降、水谷演じる杉下右京の4代目相棒役・冠城亘を演じる反町隆史の他、川原和久、山中崇史、山西惇、浅利陽介、篠原ゆき子、石坂浩二、杉本哲太、仲間由紀恵、森口瑤子らも前作から引き続き出演[658][659]。初回は15分拡大SP（21時 - 22時9分）として放送し、そのゲスト共演者として元・内閣官房長官の朱雀武比古役で、本田博太郎が17年振りに登場[660][661]。なお、今季を以て反町の最終シリーズとなる[662]。
  - 【訃報】少女小説家として文壇にデビューし、その後大人向け小説へ転向して2001年に第124回直木三十五賞を受賞、自作の『恋愛中毒』が2000年にテレビ朝日系「木曜ドラマ」枠でドラマ化されたことがある小説家の山本文緒（本名：大村暁美）がこの日、膵臓がんのため長野県内の自宅で死去（58歳没）[663]。
- 14日
  - テレビ朝日系
    - 「木曜ミステリー」枠10月期作品として、沢口靖子主演のシリーズドラマ『科捜研の女』のSeason21を放送開始（全18話、2クール放送、 - 2022年4月7日）[664]。共演もこれまで通り内藤剛志、若村麻由美、風間トオル、金田明夫、斉藤暁、渡部秀、山本ひかる、西田健、石井一彰らも続投。昨年に続き今作の放送により、現行のテレビドラマでは、最多長寿シリーズ記録も更新される。初回には、劇場版にも登場した沢口演じる榊マリコの元夫・倉橋拓也役で渡辺いっけいも出演[665][666][667][668]。
    - 「木曜ドラマ」枠10月期作品として、米倉涼子主演のシリーズドラマ『ドクターX〜外科医・大門未知子〜』の第7シリーズを放送開始（全10話、 - 12月16日）。新シリーズでは『100年に一度の感染症大流行（パンデミック）』に揺れる大学病院を舞台とすることから、現在のコロナ禍に苦しむ日本の現状に重なるストーリーとなるという。また米倉以外の主要キャストとなる岸部一徳、西田敏行、勝村政信ら“大門ファミリー”も続投[669]。さらに民放の連ドラ初出演となる野村萬斎が大門の最強の敵となる院長代理兼内科部長「蜂須賀隆太郎」役で出演[670]。その他新キャストに今田美桜、要潤、小籔千豊、杉田かおるら[671]。初回は15分拡大（21時 - 22時9分）[672]。

  - フジテレビ系「木曜劇場」枠10月期作品として、波瀾万丈の人生を歩む電子書籍を手掛けるベンチャー企業の女性社長を描いた『SUPER RICH』を同枠かつゴールデン・プライム帯で放送されるドラマ初主演となる江口のりこにより放送開始（全11話、 - 12月23日）。共演に同局のドラマに5年振りの出演となる松嶋菜々子をはじめ、赤楚衛二、戸次重幸、中村ゆりら。なお江口が発するセリフはすべて関西弁となる。初回は15分拡大（22時8分 - 23時17分）[673][674][675][676][677]。
- 15日
  - テレビ東京系「金曜8時のドラマ」枠10月期作品として、人気漫画を原作に田中圭が天才科学者役に、安田顕が涙もろい熱血刑事役にそれぞれ扮する『らせんの迷宮〜DNA科学捜査〜』を放送開始（全7話、 - 11月26日、初回は20時 - 21時48分の2時間スペシャル）[678][616]。田中がゴールデン帯の連続ドラマで主演を務めるのはこれが初となる[679]。共演に倉科カナ、松坂慶子、渡辺いっけい、中田圭祐ら[678]。当初は、前年4月期作品として放送される予定だったが、コロナの影響により延期され[34][680]、ようやく日の目を見る形となる[681]。
  - NHK総合「ドラマ10」枠にて、『群青領域』を放送開始（全10話、 - 12月24日）。主人公で母国の韓国で超絶的な人気の5人組バンドのメンバーだったが、挫折し日本へやって来た過去を持つキム・ジュニ役を、NHKのドラマ初主演のシム・ウンギョンが演じる[682][683]。
  - TBS系「金曜ドラマ」枠10月期作品として、オリジナル脚本により、吉高由里子が連続殺人事件の重要参考人となる女性社長役を演じる『最愛』を放送開始（全10話、 - 12月17日）[684][685]。
- 16日 - 日本テレビ系「土曜ドラマ」枠10月期作品として、高瀬志帆の漫画を原作とする受験ドラマ『二月の勝者-絶対合格の教室-』を放送開始（全10話、 - 12月18日）[686]。主人公の塾講師役には柳楽優弥を起用[687]、その主人公の元部下役で加藤シゲアキ（NEWS）が出演する[688]。なお当初は、前年7月期作品として放送される予定だったが、コロナの影響により同年4月期（4月11日 - 6月）に放送予定だった『未満警察 ミッドナイトランナー』が7月期（6月27日 - 9月5日）に移動となった関係上押し出される形で延期されたものであり[329]、ようやく日の目を見る形となる[689]。
- 17日
  - 【BS】NHK BSプレミアム・BS4K「プレミアムドラマ」枠にて湊かなえの同名小説を原作とし、2016年・2017年の二度同枠で放送された『山女日記』の第3弾となる『山女日記3』を放送開始（全6回、 - 11月21日）。今作でも主人公・立花柚月役を工藤夕貴が演じる[690]。
  - 【訃報】1957年に当時のラジオ東京[注 46]に入社し、待田京介主演で一世を風靡したテレビ映画『月曜日の男』（1961年 - 1964年、松竹テレビ室・TBS）ではドラマの演出と水原弘（1978年没）が歌唱した同名主題歌の作詩（持統院丈太郎名義）を担当、1966年 - 1968年のTBS・円谷プロダクション制作の特撮ドラマである「ウルトラシリーズ」（第1期）に参加し、『ウルトラマン』（1966年 - 1967年）では最大の敵・バルタン星人の生みの親として知られ、その後も円谷プロダクション出向・木下恵介プロダクション[注 47]に籍を置きながらも、金曜ドラマ枠で放送された『金曜日の妻たちへ』シリーズのプロデューサーを務めるなど、数々の作品で演出家、脚本家[注 48]、映画監督を務めた飯島敏宏がこの日の夜、誤嚥性肺炎のため横浜市内の病院で死去（89歳没）。訃報は翌18日にTBSから発表された[691][692]。
- 18日
  - フジテレビ系でこの日より、関西テレビ制作の火曜21時枠の連続ドラマ枠を月曜22時枠に移動し、新たに「月10ドラマ枠」[注 49]を設置。これにより、同じく同局制作の月曜22時枠（2018年10月より『所JAPAN[注 50]』を放送）と火曜21時枠の放送番組が入れ換わる[693]。この件については7月21日に同局社長の羽牟正一がオンラインで行った会見で正式に発表した[694]。この「月10ドラマ枠」の25年半ぶりの復活となる第1作並びに同枠10月期作品として、関西テレビとトライストーン・ピクチャーズの製作により劇場型ピカレスクロマンドラマ『アバランチ』をこの日より放送開始（全10話、 - 12月20日）。主演には綾野剛を起用[695][696]。共演に木村佳乃、高橋メアリージュン、田中要次、福士蒼汰、千葉雄大ら。初回は15分拡大（22時 - 23時9分）[697]。
- 19日 - TBS系「火曜ドラマ」枠10月期作品として、有生青春の漫画作品『婚姻届に判を捺しただけですが』（祥伝社）を同名タイトルでドラマ化し、放送開始（全10話、 - 12月21日）[698]。本作では脚本を田辺茂範とおかざきさとこの2人が担当し、主演に清野菜名、その相手役に坂口健太郎をそれぞれ起用。その他共演に前野朋哉、倉科カナ、深川麻衣、岡田圭右（ますだおかだ）、田辺誠一ら[699][700]。
- 20日
  - （19日深夜）【近畿広域圏】毎日放送「ドラマイズム」枠10月期作品として、藤田みおの電子コミック『凛子さんはシてみたい』をドラマ化して放送開始（全8話、 - 12月8日(7日深夜)）。本作では倉光泰子が脚本を、椿本慶次郎が演出（監督）を担当、主演は高田夏帆と戸塚祥太（A.B.C-Z）の2名を起用[701][702]。
  - 【島根県・鳥取県】山陰中央テレビでは、水曜20時54分 - 21時に島根県を舞台としたミニドラマ『しまねがドラマになるなんて!』を放送開始（全10話、 - 12月22日）。母親の転勤の都合で、様々な都市を転々としてきたために故郷を持つことなく育ち、自身の将来について悩みつつも、やりたいことを見付け決断していくという島根県に転校してくる主人公の高校生・東京子（あずま・きょうこ）役を田鍋梨々花が演じる。椿原慧、平木幹太、林裕太らの共演[703]。
  - 【訃報】
    - 日本を代表するバレリーナとして知られ、国内外で数々のバレエ劇を上演し、新国立劇場舞踊芸術監督を務めるなど活躍、テレビ創成期の1953年にNHK総合の『子供の時間』の1コーナー「子供の時間 ドラマ」で放送されたバレエドラマ『あさみとはるみ』（1953年8月14日放送）に主演した経歴を持つ舞踊家・振付師の牧阿佐美（本名：福田阿佐美）がこの日、大腸癌のため死去（87歳没）[704][注 51]。
    - 1969年に「人形の家」（弘田三枝子（1947年 - 2020年））で作曲家デビュー[注 52]、翌年に「真夏のあらし」（西郷輝彦）で第12回日本レコード大賞作曲賞を受賞、その後も円谷プロ制作「ウルトラシリーズ」第6作『ウルトラマンタロウ』（TBS系、1973年 - 1974年／武村太郎、少年少女合唱団みずうみ）と第7作『ウルトラマンレオ』（同、1974年 - 1975年、前期（同名）：真夏竜、後期（「戦え! ウルトラマンレオ」）：平野英之、ともにコーラス：少年少女合唱団みずうみ）の主題歌、東宝制作の刑事ドラマ『華麗なる刑事』（フジテレビ系、1977年）のBGMを手掛けたことでも知られる作曲家・編曲家の川口真（本名・川口真弘）がこの日夕方、敗血症のため横浜市青葉区内の病院で死去（83歳没）。訃報は10月25日に明らかになった[706][707]。
- 22日 - テレビ朝日系「金曜ナイトドラマ」枠10月期作品として、マスコミ一家の3人の男たちの人間模様を大石静の脚本で描く『和田家の男たち』を放送開始（全8話、 - 12月10日）。主演は2018年10月期の『僕とシッポと神楽坂』以来、同枠3年振りの出演となる相葉雅紀が務め、相葉演じる主人公の父を佐々木蔵之介、祖父を段田安則がそれぞれ演じる[708][709]。
- 23日
  - テレビ東京系ではこの日、日本の地域創生を目指した番組作りの一環で、「農業」をテーマに制作したSPドラマ『農家のミカタ』を放送（16時 - 16時55分）。群馬県高崎市を舞台に、新たに市役所の農林課に配属され、「日本の農業」の現実を知りながら人間としても成長していく主人公・進藤優弥（しんどう・ゆうや）役を犬飼貴丈が演じた。共演に松村沙友理、マギー、中島歩、高橋ひとみ、杉本哲太ら[710][711]。
  - フジテレビ系「土曜プレミアム」枠にて、年1回恒例のホラーオムニバスドラマ『ほんとにあった怖い話 2021特別編』を放送。今回も稲垣吾郎が「ほん怖クラブ」リーダー（ストーリーテラー）として出演、橋本環奈らが出演の『凶音の誘い』などの話を放送した[712]。
- 25日 - 【朝ドラ・BS】BS12 トゥエルビの月曜19時 - 21時枠にて、2011年度後期作品（NHK大阪局〈BK〉制作、通算第85作）『カーネーション』（渡辺あや作、尾野真千子主演、全151話）をこの日より再放送開始（ - 2022年4月25日）[713]。
- 28日 - 【訃報】1954年に東映入社後、同社京都撮影所長や同社製作部長などを務めて数々の同社映画作品の製作に関わり、テレビドラマでは1979年に放送されたテレビ朝日開局20周年[注 53]記念連続時代劇『赤穂浪士』にて製作の総指揮を執った映画プロデューサーで実業家（東映株式会社元社長・会長）の高岩淡がこの日、京都市内の病院で肺炎のため死去（91歳没）。訃報は11月1日に明らかになった[714]。
- 29日 - 【訃報】1947年に宝塚歌劇団に入団、35期生として当時は若樹苑子（若樹美乃里）の芸名で活動した後、テアトル・エコーへ移籍して俳優へ転身、テレビドラマでは1956年6月5日放映の『偽る女』（NHK総合）などに出演、また『クレクレタコラ』（1973年 - 1974年、フジテレビ系、東宝企画製作）の「タコラ」役、『超電子バイオマン』[注 8]の「ピーボ」役など特撮作品のキャラクターの声を演じ、実生活では声優の阪脩の実妻だった女優・声優の太田淑子（本名：阪淑子）がこの日の夜、心不全のため横浜市内の病院で死去（89歳没）。訃報は11月8日に所属劇団のテアトル・エコーより公表された[715][716]。
- 31日 - 【大河ドラマ】この日放送のNHK総合『青天を衝け』（第33話「論語と算盤」）は、総合テレビでは同日施行の『第49回衆議院議員総選挙』の開票速報のため通常より50分繰り上げ、19時10分 - 19時55分に放送した[717]。

### 11月
- 1日 - 【朝ドラ】NHK大阪放送局制作、連続テレビ小説第105作として『カムカムエヴリバディ』を放送開始（全112回、 - 2022年4月8日）[123][718]。脚本は2007年度後期の『ちりとてちん』以来となる藤本有紀が務め、京都・大阪・岡山と3つの府県を舞台に、昭和から現代まで、ラジオ英語講座と共に歩んだ祖母、母、娘の三世代を描く[719][720]。ヒロインは2020年夏のオーディションを経て史上初めて3人の女優が演じる形を採り、登場順に上白石萌音、深津絵里、川栄李奈の3名を起用[721][722]。物語のキーマンとなる英語講座講師である平川唯一役としてさだまさし（シンガーソングライター）が出演する[723]他、横山エンタツ・花菱アチャコ役で中川家（漫才師）[注 54]、名物ラジオパーソナリティー役で『おはようさん』（1975年後期）以来46年振りの朝ドラ出演となる浜村淳（司会者・ラジオパーソナリティ）もそれぞれ出演[725][726]。また語りを城田優（俳優）が務める[727]。
- 3日 - NHK総合ではこの日、「生理」をテーマにした特集ドラマとトークドキュメント（『ハロー!生理 世界で聞いた5つのストーリー』、22時55分 - 23時15分）を連続して編成[728]。その前者となるSPドラマ『雨の日』を放送（22時 - 22時55分）。主人公でグラビア雑誌のカメラマンに抜擢され、その撮影の日の朝に、雨でPMS（月経前症候群）の症状が悪化してしまう女性カメラマン役をコムアイが、自身初のグラビア雑誌の巻頭で、水着写真を披露するはずが、その撮影途中で突然生理が来てしまうアイドル役を工藤遥がそれぞれ演じた。コムアイ・工藤以外の共演者として室井滋、眞島秀和、成海璃子、後藤剛範、横澤夏子ら[729]。

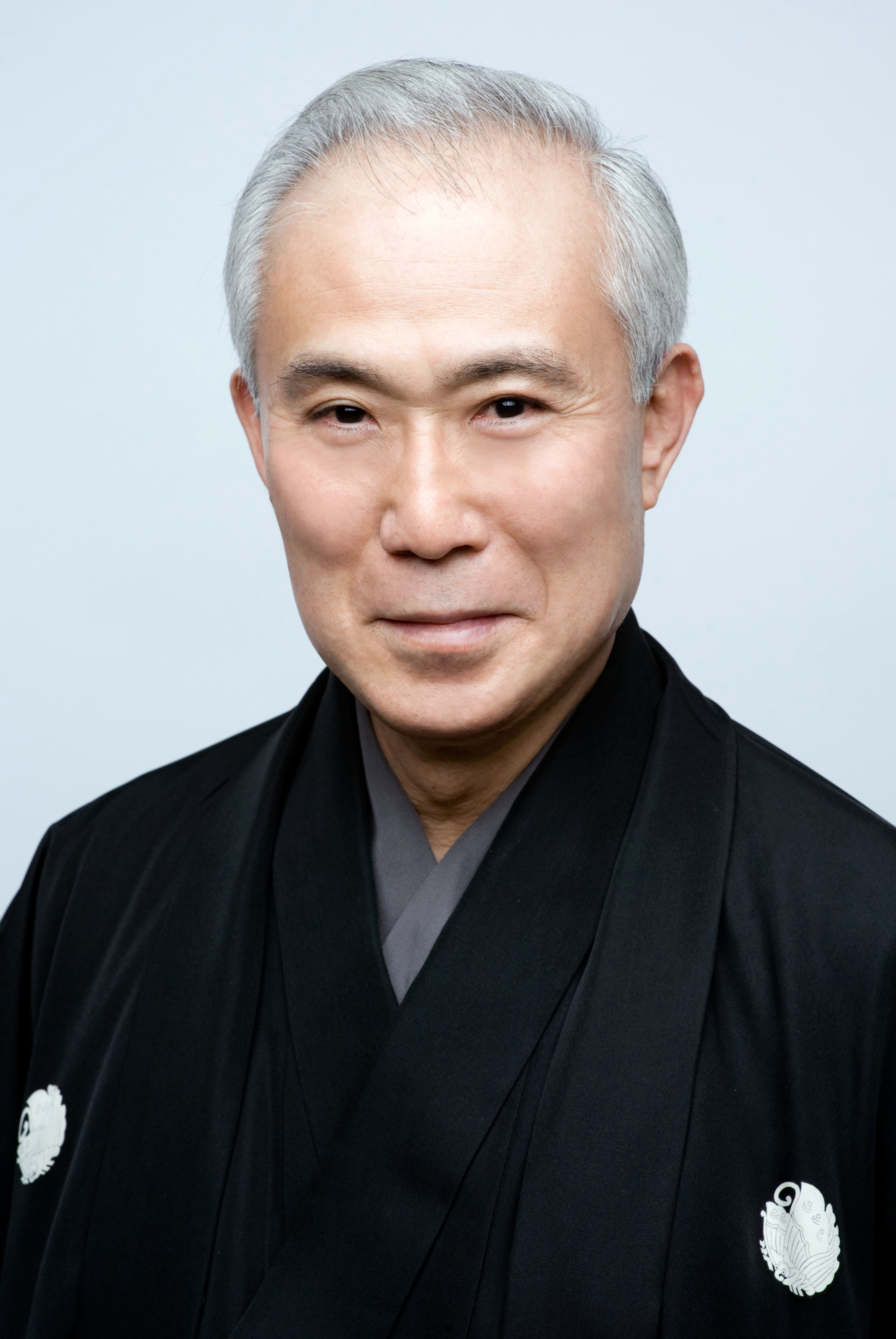
二世中村吉右衛門死去（11月28日、77歳没）

- 5日 - 【時代劇・BS】NHK BSプレミアム・BS4K「BS時代劇」枠にて、冲方丁の歴史小説『剣樹抄（けんじゅしょう）』を原作とした『剣樹抄〜光圀公と俺〜』を放送開始（全8回、 - 12月24日）。若き徳川光圀が、異能の才を持つ少年少女たちの集団を率い、日本最大級の火災である「明暦の大火」を引き起こした防火犯を追い詰めていく物語。主人公・徳川光圀役を山本耕史が演じる。共演として、光圀の妻・泰役を松本穂香、「明暦の大火」を引き起こした火付け一味の首領・錦氷ノ介役を加藤シゲアキ（NEWS）、光圀が慕う仏師・吽慶役を石坂浩二、剣豪の柳生義仙役を舘ひろしがそれぞれ演じる[730][731]。
- 6日
  - NHK
    - 3月にBS4K、4月にBSプレミアムで放送された『流行感冒』が、「東京ドラマアウォード」単発ドラマ部門優秀賞受賞を記念し、総合テレビで地上波初放送（16時45分 - 17時58分）[732]。
    - 前年末から本年の初めにかけてBSプレミアムにて放送された坂口安吾の小説『明治開化 安吾捕物帖』を原作とした福士蒼汰主演の推理時代ドラマ『明治開化 新十郎探偵帖』をこの日より総合テレビ「土曜時代ドラマ」にて放送開始（全8回、 - 2022年1月1日）[733]。
    - 【特撮・特番】BSプレミアムの『全○○大投票』第8弾として、石ノ森章太郎（1998年没）原作・東映製作の特撮シリーズ『仮面ライダーシリーズ』をテーマとした『発表!全仮面ライダー大投票』を22時30分  - 翌0時30分に生放送。今回は同シリーズのテレビ放映開始50周年を記念して、劇場版を含む「作品」「仮面ライダー」「音楽」の3カテゴリ[注 55]から投票を行い、当日の番組内で発表した。また、関連番組として『歴史秘話 仮面ライダーヒストリア』を10月2日[注 56]に放送したほか、10月10日に総合テレビでテレビシリーズ第1作『仮面ライダー』（1971年4月 - 1973年2月、全98話）第1話「怪奇蜘蛛男」を特別再放送[注 57]した[734]。
- 8日
  - NHK総合「よるドラ」枠にて、お笑いコンビ・阿佐ヶ谷姉妹（渡辺江里子・木村美穂）の同名エッセイを原作とした『阿佐ヶ谷姉妹の のほほんふたり暮らし』を放送開始（全7回、 - 12月20日）。阿佐ヶ谷姉妹の姉・渡辺江里子役を木村多江、妹・木村美穂役を安藤玉恵がそれぞれ演じる。いしのようこ、中川大輔、楠見薫、山脇辰哉、宇崎竜童、研ナオコらの共演[735][736]。当初は、前週1日からの開始予定であったが、1週繰り下げられた。
  - 【訃報】井上夢人との共同制作により『岡嶋二人』の筆名で1982年から1989年まで推理作家として活躍、テレビドラマではテレビ朝日系「土曜ワイド劇場」にて放映された『珊瑚色ラプソディ殺人事件 南国の海オクマビーチに消えた女』（1989年4月23日）の原作を手掛け、井上とのコンビ解消後は『田奈純一』名義で放送作家としても活躍した小説家の徳山諄一がこの日死去（78歳没）。訃報は14日に元相棒の井上が自身のTwitterにて公表した[737]。

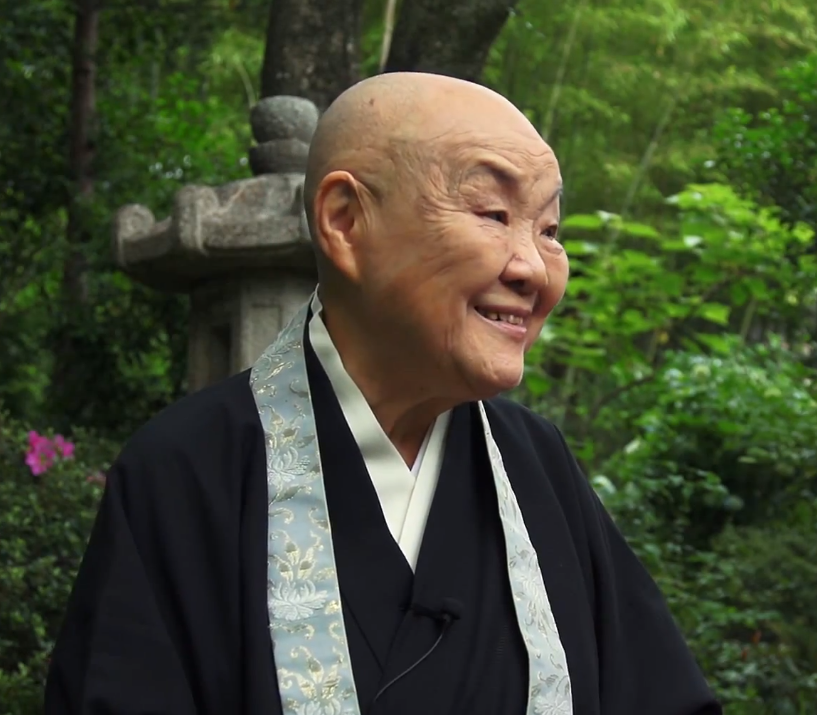
瀬戸内寂聴死去（11月9日、99歳没。写真は2012年6月撮影）

- 9日 - 【訃報】1957年に小説家「瀬戸内晴美」として文壇にデビューし、小説家の田村俊子の伝記小説『田村俊子』を始めとする数々の作品を発表、テレビドラマではNET（現テレビ朝日系）「ポーラ名作劇場」枠にて1968年に放映された『ぎんぎんぎらぎら』（主演：岩下志麻）の原作を手掛け、1973年に仏門に入り天台宗の僧侶となってからも作家との二足のわらじで活動し、2006年には文化勲章受章者となった小説家・僧侶の瀬戸内寂聴（俗名：瀬戸内晴美）がこの日、京都市内の病院で心不全のため死去（99歳没）。訃報は11日に明らかになった[738]。
- 11日
  - （10日深夜）テレビ東京系「水ドラ25」枠で、林達永原作・李惠成作画の同名漫画を原作とした『JKからやり直すシルバープラン』を放送開始（全8話、 - 12月30日(29日深夜)）。バブル期にその富と権力の絶頂を極め、ほしいままにしてきた傲慢なお嬢様が、バブル崩壊と同じくその栄華も崩壊。いつしか孤独な中年ホームレスになったある日、不良少年に石を投げつけられたことで気を失い、目覚めると高校時代にタイムリープし、そこからから再び人生をやり直していくという主人公・二ノ宮小百合（にのみや・さゆり）役を鈴木ゆうかが、もう一人の主人公で、小百合の高校の同級生・尾上慎二（おがみ・しんじ）役を小宮璃央がそれぞれ演じる[739][740]。
  - テレビ朝日系「木曜ドラマ」枠『ドクターX〜外科医・大門未知子〜』（第7シリーズ）は、この日第5話を放送。ゲスト共演者の一人として、今シリーズの主題歌「阿修羅ちゃん」を担当するAdo（歌手）が、音声のみで出演した[741]。
- 13日 - 【訃報】世界的衣装デザイナーで、黒澤明（1998年没）監督の映画『乱』（1985年、日本・フランス合作）の劇中衣裳により日本人女性初のアカデミー賞（衣裳デザイン賞）を受賞[742]、テレビドラマではTBS系正月新春スペシャルドラマ『里見八犬伝』（2006年1月2日・3日放送）のコスチューム・デザインを手掛け、実生活では和田勉（元NHKディレクター・演出家・タレント。2011年没）の妻として知られたワダ・エミ（本名：和田惠美子）がこの日死去（84歳没）。訃報は21日に明らかにされた[743]。
- 15日 - 【訃報】1960年代にタレントとして壽屋（現：サントリー）のCM等に出演、1969年に日本テレビ音楽（NTV-M）に入社し、同社社員として『太陽にほえろ!』や『傷だらけの天使』、『火曜サスペンス劇場』などの日本テレビ制作のテレビドラマの音楽に関わり、NTV-Mから独立した後は実業家・音楽プロデューサーとして多岐にわたる活動をしていた音楽プロデューサーの飯田則子が死去（77歳没）。訃報は22日に明らかになった。飯田はこの日、東京都内の自宅で倒れているところを発見され救急搬送されていた[744]。
- 19日（18日深夜）- 【近畿広域圏】毎日放送「ドラマ特区」枠で、凪良ゆうの同名小説を原作とした『美しい彼』を放送開始（全6話、 - 12月24日(23日深夜)）。主人公の二人である平良一成（ひら・かずなり）役を萩原利久が、清居奏（きよい・そう）役を八木勇征（FANTASTICS from EXILE TRIBE）がそれぞれ演じる[745]。
- 20日
  - テレビ東京系で、昨年10月に単発放送された久住昌之・安倍吉俊原作で電子レンタルサイトで掲載中の『こどものグルメ』の第2弾を放送（16時 - 16時55分）。主人公の小学4年生・蓬野杏（よもぎの・あん）役を昨年に引き続き石井心咲が演じた他、千葉新、遊井亮子、和田聰宏らが出演した[746]。
  - 【BS】WOWOWプライム土曜22時30分枠にて「ビッグコミックオリジナル」で、2018年から連載されている香川まさひと原作・月島冬二作画による青年漫画『前科者』を原作とした『前科者 - 新米保護司・阿川佳代 -』と題して、この日より放送開始（全6話、 - 12月25日）。同ドラマは、翌2022年1月28日に公開の原作と同名の映画『前科者』に先駆けての放送にもなる[747]。主人公でコンビニのアルバイトで生計を立てながら、刑務所の仮釈放者や少年院の仮退院者らといった保護観察処分を受けた人たちの更生を助け・支援する無給の国家公務員の保護司の仕事もする阿川佳代（あがわ・かよ）役を、有村架純が演じる。共演及び「前科者」の3人として、斉藤みどり役を石橋静河、石川二朗役を大東駿介、田村多実子役を古川琴音がそれぞれ演じる[748][749]。
  - 【訃報】1950年代より東京放送劇団に参加して俳優として活動し、NHKにおいて、大河ドラマ第2作『赤穂浪士』（1964年）や同第6作『竜馬がゆく』（1968年）に出演、海外テレビドラマ『カートライト兄弟』（1991年、BS2）では新録版のマイケル・ランドンの吹き替えを担当、また1990年度 - 2001年度[注 58]に連続テレビ小説の初代[注 59]副音声解説を務めるなど多岐に亘り出演した俳優・声優の関根信昭がこの日、脳幹梗塞による臓器不全のため死去（87歳没）。訃報は25日に所属していた81プロデュースから公表された[750][751]。
- 22日 - いずれも【訃報】
  - 放送作家から作詩家として「神田川」（南こうせつとかぐや姫）や「微笑がえし」（キャンディーズ）など数々の作品を発表、テレビドラマではTBS系『あこがれ共同隊』（1975年）の主題歌「風の街」（作曲：吉田拓郎、歌唱：山田パンダ）の作詩を手掛けた喜多條忠（第8代日本作詩家協会会長）がこの日、肺がんのため死去（74歳没）。訃報は葬儀を行った後の30日に公表された[752]。
  - サントリーミステリー大賞受賞作『時の渚』（2001年）などの推理小説や大藪春彦賞受賞作『太平洋の薔薇』（2003年）などの冒険小説を手掛け、寺島進主演の警察ドラマ『駐在刑事』シリーズ（テレビ東京系）の原作者としても知られる作家の笹本稜平がこの日、急性心筋梗塞のため死去（70歳没）。訃報は年明けの2022年1月14日[注 60]に公表された[753]。
- 23日 - 【訃報】NHK大河ドラマ『新・平家物語』（1972年）や『峠の群像』（1982年）、また『暴れん坊将軍』（テレビ朝日系）や『太陽にほえろ!』（日本テレビ系）など時代劇・現代劇問わずあらゆるテレビドラマに出演していた穂高稔（本名・兼田儀明）がこの日夕方、心不全のため死去（94歳没）。訃報は12月1日に所属先である東京俳優生活協同組合（俳協）の公式サイトで公表された[754]。
- 24日 - テレビ朝日系『相棒』で、2014年度放送のSeason 14から7シーズンに亘り「杉下右京」（水谷豊）の第4代相棒「冠城亘」役を務めてきた反町隆史が、Season 20を最後に相棒役を卒業することが、歴代最多となる125回に到達するこの日（第7話放送日）明らかになった。最終出演は2022年3月23日（最終回）[662]。（→2022年3月も参照）
- 26日 - 【訃報】日本を代表するサックス奏者として知られ、2001年上半期に放送されたNHK連続テレビ小説『ちゅらさん』の劇中音楽ではクラリネット・サックス・フルートの演奏を担当した平原まこと（本名・平原智）がこの日未明、胃がんのため死去（69歳没）。訃報は同日夜に次女で歌手の平原綾香の公式サイトで明らかにされた[755]。

- 28日
  - 【BS】
    - NHK BSプレミアム・BS4K「プレミアムドラマ」枠にて『生きて、ふたたび 保護司・深谷善輔』を放送開始（全8回、 - 2022年1月23日）[756]。本作では久松真一のオリジナル脚本により元教師の男が保護司となり、元犯罪者の更生に苦闘する物語を描く。主演は1月に解散した石原プロモーションから独立後、初のドラマ出演となる舘ひろしが務め、共演に浅丘ルリ子、蓮佛美沙子、真矢ミキら[757][758]。
    - WOWOWプライム「日曜連続ドラマW」枠で、原田マハの小説『異邦人（いりびと）』を原作とした『いりびと-異邦人-』を高畑充希の主演で放送開始（全5話、 - 12月26日）。共演に松重豊、風間俊介、SUMIREら[759]。

  - 【訃報】1944年（昭和19年）に歌舞伎役者の初代松本白鸚（1982年没）の次男として誕生、1948年に初舞台を踏み、1966年に母方の祖父である中村吉右衛門の名を二代目として襲名、テレビドラマではNHK総合『武蔵坊弁慶』（1986年）や東京12チャンネル→テレビ東京系『斬り捨て御免!』の花房出雲役、そして1989年からフジテレビ系で主演した池波正太郎原作の『鬼平犯科帳』シリーズでは主役の長谷川平蔵役でその名を高めた歌舞伎役者・俳優の二世中村吉右衛門（本名・波野辰次郎）がこの日夕方、心不全のため東京都内の病院で死去（77歳没）。訃報は12月1日に松竹から発表された。吉右衛門は3月28日に東京都内で心臓発作を起こし救急搬送され、その後療養生活を続けていた[760][761]。
- 30日 - 【BS】BS日テレ（2K・4K）の火曜23時30分 - 翌0時枠にて、船乗りたちの友情をコメディタッチで描く『フレンドシップ』を放送開始（全5話、 - 12月28日）。主人公の瀬戸夕日役を黒羽麻璃央が演じる。共演に田村心、木津つばさら。更に賀屋壮也（かが屋）が、脚本も兼務しながら出演[762]。

### 12月
- 1日 - 【訃報】看護師などを経験した後、『ハートにブルーのワクチン』で、1989年の第3回フジテレビヤングシナリオ大賞を受賞してシナリオ作家へ転身、その後は『白線流し』（1996年 - 2005年、フジテレビ）、『バッケンレコードを超えて』（2012年、北海道文化放送[注 61]）などの作品を発表した脚本家の信本敬子がこの日、食道がんのため死去（57歳没）。訃報は放送作家・脚本家の佐藤大が11日に自身のFacebookにて公表した[763][764]。
- 3日
  - 【特番・近畿広域圏】NHK大阪放送局にて、同局が制作する連続テレビ小説『カムカムエヴリバディ』の関連番組として『クイズ!カムカムエヴリバディ 〜ラジオと英語と日本人〜』を、関西地区の総合テレビで放送（19時57分 - 20時42分）。同ドラマ内で登場し、3人のヒロインにも深く関わってくる『ラジオ英語講座』をクイズで深掘りし、その変遷から、同ドラマの背景となる時代を紐解く内容。解答者として、雉真家の女中役で出演する岡田結実、上白石萌音演ずる初代ヒロインの人生の転機となる進駐軍将校役で出演する村雨辰剛、同ドラマの主題歌「アルデバラン」を歌うAI、天野ひろゆき（キャイ〜ン）が出演。出題者として、ラジオディレクターに扮したウド鈴木（キャイ〜ン）が担当[765][766]。
  - いずれも【訃報】
    - RKB毎日放送劇団入所を皮切りに演劇活動を始め、アニメの声優やテレビ番組のナレーションなどで活躍、テレビドラマではフジテレビ系「東芝土曜劇場」『そこに穴が』（1961年7月8日放送）に出演、また『アクマイザー3』（1975年 - 1976年、NET（現・テレビ朝日）系、東映製作）の「ガブラ」役、『どきんちょ!ネムリン』[注 62]（1984年 - 1985年、フジテレビ系、同）の「ビビアン」役など特撮作品のキャラクターの声を演じた俳優・声優の八奈見乗児（本名：白戸繁満）がこの日死去（90歳没）。訃報は12月14日に所属事務所である青二プロダクションの公式サイトで発表された[767]。
    - 1977年に自ら歌唱しヒット曲となったカネボウ（現・クラシエホールディングス）CMソング「ワインカラーのときめき」や自作小説『尋ね人の時間』で1988年に第99回芥川龍之介賞を受賞、また秋川雅史等が歌唱しヒット曲となった「Do not stand at my grave and weep（千の風になって）」の訳詞・作曲などマルチな活躍で知られ、テレビドラマではNHK松山放送局制作地域発ドラマ『“くたばれ”坊っちゃん』（2016年6月22日、NHK BSプレミアム）の主題歌を手掛けたソングライター・歌手・小説家の新井満（あらい・まん、本名：新井滿）が、誤嚥性肺炎のため北海道函館市内の病院で死去（75歳没）[768]。
- 4日・5日 - テレビ朝日系にて、山崎豊子の同名小説を原作とした『女系家族』を、2夜連続のSPとして放送（両日とも21時 - 22時55分[注 63]）[769]。矢島嘉蔵の愛人・浜田文乃役で宮沢りえ、矢島家の長女・矢島藤代役で寺島しのぶがダブル主演を務めた[770][771][772][773]。他に山本美月、水川あさみ、渡辺えり、伊藤英明、余貴美子、奥田瑛二らが出演[774]。さらに、「矢島商店」の4代目当主・矢島嘉蔵役で役所広司が特別出演[769][775]。
- 5日 
  - 【追悼・CS】CS放送「時代劇専門チャンネル」で、去る11月28日に死去した二世中村吉右衛門（享年77）を追悼し、『鬼平犯科帳』第1シリーズの1・5・16・19話及び第3シリーズ第19話の計5作品を特別放送（12時 - 16時45分）。なおこの日は「スカパー!無料放送の日」にあたり、同チャンネル未契約者でも無料で視聴できた[776]。
  - 【訃報】映画監督であり、いずれも千葉真一主演で関西テレビ制作・フジテレビ系で放送された『柳生一族の陰謀』や『服部半蔵シリーズ』、またテレビ朝日系『暴れん坊将軍』などテレビ時代劇の監督・プロデューサーも務めた牧口雄二がこの日、老衰のため死去（85歳没）。訃報は12月10日に東映が発表した[777][778]。
- 6日 - 【訃報】1969年に電通に入社、1990年代に映像制作会社「C.A.L」に転じてTBS系の『水戸黄門』や『大岡越前』などの作品でチーフ・プロデューサーを務め、後にC.A.L社長や第7代全日本テレビ番組製作社連盟（ATP）理事長を務めたテレビプロデューサーの中尾幸男がこの日、肝臓がんのため死去（75歳没）。訃報は28日に公表された[779]。
- 6日 - 17日 - フジテレビ系平日早朝の報道・情報番組『めざましテレビ』内で、1994年4月の同番組放送開始から28年目にして、初の連続ドラマ企画「めざまし連続ドラマ（略称「めざドラ」）」を放送（7時30分過ぎから、およそ3分弱程度）。その第1弾作品として、今春にYOASOBIと共同で、番組テーマソングの原作小説を一般公募。5000以上の応募作の中から、同番組2021年度テーマソングでもある「もう少しだけ」の誕生にも繋がり、その大賞作品となった千春の同名小説を原作とした『めぐる。』を放送（全10回）。コロナ禍での何気ない日常、見ず知らずの4人が、ある朝『めざましテレビ』の占いを見たことで、「普段はしていないこと」にチャレンジ。ちょっとした優しさが人から人へと繋がっていく中、どこか自分にも優しさが巡ってくる様子を描く。主演を井ノ原快彦が務め、共演に三田佳子、白洲迅、福本莉子ら。ドラマでのテーマ曲もYOASOBIの「もう少しだけ」を採用[780][781]。更なる出演者として同番組メインキャスターの一人・井上清華（同局アナウンサー）も出演[782]。

- 8日 - いずれも【訃報】

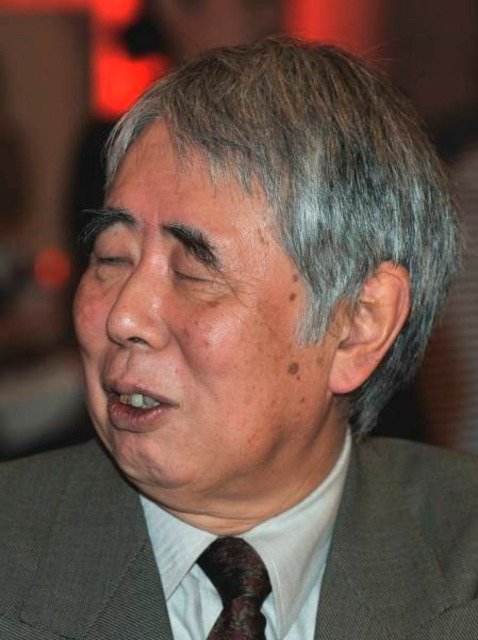
古谷三敏死去（12月8日、85歳没。写真は2019年2月撮影）

  - 手塚治虫（1989年没）や赤塚不二夫（2008年没）のアシスタントを経て独立、毎日新聞「日曜くらぶ」に1975年4月から2020年9月まで連載され、1983年から1984年までフジテレビ系「月曜ドラマランド」にて坂口良子（2013年没）主演でドラマ化された『ぐうたらママ』（テレパック制作）の原作者として知られ、1985年に発表した『BARレモン・ハート』（双葉社刊）がBSフジにて度々ドラマ化（中村梅雀主演）された漫画家の古谷三敏がこの日、がんのため死去（85歳没）。訃報は双葉社より13日に公表された[783]。
  - 1963年に作曲家としてデビュー、「霧にむせぶ夜」（黒木憲）、「初恋のひと」（小川知子）など数々の名曲を世に送り出し、テレビドラマでは近藤正臣主演の『斬り抜ける』（1974年、朝日放送・松竹製作、TBS系[注 64]）の主題歌「この愛に生きて」（歌唱：ザ・ブレッスン・フォー）の作曲を担当した作曲家の鈴木淳（本名：藤田順二郎）がこの日、虚血性心不全のため東京都内の自宅で死去（87歳没）。訃報は13日に公表された[784]。
- 10日 - 日本テレビ系では、この日の「金曜ロードショー」枠にて、2019年4・7月期の「日曜ドラマ」で放送された『あなたの番です（以下「連ドラ」）』の映画『あなたの番です 劇場版』（以下「劇場版」）公開と同日に、SPドラマ『劇場版公開記念!「あなたの番です」金曜ロードショー完全新撮スペシャル!』と題して放送。連ドラ・劇場版に引き続いて原田知世と田中圭が主演。同SPドラマ内では、連ドラ放送時に平日朝のワイドショー『スッキリ』内で行っていたドラマ内容の考察を一夜限りで復活。司会の加藤浩次をはじめ、連ドラ放送当時の『スッキリ』MC陣でもあった近藤春菜（ハリセンボン）・水卜麻美（同局アナウンサー）も登場[785]。
- 12日 - TBS系「日曜劇場」枠『日本沈没-希望のひと-』のこの日放送の最終回は、放送時間を69分拡大して21時 - 23時3分の123分スペシャルとして放送[786]。
- 13日・14日・15日・20日・21日・22日 - NHK総合で、前年にも放送された重岡大毅（ジャニーズWEST）主演のミニドラマ『悲熊』のシーズン2を放送（放送時間は全日23時30分 - 23時35分）。共演に黒島結菜、森川葵ら[787][788]。
- 15日（14日深夜） - 【近畿広域圏】毎日放送「ドラマイズム」枠にて、『#居酒屋新幹線』を放送開始（全8話、 - 2022年2月9日(8日深夜)）。出張帰りのサラリーマンが、帰りの新幹線の車中で、「ご当地テイクアウトグルメ」を一人堪能する姿を描く。主人公のサラリーマン役を、グルメドラマ単独初主演となる眞島秀和が務める[789]。
- 18日・25日 - NHK総合「土曜ドラマ」枠で、古内一絵の同名小説を原作とする『風の向こうへ駆け抜けろ』を放送（全2回）。廃業寸前の厩舎で奮闘し、桜花賞を目指す主人公で新人女性騎手・芦原瑞穂（あしはら・みずほ）役を、NHKのドラマ初出演となる平手友梨奈が演じる[790]。他に板垣李光人、降谷建志、奥野壮、石井正則、高橋侃、剛力彩芽、池内博之、玉山鉄二、小沢仁志、大地康雄、奥田瑛二、中村蒼らが共演し[791][792][793]、また日本中央競馬会（JRA）現役騎手の武豊（栗東所属、日本騎手クラブ会長）が本人役で特別出演[794]。
- 18日 - 【訃報】1986年に神田正輝（俳優）・松田聖子（歌手）の長女として誕生、1999年に芸能界デビュー後にはミュージカルを中心に演劇活動を行い、また歌手・声優としてもマルチに活躍し、テレビドラマでは主演作のTBS系『たった一度の雪 〜SAPPORO・1972年〜』（2007年、北海道放送製作）などの作品に出演した俳優・歌手・声優の神田沙也加がこの日、地方巡業公演先の北海道札幌市内で死去（35歳没）。沙也加はミュージカル出演のため同市内にいたが、入り時間になっても会場に姿を見せなかったことから捜索したところ宿泊先のホテルの14階の屋外スペースで倒れているのが見つかり病院に搬送されていた。北海道警札幌方面中央署は事件性はなく、ホテルの高層階から転落したものと見て事故と自殺の両面で捜査している[795]。死因について道警は20日、高所からの転落による外傷性ショックと発表した[796]。
- 19日・26日 - NHK大河ドラマ『青天を衝け』は、19日に第40話を、26日に最終話となる第41話を、それぞれ15分ずつ拡大して放送[797]。
- 23日 - テレビ朝日系ではこの日、前年8月に「日曜プライム」枠で放送した『お花のセンセイ』の続編・第2弾を放送（20時 - 21時48分）。前作に引き続き、主人公の代議士・鳳丸子（おおとり・まるこ）役を沢口靖子が演じる。共演も八嶋智人、梶原善、伊藤修子らも続投[798]。
- 27日 - フジテレビ系にて、志村けん（2020年3月没）の半生をドラマ化した『志村けんとドリフの大爆笑物語』を放送（21時 - 23時3分）。主演の志村役を山田裕貴が務め、また他のザ・ドリフターズのメンバー役はいかりや長介（2004年没）を遠藤憲一、加藤茶を勝地涼、仲本工事を松本岳、高木ブーを加治将樹がそれぞれ演じた他、同局系『ドリフ大爆笑』やTBS系『8時だョ!全員集合』のコントも劇中で完全再現された[799][800][801][802][803][804]。更なる追加出演者として、荒井注（2000年没）役を金田明夫、志村の父親・憲司役を渡辺いっけい、母親・和子役を宮崎美子が演じ、ムロツヨシも出演した[805]。なお、同日は19時からのバラエティ特番『ドリフ&志村けんの年末爆笑コント祭り!』と併せて4時間に亘るドリフ・志村スペシャル編成となった。
- 27日 - 29日 - NHK総合にて、荒木飛呂彦の漫画を原作とし、2020年12月に放送された『岸辺露伴は動かない』の新作エピソード3本が放送。主人公・岸辺露伴役の高橋一生と泉京香役の飯豊まりえは続投、また第4話に笠松将、第5話に市川猿之助、第6話に内田理央がゲスト出演した[806][807]。
- 28日（27日深夜） - 31日（30日深夜） - テレビ朝日×ABEMA TVの共同制作により、鈴木おさむ原作・脚本の『奪い愛、高校教師』を4日連続で地上波放送及びネット配信。1人の高校教師を巡る壮絶な愛のバトルを描く。主役の星野露子役には、連続ドラマ主演30年連続の壮挙となる観月ありさを起用、観月の娘役に岡田奈々（AKB48）を配し、高校教師役に大谷亮平、観月演じる露子とバトルを演じる女性教師に松本まりかがそれぞれ起用された。放送時間は4日間ともABEMAで27日 - 30日の21時から先行配信し、その後、テレビ朝日で28日 - 31日の0時15分から放送する形を採った[808][809]。
- 29日
  - NHK総合にて、10月末に終了した連続テレビ小説『おかえりモネ』（清原果耶主演、全120話）の総集編を前編（15時5分 - 16時30分、7月に放送したものの再放送）・後編（16時30分 - 17時55分）に分けて連続放送[810]。
  - TBS系ではこの日、翌30日に公開の『99.9-刑事専門弁護士-THE MOVIE（以下「映画版」）』に先駆けて、松本潤主演のシリーズドラマ『99.9-刑事専門弁護士-（以下「連ドラ版」）』のSP版『99.9-刑事専門弁護士- 完全新作SP 新たな出会い篇〜映画公開前夜祭〜（以下「SPドラマ」）』と題して放送（21時 - 23時27分）。SPドラマ・映画版でも新たなヒロインで、司法修習を終えたばかりの新米弁護士・河野穂乃果（こうの・ほのか）役で登場する杉咲花が、松本演じる主人公の深山らが所属する斑目法律事務所へ仲間入りするきっかけとなる出来事が描かれる。松本・杉咲以外の共演者として、連ドラ・SPドラマ・映画版にも続投となる香川照之のほか、今回立ちはだかる敵の弁護士役として、映画版にも登場する西島秀俊が出演[811][812][813][814]。
- 30日 - NHK総合では、太平洋戦争開戦から80年を迎えるにあたり、この日特集ドラマとして『倫敦ノ山本五十六』を放送（22時 - 23時13分）。NHKの独自取材で明らかとなった、海軍内部の極秘文書の内容に基づいた実録ドラマとして描かれる。主演の山本五十六役を、2004年の大河ドラマ『新選組!』以来、17年振りのNHKドラマ出演となる香取慎吾が演じた[815][816]。他に片岡愛之助、高良健吾、國村隼、平岩紙、渡辺いっけい、嶋田久作、伊武雅刀、山本學らが出演[817]。
- 30日・31日（29日・30日深夜） -  【関東広域圏】テレビ東京にて『東京、愛だの、恋だの』（30日・1時30分 - 4時、31日・2時 - 3時50分）を二夜にわたって放送。不動産会社に務める35歳の女性と何らかの事情で住まいを探しに来た女性たちの様々な悩みを描く群像劇。主人公・和田かえを松本まりかが演じ、毎熊克哉、梶裕貴らが共演[818]。なおこれに先立ち、9月11日から10月16日にかけてParaviで全7話を先行配信した[819]。
- 31日 
  - テレビ東京系にて、久住昌之原作・松重豊主演のグルメドラマシリーズ『孤独のグルメ』の5年連続[注 65]となる大晦日スペシャル版『孤独のグルメ2021大晦日スペシャル〜激走!絶景絶品・年忘れロードムービー〜』（22時 - 23時30分）を放送[820][821]。今作は松重扮する「井之頭五郎」が京都を起点に、実際に自動車を運転しながら兵庫・三重・静岡各県のグルメを巡り東京に至る「ロードムービー」として放送された[821][822]。共演に小籔千豊、梅沢昌代、中尾明慶、石野真子、山本未來ら[821]。
  - 【訃報】国際プロレスのエースとして活躍し、1974年に新日本プロレスに移籍後もアントニオ猪木との激闘や坂口征二とのタッグなどでトップレスラーとして活躍、1984年の引退後は「ストロング金剛」の芸名で俳優として『超電子バイオマン』[注 8]の「モンスター」役、『影の軍団IV』（1985年、関西テレビ・フジテレビ系、東映製作）の「鬼源」役などテレビドラマで活躍した、元プロレスラー・俳優・タレントのストロング小林（本名・小林省三）が、この日のう肺のため青梅市内の病院で死去（81歳没）。訃報は年明けの2022年1月6日に公表された[823]。

### 2022年以降のテレビドラマに関する情報
- NHK
  - 連続テレビ小説
    - 令和4年度春期連続テレビ小説（第106作）として『ちむどんどん』を放送予定。沖縄県を舞台とする同作は羽原大介が脚本を担当。ヒロイン役は黒島結菜が、ナレーション（語り）にはジョン・カビラといずれも沖縄県出身者が務める[148][824][825]。
    - 令和4年度後期連続テレビ小説（第107作、大阪局制作）として『舞いあがれ!』を放送予定。東大阪市と長崎県五島列島を舞台とする同作は、桑原亮子が脚本を担当し[826][827]、そのヒロインとして福原遥が出演[828]。

  - 鹿児島局（HG）地域発ドラマとして『この花咲くや』を制作し、NHK BSプレミアムにて放送予定（期日未定）。活火山・桜島と共に生きる鹿児島を舞台に、地元不動産会社の女性社員と鹿児島に転居してきた男を巡る物語を詩森ろばの脚本で描く。本作の主演は小芝風花と吉岡秀隆の2人が務める[829]。
- TBS系「日曜劇場」枠2022年1月期作品として海上保安庁から全面協力を得て海や河川・湖などを舞台に特殊潜水捜査を行う架空の組織「Deep Crime Unit」（特殊潜水捜査隊）のミッションを描く『DCU』を放送開始予定。主演には阿部寛を起用。また本作はTBSテレビとケシェット・インターナショナル（英語版）（イスラエル）及びファセット4メディア（カナダ）と共同制作を行い、世界進出を目指すこととしている[830][831]。
- フジテレビ系「月9」枠2022年1月期作品として、田村由美原作で小学館「月刊フラワーズ」に連載中の同名漫画をテレビドラマ化した『ミステリと言う勿れ』を月9枠初主演となる菅田将暉により放送予定[832]。
- テレビ東京で、益田ミリが「an・an」（マガジンハウス）に連載中の同名漫画をテレビドラマ化した『僕の姉ちゃん』を放送予定（放送枠未定、全10話）。主演の黒木華が姉・白井ちはる役を、杉野遥亮が弟・順平役を演じる。これに先立ち、2021年9月24日からAmazon Prime Videoで全話先行配信されている[833]。
- WOWOW
  - 2008年に第1作が発売された女性向けの恋愛アドベンチャーゲーム「薄桜鬼 〜新選組奇譚〜」を実写化した『薄桜鬼』を放送開始予定（放送枠未定、全10話）。主人公で新選組の副長・土方歳三役を崎山つばさが演じる[834]。共演としてヒロイン・雪村千鶴役を若柳琴子、新選組の隊士・斎藤一役に矢野聖人、同じく新選組の隊士・沖田総司役に金井成大がそれぞれ出演[835]。
  - 椎名うみ原作で講談社「月刊アフタヌーン」で連載中の同名漫画をテレビドラマ化した『青野くんに触りたいから死にたい』を佐藤勝利（Sexy Zone）主演で放送予定（2022年春予定、放送枠・放送時間は未定）。佐藤は事故死する高校2年生役と幽霊役の一人二役を演じる[836]。

## 2021年のテレビドラマ

### NHKの主なテレビドラマ

#### 特集ドラマ (NHK総合)
- 東日本大震災10年特集ドラマ あなたのそばで明日が笑う[155]
  - 3月6日
  - 脚本：三浦直之
  - 出演：綾瀬はるか、池松壮亮、他

- 創作テレビドラマ大賞 星とレモンの部屋[837]
  - 3月19日
  - 作：佃良太
  - 出演：夏帆、宮沢氷魚、田中哲司、原田美枝子

- 雨の日[838]
  - 11月3日
  - 出演：コムアイ、工藤遥、後藤剛範、横澤夏子、川瀨陽太、成宮涼、成海璃子、眞島秀和、室井滋

#### 企画ドラマ（NHK）
- ハルカの光[107]
  - 2月8日 - 3月8日（Eテレ、全5回）
  - 脚本：矢島弘一
  - 出演：黒島結菜、古舘寛治、イッセー尾形、塩見三省、田牧そら、他

- 夜の連続テレビ小説 うっちゃん
  - 2月11日（第2話）、3月24日（第3話・完結編）（総合テレビ『LIFE!〜人生に捧げるコント〜』内、全3回）
  - 脚本：倉持裕、内村宏幸、平松政俊
  - 出演：内村光良、中川大志、山田裕貴、他

- だれかに話したくなる山本周五郎日替わりドラマ[839]
  - 2月18日 - 2月25日（BSプレミアム、全5回）
  - 原作：山本周五郎
  - 朗読：梶裕貴

- ドラマ×マンガ 特攻兵の幸福食堂（公式サイト）
  - 8月11日（BSプレミアム）
  - 原案・漫画提供：魚乃目三太『ちらん〜特攻兵の幸福食堂〜』（秋田書店刊）
  - ドラマ出演：濱田岳、津田健次郎、吉澤健、草笛光子、他

- SDGsミニドラマ[840]
  - 11月9日 - 11月12日（総合）

- 命のバトン 〜赤ちゃん縁組がつなぐ絆〜 - 制作：NHK名古屋放送局[841]
  - 11月12日（総合 / 中部ブロック7県）、11月18日（BS1）
  - 作・演出：大橋守
  - 出演：鈴木梨央、倉科カナ、中村靖日、平野宏周、鈴木宗太郎、みのすけ、伊藤友乃、田中美里、他

- 忠臣蔵狂詩曲No.5 中村仲蔵 出世階段
  - 12月4日・12月11日（BSプレミアム・BS4K）[842]
  - 脚本・演出：源孝志
  - 出演：中村勘九郎、他

- 声がききたい。[843]
  - 12月27日 - 12月29日（総合、全3回）
  - 出演：松岡茉優、岡山天音、中田青渚、他

#### スペシャルドラマ（NHK BSプレミアム・BS4K・BS8K）
- 裕さんの女房[844]
  - 3月20日（BS 4K)[845]、4月17日（BSプレミアム）[846]
  - 原作：村松友視『裕さんの女房 もうひとりの石原裕次郎』（青志社）
  - 出演：松下奈緒、徳重聡、他

#### その他（NHK）
- 歩くひと 特別編[178]
  - 3月20日・27日（Eテレ、全2回）
  - 原作：谷口ジロー
  - 出演：井浦新、田畑智子

- 3rooms - 制作：NHK札幌放送局[847]
  - 9月6日・13日・20日（総合（北海道ブロック）、全3回）
  - 出演：内崎帆乃香、能登英輔、戸澤亮、丹生尋基、坂口紅羽 / 多田萌加、飛世早哉香、すずらん山本 / rin、村上義典、コロネケン渋谷、ひらりそあ

- アルフのクリスマスプレゼント - 制作： アメリカ合衆国NBC[848]
  - 12月24日（Eテレ）
  - 声の出演：所ジョージ、小松政夫、吉田理保子、池田勝、椎名へきる

### 日本テレビ系の主なテレビドラマ
- FUN! FUN! FANTASTICS - 制作：HI-AX、制作プロダクション：サルベージ（公式サイト）
  - 2月3日 - 3月17日（全6回、水曜未明〈火曜深夜〉）
  - プロデューサー：植野浩之 / 伴在正行、広川祐介
  - 演出：徳永清孝
  - 出演：FANTASTICS from EXILE TRIBE、他 / ゲスト：鶴久政治、木根尚登、LL BROTHERS、ブラザー・コーン、Mr.マリック、大鶴義丹

- おしゃれの答えがわからない - 制作：日本テレビ、制作協力：vivito（公式サイト）
  - 3月1日 - 3月22日（全4回、月曜未明〈日曜深夜〉）
  - 脚本・監督：有働佳史
  - 出演：生見愛瑠、佐藤流司、鈴木ゆうか、浜野謙太、他

#### スペシャルドラマ (日本テレビ系)
- アプリで恋する20の条件 - 制作：日本テレビ、制作協力：AOI Pro.（公式サイト）[849]
  - 1月10日
  - 脚本：杉原憲明
  - 監督：新城毅彦
  - 出演：本田翼、山本舞香、野村周平、濱津隆之、杉野遥亮、鷲見玲奈、他

- 夢みたいな恋したい女たち - 制作：日本テレビ、制作協力：AX-ON、全力カンパニー（公式サイト）
  - 2月27日・3月6日
  - 企画・演出：小俣猛
  - 脚本：アサダアツシ
  - 出演：（ドラマパート）鈴木愛理、渡辺大知、三戸なつめ、佐伯大地、他 / （スタジオMC）内田理央、ゆきぽよ、Niki

- 嘘から始まる恋 - 制作：日本テレビ、制作協力：AOI Pro.（公式サイト）[850]
  - 6月27日
  - 脚本：杉原憲明、松田沙也
  - 監督：新城毅彦
  - 出演：本田翼、町田啓太（劇団EXILE）、山本舞香、神尾楓珠、他

### テレビ朝日系の主なテレビドラマ

#### スペシャルドラマ (テレビ朝日系)
- エアガール - 制作：テレビ朝日、制作協力：角川大映スタジオ（公式サイト）[174]
  - 3月20日
  - 原案：中丸美繪「日本航空一期生」（中公文庫）
  - 脚本：橋本裕志
  - 監督：藤田明二
  - 出演：広瀬すず、坂口健太郎、藤木直人、山崎紘菜、藤野涼子、中田クルミ、伊原六花、田中哲司、鶴見辰吾、真飛聖、橋爪功、松雪泰子、吉岡秀隆、他
- 明治ドラマスペシャル ずんずん! - 制作：テレビ朝日、制作協力：ホリプロ（公式サイト）[298]
  - 4月16日
  - 原作：山本一力「ずんずん!」（中央公論新社）
  - 脚本：小峯裕之
  - 監督：大谷健太郎
  - 出演：小堺一機、鈴鹿央士、阿部純子、木村了、朝加真由美、他
- 警視庁ひきこもり係 - 制作：テレビ朝日、制作協力：アズバーズ（公式サイト）[515]
  - 8月5日
  - 脚本：大北はるか
  - 演出：樹下直美
  - 出演：滝藤賢一、山本舞香、戸塚純貴、富田靖子、高田純次、他
- 二夜連続ドラマスペシャル 山崎豊子 女系家族 ｰ 制作：テレビ朝日、制作協力：角川大映スタジオ（公式サイト）[769]
  - 12月4日・5日（二夜連続放送）
  - 原作：山崎豊子『女系家族』（新潮文庫）
  - 脚本・監督：鶴橋康夫
  - 出演：宮沢りえ、寺島しのぶ、山本美月、水川あさみ、渡辺えり、伊藤英明、余貴美子、奥田瑛二、役所広司、他

#### 系列局ローカル (テレビ朝日系)
- マーダー★ミステリー 〜探偵・斑目瑞男の事件簿〜 - 制作：朝日放送テレビ（公式サイト）
  - 3月20日（19日深夜、関西ローカル）
  - 企画アドバイザー：眞形隆之
  - シナリオ作成：AGATA
  - 出演：劇団ひとり、剛力彩芽、他 / 審査員：生瀬勝久、瑠東東一郎、内山聖子

### テレビ東京系の主なテレビドラマ

#### スペシャルドラマ (テレビ東京系)
- 新春ドラマスペシャル 人生最高の贈りもの - 制作：テレビ東京・ホリプロ（公式サイト）[13][14]
  - 1月4日
  - 脚本：岡田惠和
  - 演出：石橋冠
  - 出演：石原さとみ、寺尾聰、向井理、勝地涼、キムラ緑子、角野卓造、他
- 農家のミカタ - 制作：BABEL LABEL、製作著作：テレビ東京、BABEL LABEL（公式サイト）[710]
  - 10月23日
  - 企画・プロデュース・脚本：畑中翔太
  - 監督：下田彦太
  - 出演：犬飼貴丈、松村沙友理、マギー、中島歩、高橋ひとみ、杉本哲太、他
- こどものグルメ - 制作：テレビ東京・共同テレビ、製作著作：こどものグルメ（2021）製作委員会（公式サイト）[746]
  - 11月20日
  - 原作：久住昌之、安倍吉俊（作画）
  - 脚本：下亜友美
  - 監督：瀬野尾一
  - 出演：石井心咲、千葉新、遊井亮子、和田聰宏、他

#### 系列局ローカル (テレビ東京系)
- スペシャルドラマ 私たち、結婚式できますか? - 制作：テレビ大阪（公式サイト）[851]
  - 11月7日（大阪府ローカル）
  - 脚本：宮﨑高章
  - 監督：平岩憲和
  - 出演：御寺ゆき、青山ひかる、林勇輝、他

### フジテレビ系の主なテレビドラマ
- 小河ドラマ 徳川☆家康 - 制作：関西テレビ・時代劇専門チャンネル、制作協力：ダヴ（カンテレ公式、時代劇専門Ch公式）[852]
  - 4月1日（3月31日深夜） - 4月22日（21日深夜）（全4話、予定）
  - 監督：細川徹
  - 脚本：細川徹、鍵谷友悟、宮澤一彰
  - 出演：三宅弘城、松平健、他

#### スペシャルドラマ (フジテレビ系)
- 死との約束 - 制作：フジテレビ、制作協力：共同テレビ（公式サイト）[159]
  - 3月6日
  - 原作：アガサ・クリスティ『死との約束』（早川書房）
  - 脚本：三谷幸喜
  - 演出：城宝秀則
  - 出演：野村萬斎、松坂慶子、鈴木京香、比嘉愛未、長野里美、阿南健治、坪倉由幸（我が家）、他
- 第32回フジテレビヤングシナリオ大賞 サロガシー〜母ではなく、私になる。〜 - 制作：フジテレビ（公式サイト）[853]
  - 3月25日（24日深夜）
  - 脚本：的場友見
  - プロデュース：荒井俊雄
  - 演出：清矢明子
  - 出演：堀田真由、細田善彦、田村健太郎、猪塚健太、斎藤工、他
- 十三代目市川團十郎白猿襲名記念特別企画 桶狭間〜織田信長 覇王の誕生〜 - 制作：フジテレビ（公式サイト）[854]
  - 3月26日
  - 脚本：大森寿美男
  - プロデュース：高井一郎
  - 演出：河毛俊作
  - 出演：市川海老蔵、三上博史、広瀬すず、堀越勸玄、市川ぼたん、竹中直人、黒木瞳、佐藤浩市、他
- サマータイムマシン・ハズ・ゴーン[855]
  - 10月9日（8日深夜）
  - 構成・脚本・演出・監督：上田誠（ヨーロッパ企画）
  - 出演：ムロツヨシ / 上白石萌歌 / 矢作兼（おぎやはぎ） / 久保史緒里（乃木坂46）、他
- 志村けんとドリフの大爆笑物語 - 企画制作：イザワオフィス、制作協力：CREDEUS（公式サイト）
  - 12月27日（予定）
  - 脚本：福田雄一、佐藤さやか
  - プロデュース：井澤秀治、松橋真三、鈴木大造
  - 演出：福田雄一
  - 出演：山田裕貴、勝地涼、加治将樹、松本岳、ムロツヨシ、金田明夫、肥後克広（ダチョウ倶楽部）、ミッツ・マングローブ、渡辺いっけい、宮崎美子、遠藤憲一、他

#### 系列局ローカル (フジテレビ系)
東海テレビ
- 東海テレビスペシャルドラマ 我が家の夏〜リバー・サイド・ファミリー〜 - 制作：東海テレビ・テレパック（公式サイト）[856]
  - 9月12日（中京広域圏ローカル）
  - 脚本：いとう菜のは
  - 演出：雫石瑞穂
  - 出演：平祐奈、菅原健、藤田弓子、イッセー尾形、他

- 東海テレビ開局60周年記念 ドキュメンタリードラマ Home（）（公式サイト）
  - 12月25日（中京広域圏ローカル）
  - 出演：斉藤由貴、佐津川愛美、浅田美代子、大空眞弓、須賀健太、他

テレビ熊本
- テレビ熊本ドキュメンタリードラマ 郷土の偉人シリーズ第29作 結びの糸・原田 茂～洋装への扉を開いた火の国の女～ - 制作：TKUテレビくまもと（公式サイト）
  - 10月31日（九州ブロックネット）
  - 企画：合志市
  - 脚本：樋口徹
  - 出演：竹下景子、北原里英、八木さおり、外岡えりか、黒木真二、石倉良信、鈴木健介、伊藤あいみ、中原丈雄、他

### 独立局の主なテレビドラマ
- チバテレ開局50周年記念ドラマ チバケンのマツモトさん。 - 制作：千葉テレビ放送[857][858]
  - 5月1日（チバテレ）、5月5日（BS12 トゥエルビ）、他
  - 出演：大塚寧々、長谷川朝晴、中村俊介、小手伸也、ダンディ坂野、他

- メディウムダイバー - 制作幹事局：テレビ埼玉[601][859]
  - 10月3日（2日深夜、テレ玉）、他
  - 脚本・監督：渡邊豊[859]
  - 監修：伊藤幸久[859]
  - 出演：谷口めぐ（AKB48）、神志那結衣（HKT48）、青海ひな乃（SKE48）、他

- サンテレビ年末特別ドラマ 勝手にライブをしやがれ!! - 制作：サンテレビ[860]
  - 12月30日
  - 出演：森田展義、秋山ゆずき、松永天馬（アーバンギャルド）、奥井隆一、白井光浩、他

### BS放送の主なテレビドラマ

#### BS朝日
- 4K時代劇スペシャル 無用庵隠居修行5 - 制作：テレビ朝日・BS朝日・松竹（公式サイト）[580][581]
  - 9月21日
  - 原作：海老沢泰久『無用庵隠居修行』（文春文庫）
  - 脚本：土橋章宏
  - 監督：吉川一義
  - 出演：水谷豊、岸部一徳、檀れい、田山涼成、市毛良枝、榎木孝明、武田真治、友近、池間夏海、他

- 激辛課長 - 製作：BS朝日（公式サイト）
  - 12月19日
  - 原作：前田悠
  - 出演：藤森慎吾、雪見みと

#### BSフジ
- BARレモン・ハート 年末スペシャル2021
  - 12月28日
  - 原作：古谷三敏「BARレモン・ハート」（双葉社「漫画アクション」連載）
  - 出演：中村梅雀、川原和久、松尾諭

#### WOWOW

##### WOWOWオリジナルドラマ
- キン肉マン THE LOST LEGEND
  - 10月8日 - （全10回）
  - 企画協力：ゆでたまご
  - 出演：眞栄田郷敦、玉城ティナ、園子温、綾野剛